# Grande Fratello (diciassettesima edizione)
La diciassettesima edizione del reality show Grande Fratello è andata in onda in diretta in prima serata su Canale 5 dall'11 settembre 2023 al 25 marzo 2024. È durata 197 giorni, ed è stata condotta da Alfonso Signorini, affiancato dall'opinionista Cesara Buonamici, e da Rebecca Staffelli in qualità di inviata social.
Le vicende dei concorrenti sono state trasmesse da Canale 5 in prima serata con un doppio appuntamento settimanale: al lunedì e al venerdì (solamente per le prime due puntate) e in seguito al lunedì e al giovedì (ad eccezione della trentaduesima puntata, trasmessa di martedì), al lunedì e al sabato (per il mese di dicembre) e al lunedì e al mercoledì (dalla trentacinquesima alla quarantesima puntata), mentre la trasmissione delle strisce quotidiane nel day-time è stata affidata a Canale 5 (dal lunedì al venerdì e in seguito anche il sabato), Italia 1 e Rete 4 (su queste ultime due reti andava in onda tutti i giorni). Inoltre, la diretta è stata visibile su La5 in due fasce orarie, su Mediaset Extra e in streaming su Mediaset Infinity. Come nella sesta e nella settima edizione del Grande Fratello VIP, anche in questa, negli ultimi minuti del day-time andato in onda su Canale 5, Alfonso Signorini nelle prime due settimane si era collegato in diretta dallo studio ogni volta che veniva trasmessa la puntata serale per anticipare i temi della puntata.
Gli Highlights di ogni puntata sono stati accompagnati dal brano Baby Don't Hurt Me di David Guetta, Anne-Marie e Coi Leray.
L'edizione è stata vinta da Perla Vatiero, che si è aggiudicata il montepremi di 100000 €.

## Grande Fratello
A differenza delle precedenti edizioni, a varcare la porta rossa non sono soltanto persone sconosciute, ma anche personaggi già noti al pubblico, appartenenti al mondo dello spettacolo. Attraverso questa edizione, è stato difatti annunciato un ritorno alle origini del reality, con l'introduzione di un cast misto che ha visto la presenza sia di personaggi VIP, che di persone comuni, sostituendo in questo modo il Grande Fratello VIP.
Come accadeva sin dalle precedenti edizioni del Grande Fratello VIP, i concorrenti hanno trascorso le festività del Natale, di Capodanno e dell'Epifania all'interno della casa, in quanto il programma ha coperto la stagione televisiva autunno-primavera dell'emittente Mediaset. Inoltre, con 47 dirette serali, si tratta dell'edizione con più puntate del format classico del Grande Fratello.
Con una durata di 197 giorni, pari a circa sei mesi e mezzo, si tratta dell'edizione più lunga del Grande Fratello, insieme alla settima edizione del Grande Fratello VIP, mentre i concorrenti rimasti più a lungo all'interno della casa, sin dall'inizio dell'edizione, sono stati Massimiliano Varrese, Letizia Petris, Rosy Chin e Beatrice Luzzi.
Questa edizione detiene il record per il maggior numero di concorrenti a raggiungere il giorno della finale, ovvero otto, superando così l'edizione precedente, in cui in finale arrivarono sette concorrenti di cui, però, solo sei sono stati considerati ufficialmente finalisti. È stata anche la prima edizione nella storia del programma in cui in finale è giunto solo un uomo e il podio era composto interamente da sole donne.
Si è trattata dell'ultima edizione in cui la casa è ubicata a Cinecittà, prima del trasferimento presso i Lumina Studios.

## La casa
La casa è situata, per l'ultima volta dopo 24 anni dall'inizio di trasmissione del programma, a Cinecittà e come nelle edizioni precedenti del Grande Fratello VIP è caratterizzata da un grande salone e da un confessionale con la poltrona dorata. Tra le modifiche vi è la fusione delle camere da letto (due nelle edizioni precedenti del GFVIP), ridotta ad un'unica grande camera. Sono presenti anche quattro stanze speciali: la Mystery Room, dove i concorrenti sono chiamati a fare i conti con le proprie storie personali, la Stanza Super Led, dove vengono eseguite le nomination palesi, la Suite e il Tugurio, rispettivamente una zona di confort e relax e una zona degradata della casa assenti dal reality sin dalla dodicesima edizione. Da quest'edizione, dopo ventitré anni, la diretta serale non si è svolta più negli studi di Cinecittà ma negli studi Voxson, mantenendo la stessa scenografia della settima edizione del Grande Fratello VIP.

## Concorrenti
L'età dei concorrenti si riferisce al momento dell'ingresso nella casa.
| Concorrente           | Età     | Professione                                  | Luogo di nascita       | Stato                |
| --------------------- | ------- | -------------------------------------------- | ---------------------- | -------------------- |
| Perla Vatiero         | 25 anni | Imprenditrice, personaggio TV                | Angri                  | Vincitrice           |
| Beatrice Luzzi        | 52 anni | Attrice, autrice TV                          | Roma                   | Seconda classificata |
| Rosy Chin             | 37 anni | Chef, imprenditrice                          | Milano                 | Terza classificata   |
| Simona Tagli          | 59 anni | Showgirl, conduttrice TV                     | Milano                 | Quarta classificata  |
| Letizia Petris        | 24 anni | Fotografa                                    | Cesena                 | Quinta classificata  |
| Massimiliano Varrese  | 47 anni | Attore, cantante, ballerino                  | Roma                   | Sesto classificato   |
| Sergio Maria D'Ottavi | 31 anni | Imprenditore                                 | Latina                 | Eliminato            |
| Greta Rossetti        | 25 anni | Estetista, personaggio TV                    | Melzo                  | Eliminata            |
| Giuseppe Garibaldi    | 30 anni | Collaboratore scolastico, barman             | Palmi                  | Eliminato            |
| Federico Massaro      | 29 anni | Modello                                      | Milano                 | Eliminato            |
| Alessio Falsone       | 31 anni | Imprenditore, allenatore di calcio           | Milano                 | Eliminato            |
| Paolo Masella         | 25 anni | Macellaio                                    | Roma                   | Eliminato            |
| Anita Olivieri        | 26 anni | Marketing manager                            | Roma                   | Eliminata            |
| Grecia Colmenares     | 60 anni | Attrice                                      | Valencia               | Eliminata            |
| Marco Maddaloni       | 38 anni | Judoka, personaggio TV                       | Napoli                 | Ritirato             |
| Stefano Miele         | 33 anni | Stilista                                     | Formia                 | Eliminato            |
| Vittorio Menozzi      | 23 anni | Ingegnere, modello                           | Parma                  | Eliminato            |
| Fiordaliso            | 67 anni | Cantautrice                                  | Piacenza               | Ritirata             |
| Monia La Ferrera      | 35 anni | Hostess                                      | Catania                | Eliminata            |
| Rosanna Fratello      | 72 anni | Cantante, attrice                            | San Severo             | Eliminata            |
| Sara Ricci            | 54 anni | Attrice                                      | Roma                   | Eliminata            |
| Mirko Brunetti        | 26 anni | Imprenditore, personaggio TV                 | Rieti                  | Eliminato            |
| Alex Schwazer         | 38 anni | Campione olimpico di marcia                  | Vipiteno               | Ritirato             |
| Angelica Baraldi      | 26 anni | Manager informatica                          | Modena                 | Eliminata            |
| Ciro Petrone          | 35 anni | Attore                                       | Napoli                 | Ritirato             |
| Giampiero Mughini     | 82 anni | Scrittore, giornalista, personaggio TV       | Catania                | Ritirato             |
| Jill Cooper           | 55 anni | Conduttrice TV, personal trainer, stilista   | Wichita                | Eliminata            |
| Giselda Torresan      | 34 anni | Operaia, influencer                          | Seren del Grappa       | Eliminata            |
| Valentina Modini      | 29 anni | Impiegata esperta in pubbliche relazioni     | Borgomanero            | Eliminata            |
| Samira Lui            | 25 anni | Showgirl, personaggio TV                     | San Daniele del Friuli | Eliminata            |
| Heidi Baci            | 26 anni | Commerciante                                 | Vasto                  | Ritirata             |
| Arnold Cardaropoli    | 22 anni | Social media manager                         | Accra                  | Eliminato            |
| Lorenzo Remotti       | 37 anni | Calzolaio                                    | Alessandria            | Eliminato            |
| Marco Fortunati       | 31 anni | Maestro di sci, istruttore di kite, tassista | Bologna                | Eliminato            |
| Claudio Roma          | 34 anni | Imprenditore                                 | Codigoro               | Eliminato            |

## Tabella delle nomination
Legenda
     Concorrente immune dalle nomination
     Concorrente preferito/a dell'opinionista
     Concorrente in nomination
     Concorrente salvato/a
     Concorrente preferito/a del pubblico
     Concorrente non salvato/a oppure non salvato/a in una catena di salvataggio
     Concorrente direttamente in nomination
     Concorrente candidato alla finale
     Concorrente finalista
     Concorrente candidato alla finalissima
     Concorrente super-finalista candidato alla vittoria finale (in quattro)
     Concorrente super-finalista candidato alla vittoria finale (in due)

|                                 | Settimana 1                            | Settimana 1                            | Settimana 1                     | Settimana 1                     | Settimana 1                     | Settimana 1                     | Settimana 2                      | Settimana 2                      | Settimana 2                      | Settimana 2                      | Settimana 2                                                      | Settimana 2                                                      | Settimana 3                             | Settimana 3                             | Settimana 3                             | Settimana 3                             | Settimana 3                         | Settimana 3                         | Settimana 3                         | Settimana 3                         | Settimana 4                                                     | Settimana 4                                                     | Settimana 4                                           | Settimana 4                                           | Settimana 4                                           | Settimana 5                                        | Settimana 5                                        | Settimana 5                         | Settimana 5                         | Settimana 6                         | Settimana 6                         | Settimana 6                                     | Settimana 6                                     | Settimana 7                         | Settimana 7                         | Settimana 7                                     | Settimana 7                                     | Settimana 8                         | Settimana 8                         | Settimana 8                              | Settimana 8                              | Settimana 9                                                  | Settimana 9                                                  | Settimana 9                         | Settimana 9                         | Settimana 10                                 | Settimana 10                                 | Settimana 10                                 | Settimana 10                                 | Settimana 10                            | Settimana 10                            | Settimana 10                            | Settimana 10                            | Settimana 11               | Settimana 11               | Settimana 12                                                             | Settimana 12                                                             | Settimana 12                          | Settimana 12                          | Settimana 13                        | Settimana 13                        | Settimana 13                         | Settimana 13                         | Settimana 14                        | Settimana 14                        | Settimana 14                                      | Settimana 14                                      | Settimana 15                        | Settimana 15                        | Settimana 16                     | Settimana 16                     | Settimana 18                                               | Settimana 18                                               | Settimana 19             | Settimana 19             | Settimana 20                                   | Settimana 20                                   | Settimana 21                      | Settimana 21                      | Settimana 22                       | Settimana 22                       | Settimana 23                        | Settimana 23                        | Settimana 23                        | Settimana 23                        | Settimana 24                              | Settimana 24                              | Settimana 24                        | Settimana 24                        | Settimana 24                        | Settimana 25                                               | Settimana 25                                               | Settimana 25                        | Settimana 25                        | Settimana 26                                            | Settimana 26                                            | Settimana 26                        | Settimana 26                        | Settimana 26                        | Settimana 27                                | Settimana 27                                | Settimana 27                        | Settimana 27                        | Settimana 27                        | Settimana 28                                                                              | Settimana 28                                                                              | Settimana 28                                                                              | Settimana 28                                                                              | Settimana 28                                                                              | Settimana 28                                                                              | Settimana 28                                                                              | Settimana 28                                                                              | Ultima settimana                                       | Ultima settimana                                       | Ultima settimana                                       | Ultima settimana                                       | Ultima settimana                                       | Ultima settimana                                       | Numero totale di nomination |
| Giorno 1                        | Giorno 1                               | Giorno 5                               | Giorno 5                        | Giorno 5                        | Giorno 5                        | Giorno 8                        | Giorno 8                         | Giorno 8                         | Giorno 8                         | Giorno 11                        | Giorno 11                                                        | Giorno 15                                                        | Giorno 15                               | Giorno 15                               | Giorno 15                               | Giorno 18                               | Giorno 18                           | Giorno 18                           | Giorno 18                           | Giorno 22                           | Giorno 22                                                       | Giorno 25                                                       | Giorno 25                                             | Giorno 25                                             | Giorno 29                                             | Giorno 29                                          | Giorno 32                                          | Giorno 32                           | Giorno 36                           | Giorno 36                           | Giorno 39                           | Giorno 39                                       | Giorno 43                                       | Giorno 43                           | Giorno 46                           | Giorno 46                                       | Giorno 50                                       | Giorno 50                           | Giorno 53                           | Giorno 53                                | Giorno 57                                | Giorno 57                                                    | Giorno 60                                                    | Giorno 60                           | Giorno 64                           | Giorno 64                                    | Giorno 64                                    | Giorno 64                                    | Giorno 67                                    | Giorno 67                               | Giorno 67                               | Giorno 67                               | Giorno 71                               | Giorno 71                  | Giorno 78                  | Giorno 78                                                                | Giorno 83                                                                | Giorno 83                             | Giorno 85                             | Giorno 85                           | Giorno 90                           | Giorno 90                            | Giorno 92                            | Giorno 92                           | Giorno 97                           | Giorno 97                                         | Giorno 104                                        | Giorno 104                          | Giorno 111                          | Giorno 111                       | Giorno 120                       | Giorno 120                                                 | Giorno 127                                                 | Giorno 127               | Giorno 135               | Giorno 135                                     | Giorno 141                                     | Giorno 141                        | Giorno 148                        | Giorno 148                         | Giorno 155                         | Giorno 155                          | Giorno 157                          | Giorno 157                          | Giorno 162                          | Giorno 162                                | Giorno 164                                | Giorno 164                          | Giorno 164                          | Giorno 169                          | Giorno 169                                                 | Giorno 171                                                 | Giorno 171                          | Giorno 176                          | Giorno 176                                              | Giorno 179                                              | Giorno 179                          | Giorno 179                          | Giorno 183                          | Giorno 183                                  | Giorno 186                                  | Giorno 186                          | Giorno 186                          | Giorno 190                          | Giorno 190                                                                                | Giorno 190                                                                                | Giorno 190                                                                                | Giorno 193                                                                                | Giorno 193                                                                                | Giorno 193                                                                                | Giorno 193                                                                                | Giorno 197                                                                                | Giorno 197                                             | Giorno 197                                             | Giorno 197                                             | Giorno 197                                             | Giorno 197                                             |                                                        | Numero totale di nomination |
| ------------------------------- | -------------------------------------- | -------------------------------------- | ------------------------------- | ------------------------------- | ------------------------------- | ------------------------------- | -------------------------------- | -------------------------------- | -------------------------------- | -------------------------------- | ---------------------------------------------------------------- | ---------------------------------------------------------------- | --------------------------------------- | --------------------------------------- | --------------------------------------- | --------------------------------------- | ----------------------------------- | ----------------------------------- | ----------------------------------- | ----------------------------------- | --------------------------------------------------------------- | --------------------------------------------------------------- | ----------------------------------------------------- | ----------------------------------------------------- | ----------------------------------------------------- | -------------------------------------------------- | -------------------------------------------------- | ----------------------------------- | ----------------------------------- | ----------------------------------- | ----------------------------------- | ----------------------------------------------- | ----------------------------------------------- | ----------------------------------- | ----------------------------------- | ----------------------------------------------- | ----------------------------------------------- | ----------------------------------- | ----------------------------------- | ---------------------------------------- | ---------------------------------------- | ------------------------------------------------------------ | ------------------------------------------------------------ | ----------------------------------- | ----------------------------------- | -------------------------------------------- | -------------------------------------------- | -------------------------------------------- | -------------------------------------------- | --------------------------------------- | --------------------------------------- | --------------------------------------- | --------------------------------------- | -------------------------- | -------------------------- | ------------------------------------------------------------------------ | ------------------------------------------------------------------------ | ------------------------------------- | ------------------------------------- | ----------------------------------- | ----------------------------------- | ------------------------------------ | ------------------------------------ | ----------------------------------- | ----------------------------------- | ------------------------------------------------- | ------------------------------------------------- | ----------------------------------- | ----------------------------------- | -------------------------------- | -------------------------------- | ---------------------------------------------------------- | ---------------------------------------------------------- | ------------------------ | ------------------------ | ---------------------------------------------- | ---------------------------------------------- | --------------------------------- | --------------------------------- | ---------------------------------- | ---------------------------------- | ----------------------------------- | ----------------------------------- | ----------------------------------- | ----------------------------------- | ----------------------------------------- | ----------------------------------------- | ----------------------------------- | ----------------------------------- | ----------------------------------- | ---------------------------------------------------------- | ---------------------------------------------------------- | ----------------------------------- | ----------------------------------- | ------------------------------------------------------- | ------------------------------------------------------- | ----------------------------------- | ----------------------------------- | ----------------------------------- | ------------------------------------------- | ------------------------------------------- | ----------------------------------- | ----------------------------------- | ----------------------------------- | ----------------------------------------------------------------------------------------- | ----------------------------------------------------------------------------------------- | ----------------------------------------------------------------------------------------- | ----------------------------------------------------------------------------------------- | ----------------------------------------------------------------------------------------- | ----------------------------------------------------------------------------------------- | ----------------------------------------------------------------------------------------- | ----------------------------------------------------------------------------------------- | ------------------------------------------------------ | ------------------------------------------------------ | ------------------------------------------------------ | ------------------------------------------------------ | ------------------------------------------------------ | ------------------------------------------------------ | --------------------------- |
| Preferiti/e della casa          | Nessuno                                | Nessuno                                | Nessuno                         | Nessuno                         | Nessuno                         | Nessuno                         | Nessuno                          | Nessuno                          | Nessuno                          | Nessuno                          | Alex Arnold Ciro Fiordaliso Giuseppe Marco F. Massimiliano Paolo | Alex Arnold Ciro Fiordaliso Giuseppe Marco F. Massimiliano Paolo | Nessuno                                 | Nessuno                                 | Nessuno                                 | Nessuno                                 | Paolo Rosy                          | Paolo Rosy                          | Paolo Rosy                          | Paolo Rosy                          | Anita Ciro Fiordaliso Massimiliano Paolo Samira                 | Anita Ciro Fiordaliso Massimiliano Paolo Samira                 | Nessuno                                               | Angelica Ciro Fiordaliso Heidi Paolo Samira           | Angelica Ciro Fiordaliso Heidi Paolo Samira           | Alex Ciro Fiordaliso Giuseppe Letizia Massimiliano | Alex Ciro Fiordaliso Giuseppe Letizia Massimiliano | Anita Samira                        | Anita Samira                        | Angelica Letizia                    | Angelica Letizia                    | Anita Ciro Massimiliano Paolo                   | Anita Ciro Massimiliano Paolo                   | Alex Ciro Fiordaliso Letizia        | Alex Ciro Fiordaliso Letizia        | Alex Anita Fiordaliso Jill Rosy                 | Alex Anita Fiordaliso Jill Rosy                 | Angelica Anita Ciro Giampiero Paolo | Angelica Anita Ciro Giampiero Paolo | Alex Anita Fiordaliso Paolo              | Alex Anita Fiordaliso Paolo              | Alex Anita Beatrice Mirko                                    | Alex Anita Beatrice Mirko                                    | Alex Anita Beatrice Vittorio        | Alex Anita Beatrice Vittorio        | Nessuno                                      | Nessuno                                      | Nessuno                                      | Nessuno                                      | Nessuno                                 | Nessuno                                 | Nessuno                                 | Nessuno                                 | Mirko                      | Mirko                      | Nessuno                                                                  | Nessuno                                                                  | Nessuno                               | Nessuno                               | Marco M. Massimiliano Paolo         | Marco M. Massimiliano Paolo         | Fiordaliso Letizia Massimiliano Rosy | Fiordaliso Letizia Massimiliano Rosy | Anita Fiordaliso Massimiliano       | Anita Fiordaliso Massimiliano       | Beatrice Giuseppe Letizia Massimiliano Paolo Rosy | Beatrice Giuseppe Letizia Massimiliano Paolo Rosy | Anita Fiordaliso Massimiliano Paolo | Anita Fiordaliso Massimiliano Paolo | Anita Giuseppe Massimiliano Rosy | Anita Giuseppe Massimiliano Rosy | Nessuno                                                    | Nessuno                                                    | Nessuno                  | Nessuno                  | Nessuno                                        | Nessuno                                        | Nessuno                           | Nessuno                           | Nessuno                            | Nessuno                            | Nessuno                             | Nessuno                             | Nessuno                             | Nessuno                             | Nessuno                                   | Nessuno                                   | Nessuno                             | Nessuno                             | Nessuno                             | Nessuno                                                    | Nessuno                                                    | Nessuno                             | Nessuno                             | Nessuno                                                 | Nessuno                                                 | Nessuno                             | Nessuno                             | Nessuno                             | Nessuno                                     | Nessuno                                     | Nessuno                             | Nessuno                             | Nessuno                             | Nessuno                                                                                   | Nessuno                                                                                   | Nessuno                                                                                   | Nessuno                                                                                   | Nessuno                                                                                   | Nessuno                                                                                   | Nessuno                                                                                   | Nessuno                                                                                   | Nessuno                                                | Nessuno                                                | Nessuno                                                | Nessuno                                                | Nessuno                                                | Nessuno                                                | Numero totale di nomination |
| Preferito/a del pubblico        | Nessuno                                | Nessuno                                | Giuseppe Samira                 | Giuseppe Samira                 | Giuseppe Samira                 | Giuseppe Samira                 | Nessuno                          | Nessuno                          | Nessuno                          | Nessuno                          | Nessuno                                                          | Nessuno                                                          | Nessuno                                 | Nessuno                                 | Nessuno                                 | Nessuno                                 | Beatrice                            | Beatrice                            | Beatrice                            | Beatrice                            | Nessuno                                                         | Nessuno                                                         | Beatrice                                              | Beatrice                                              | Beatrice                                              | Grecia                                             | Grecia                                             | Nessuno                             | Nessuno                             | Beatrice                            | Beatrice                            | Nessuno                                         | Nessuno                                         | Nessuno                             | Nessuno                             | Nessuno                                         | Nessuno                                         | Nessuno                             | Nessuno                             | Nessuno                                  | Nessuno                                  | Nessuno                                                      | Nessuno                                                      | Nessuno                             | Nessuno                             | Nessuno                                      | Nessuno                                      | Nessuno                                      | Nessuno                                      | Anita Beatrice                          | Anita Beatrice                          | Anita Beatrice                          | Anita Beatrice                          | Anita Beatrice Ciro Grecia | Anita Beatrice Ciro Grecia | Nessuno                                                                  | Nessuno                                                                  | Beatrice Vittorio                     | Beatrice Vittorio                     | Beatrice Vittorio                   | Beatrice Vittorio                   | Nessuno                              | Nessuno                              | Nessuno                             | Nessuno                             | Nessuno                                           | Nessuno                                           | Nessuno                             | Nessuno                             | Nessuno                          | Nessuno                          | Nessuno                                                    | Nessuno                                                    | Nessuno                  | Nessuno                  | Nessuno                                        | Nessuno                                        | Nessuno                           | Nessuno                           | Nessuno                            | Nessuno                            | Nessuno                             | Nessuno                             | Nessuno                             | Nessuno                             | Nessuno                                   | Nessuno                                   | Nessuno                             | Nessuno                             | Nessuno                             | Nessuno                                                    | Nessuno                                                    | Nessuno                             | Nessuno                             | Nessuno                                                 | Nessuno                                                 | Nessuno                             | Nessuno                             | Nessuno                             | Nessuno                                     | Nessuno                                     | Nessuno                             | Nessuno                             | Nessuno                             | Nessuno                                                                                   | Nessuno                                                                                   | Nessuno                                                                                   | Nessuno                                                                                   | Nessuno                                                                                   | Nessuno                                                                                   | Nessuno                                                                                   | Nessuno                                                                                   | Nessuno                                                | Nessuno                                                | Nessuno                                                | Nessuno                                                | Nessuno                                                | Nessuno                                                | Numero totale di nomination |
| Preferito/a di Cesara Buonamici | Nessuno                                | Nessuno                                | Nessuno                         | Nessuno                         | Nessuno                         | Nessuno                         | Nessuno                          | Nessuno                          | Nessuno                          | Nessuno                          | Beatrice                                                         | Beatrice                                                         | Nessuno                                 | Nessuno                                 | Nessuno                                 | Nessuno                                 | Heidi Massimiliano                  | Heidi Massimiliano                  | Heidi Massimiliano                  | Heidi Massimiliano                  | Grecia Rosy                                                     | Grecia Rosy                                                     | Nessuno                                               | Alex Massimiliano                                     | Alex Massimiliano                                     | Anita                                              | Anita                                              | Heidi                               | Heidi                               | Heidi                               | Heidi                               | Angelica Giuseppe                               | Angelica Giuseppe                               | Anita Giuseppe                      | Anita Giuseppe                      | Ciro Vittorio                                   | Ciro Vittorio                                   | Giuseppe Grecia                     | Giuseppe Grecia                     | Beatrice Grecia                          | Beatrice Grecia                          | Angelica Fiordaliso                                          | Angelica Fiordaliso                                          | Massimiliano Mirko                  | Massimiliano Mirko                  | Nessuno                                      | Nessuno                                      | Nessuno                                      | Nessuno                                      | Nessuno                                 | Nessuno                                 | Nessuno                                 | Nessuno                                 | Giuseppe Massimiliano      | Giuseppe Massimiliano      | Nessuno                                                                  | Nessuno                                                                  | Fiordaliso Massimiliano               | Fiordaliso Massimiliano               | Letizia                             | Letizia                             | Beatrice                             | Beatrice                             | Giuseppe                            | Giuseppe                            | Rosanna                                           | Rosanna                                           | Greta Rosanna                       | Greta Rosanna                       | Marco M.                         | Marco M.                         | Nessuno                                                    | Nessuno                                                    | Nessuno                  | Nessuno                  | Nessuno                                        | Nessuno                                        | Nessuno                           | Nessuno                           | Nessuno                            | Nessuno                            | Nessuno                             | Nessuno                             | Nessuno                             | Nessuno                             | Nessuno                                   | Nessuno                                   | Nessuno                             | Nessuno                             | Nessuno                             | Nessuno                                                    | Nessuno                                                    | Nessuno                             | Nessuno                             | Nessuno                                                 | Nessuno                                                 | Nessuno                             | Nessuno                             | Nessuno                             | Nessuno                                     | Nessuno                                     | Nessuno                             | Nessuno                             | Nessuno                             | Nessuno                                                                                   | Nessuno                                                                                   | Nessuno                                                                                   | Nessuno                                                                                   | Nessuno                                                                                   | Nessuno                                                                                   | Nessuno                                                                                   | Nessuno                                                                                   | Nessuno                                                | Nessuno                                                | Nessuno                                                | Nessuno                                                | Nessuno                                                | Nessuno                                                | Numero totale di nomination |
|                                 |                                        |                                        |                                 |                                 |                                 |                                 |                                  |                                  |                                  |                                  |                                                                  |                                                                  |                                         |                                         |                                         |                                         |                                     |                                     |                                     |                                     |                                                                 |                                                                 |                                                       |                                                       |                                                       |                                                    |                                                    |                                     |                                     |                                     |                                     |                                                 |                                                 |                                     |                                     |                                                 |                                                 |                                     |                                     |                                          |                                          |                                                              |                                                              |                                     |                                     |                                              |                                              |                                              |                                              |                                         |                                         |                                         |                                         |                            |                            |                                                                          |                                                                          |                                       |                                       |                                     |                                     |                                      |                                      |                                     |                                     |                                                   |                                                   |                                     |                                     |                                  |                                  |                                                            |                                                            |                          |                          |                                                |                                                |                                   |                                   |                                    |                                    |                                     |                                     |                                     |                                     |                                           |                                           |                                     |                                     |                                     |                                                            |                                                            |                                     |                                     |                                                         |                                                         |                                     |                                     |                                     |                                             |                                             |                                     |                                     |                                     |                                                                                           |                                                                                           |                                                                                           |                                                                                           |                                                                                           |                                                                                           |                                                                                           |                                                                                           |                                                        |                                                        |                                                        |                                                        |                                                        |                                                        |                             |
| Perla                           | Non in casa                            | Non in casa                            | Non in casa                     | Non in casa                     | Non in casa                     | Non in casa                     | Non in casa                      | Non in casa                      | Non in casa                      | Non in casa                      | Non in casa                                                      | Non in casa                                                      | Non in casa                             | Non in casa                             | Non in casa                             | Non in casa                             | Non in casa                         | Non in casa                         | Non in casa                         | Non in casa                         | Non in casa                                                     | Non in casa                                                     | Non in casa                                           | Non in casa                                           | Non in casa                                           | Non in casa                                        | Non in casa                                        | Non in casa                         | Non in casa                         | Non in casa                         | Non in casa                         | Non in casa                                     | Non in casa                                     | Non in casa                         | Non in casa                         | Non in casa                                     | Non in casa                                     | Non in casa                         | Non in casa                         | Non in casa                              | Non in casa                              | Non in casa                                                  | Non in casa                                                  | Non in casa                         | Non in casa                         | In isolamento                                | In isolamento                                | In isolamento                                | In isolamento                                | Immune                                  | Immune                                  | Immune                                  | Immune                                  | Immune                     | Immune                     | Immune                                                                   | Immune                                                                   | Grecia                                | 4                                     | Sara                                | 3                                   | Sara                                 | 3                                    | Vittorio                            | 4                                   | Vittorio                                          | 0                                                 | Vittorio                            | 3                                   | Grecia                           | 1                                | Sergio                                                     | 1                                                          | Sergio                   | 1                        | Beatrice                                       | 3                                              | Beatrice                          | 0                                 | Beatrice                           | 0                                  | Stefano                             | 0                                   | Beatrice                            | 0                                   | Federico                                  | 0                                         | Non votante                         | Massimiliano                        | Massimiliano                        | Federico                                                   | 0                                                          | Federico                            | 2                                   | Federico                                                | 0                                                       | Massimiliano                        | Letizia                             | 1                                   | Federico                                    | 0                                           | Greta                               | Federico                            | 0                                   | Letizia Salvata                                                                           | 0                                                                                         | Federico                                                                                  | 0                                                                                         | Salvata                                                                                   | Nominata                                                                                  | In finale                                                                                 | In finale                                                                                 | In finale                                              | Nominata                                               | Salvata                                                | Nominata                                               | Nominata                                               | Vincitrice (Giorno 197)                                | 26                          |
| Beatrice                        | Marco F.                               | Salvata                                | Non votante                     | Non votante                     | Rosy                            | 1                               | Massimiliano                     | 7                                | Non votante                      | Non votante                      | Lorenzo                                                          | Lorenzo                                                          | Non votante                             | Non votante                             | Massimiliano                            | 4                                       | Non votante                         | Non votante                         | Giselda Angelica                    | Giselda Angelica                    | Lorenzo                                                         | 8                                                               | Lorenzo                                               | Arnold                                                | Arnold                                                | Paolo                                              | 6                                                  | Angelica                            | 9                                   | Rosy Samira                         | Rosy Samira                         | Giselda                                         | 9                                               | Massimiliano                        | 9                                   | Giuseppe                                        | 5                                               | Alex                                | 8                                   | Angelica                                 | Angelica                                 | Letizia                                                      | Letizia                                                      | Jill                                | Jill                                | Non votante                                  | Non votante                                  | Anita                                        | 1                                            | Letizia                                 | Letizia                                 | Non votante                             | Non votante                             | Angelica                   | Angelica                   | Anita                                                                    | 1                                                                        | Grecia                                | Grecia                                | Mirko                               | Mirko                               | Sara                                 | Sara                                 | Perla                               | 4                                   | Anita                                             | Anita                                             | Non votante                         | Non votante                         | Rosanna                          | 8                                | Anita                                                      | Anita                                                      | Giuseppe                 | 3                        | Perla                                          | 1                                              | Letizia                           | 4                                 | Massimiliano                       | 7                                  | Marco M.                            | 6                                   | Marco M.                            | 7                                   | Marco M.                                  | 3                                         | Non salvata                         | Anita                               | Anita                               | Paolo                                                      | Paolo                                                      | Anita                               | Anita                               | Grecia                                                  | Grecia                                                  | In finale                           | Sergio                              | Sergio                              | Anita                                       | Anita                                       | Simona                              | Paolo                               | Paolo                               | Giuseppe                                                                                  | Giuseppe                                                                                  | Alessio                                                                                   | Alessio                                                                                   | In finale                                                                                 | In finale                                                                                 | In finale                                                                                 | In finale                                                                                 | Nominata                                               | Salvata                                                | Salvata                                                | Nominata                                               | Nominata                                               | Seconda classificata (Giorno 197)                      | 111                         |
| Rosy                            | Alex                                   | Salvata                                | Non votante                     | Non votante                     | Grecia                          | 2                               | Beatrice                         | 0                                | Non votante                      | Non votante                      | Valentina                                                        | 1                                                                | Grecia                                  | 0                                       | Non votante                             | Non votante                             | Grecia                              | Grecia                              | Non votante                         | Non votante                         | Beatrice                                                        | Beatrice                                                        | Immune                                                | Grecia                                                | 1                                                     | Beatrice                                           | 1                                                  | Beatrice                            | 2                                   | Grecia                              | Grecia                              | Beatrice                                        | 1                                               | Beatrice                            | 0                                   | Beatrice                                        | Beatrice                                        | Beatrice                            | 0                                   | Giampiero                                | 0                                        | Grecia                                                       | 0                                                            | Grecia                              | 1                                   | Non votante                                  | Non votante                                  | Grecia                                       | 1                                            | Letizia                                 | 2                                       | Non votante                             | Non votante                             | Letizia                    | 3                          | Alex                                                                     | 1                                                                        | Perla                                 | 1                                     | Mirko                               | 0                                   | Perla                                | Perla                                | Vittorio                            | 0                                   | Federico                                          | Federico                                          | Giuseppe                            | 1                                   | Beatrice                         | Beatrice                         | Sergio                                                     | 0                                                          | Beatrice                 | 0                        | Vittorio                                       | 0                                              | Beatrice                          | 0                                 | Beatrice                           | 1                                  | Beatrice                            | 0                                   | Beatrice                            | 0                                   | Federico                                  | 0                                         | Massimiliano                        | Anita                               | 5                                   | Simona                                                     | 0                                                          | Simona                              | 0                                   | Simona                                                  | 0                                                       | Salvata                             | Anita                               | 3                                   | Simona                                      | Simona                                      | Paolo                               | Simona                              | Simona                              | Giuseppe                                                                                  | Giuseppe                                                                                  | Simona                                                                                    | Simona                                                                                    | In finale                                                                                 | In finale                                                                                 | In finale                                                                                 | In finale                                                                                 | Nominata                                               | Salvata                                                | Salvata                                                | Nominata                                               | Terza classificata (Giorno 197)                        | Terza classificata (Giorno 197)                        | 27                          |
| Simona                          | Non in casa                            | Non in casa                            | Non in casa                     | Non in casa                     | Non in casa                     | Non in casa                     | Non in casa                      | Non in casa                      | Non in casa                      | Non in casa                      | Non in casa                                                      | Non in casa                                                      | Non in casa                             | Non in casa                             | Non in casa                             | Non in casa                             | Non in casa                         | Non in casa                         | Non in casa                         | Non in casa                         | Non in casa                                                     | Non in casa                                                     | Non in casa                                           | Non in casa                                           | Non in casa                                           | Non in casa                                        | Non in casa                                        | Non in casa                         | Non in casa                         | Non in casa                         | Non in casa                         | Non in casa                                     | Non in casa                                     | Non in casa                         | Non in casa                         | Non in casa                                     | Non in casa                                     | Non in casa                         | Non in casa                         | Non in casa                              | Non in casa                              | Non in casa                                                  | Non in casa                                                  | Non in casa                         | Non in casa                         | Non in casa                                  | Non in casa                                  | Non in casa                                  | Non in casa                                  | Non in casa                             | Non in casa                             | Non in casa                             | Non in casa                             | Non in casa                | Non in casa                | Non in casa                                                              | Non in casa                                                              | Non in casa                           | Non in casa                           | Non in casa                         | Non in casa                         | Non in casa                          | Non in casa                          | Non in casa                         | Non in casa                         | Non in casa                                       | Non in casa                                       | Non in casa                         | Non in casa                         | Non in casa                      | Non in casa                      | Non in casa                                                | Non in casa                                                | Non in casa              | Non in casa              | Non in casa                                    | Non in casa                                    | Non in casa                       | Non in casa                       | Immune                             | Immune                             | Immune                              | Immune                              | Immune                              | Immune                              | Immune                                    | Immune                                    | Non votante                         | Rosy                                | Rosy                                | Marco M.                                                   | 7                                                          | Anita                               | 8                                   | Greta                                                   | 10                                                      | Non salvata                         | Perla                               | Perla                               | Anita                                       | 8                                           | Massimiliano                        | Greta                               | 7                                   | Massimiliano Salvata                                                                      | 0                                                                                         | Alessio                                                                                   | 4                                                                                         | Nominata Federico                                                                         | In finale                                                                                 | In finale                                                                                 | In finale                                                                                 | In finale                                              | Nominata                                               | Salvata                                                | Nominata                                               | Quarta classificata (Giorno 197)                       | Quarta classificata (Giorno 197)                       | 44                          |
| Letizia                         | Massimiliano                           | Salvata                                | Non votante                     | Non votante                     | Grecia                          | 0                               | Lorenzo                          | 1                                | Non votante                      | Non votante                      | Claudio                                                          | 0                                                                | Non votante                             | Non votante                             | Beatrice                                | 0                                       | Non votante                         | Non votante                         | Valentina                           | 0                                   | Arnold                                                          | 1                                                               | Salvata                                               | Grecia                                                | 0                                                     | Beatrice                                           | Beatrice                                           | Beatrice                            | 0                                   | Grecia                              | Grecia                              | Beatrice                                        | 0                                               | Beatrice                            | Beatrice                            | Grecia                                          | 0                                               | Beatrice                            | 0                                   | Giampiero                                | 0                                        | Ciro                                                         | 1                                                            | Jill                                | 1                                   | Non votante                                  | Non votante                                  | Beatrice                                     | 0                                            | Rosy                                    | 2                                       | Non votante                             | Non votante                             | Rosy                       | 1                          | Vittorio                                                                 | 0                                                                        | Grecia                                | 0                                     | Sara                                | Sara                                | Sara                                 | Sara                                 | Marco M.                            | 0                                   | Greta                                             | Greta                                             | Monia                               | 1                                   | Beatrice                         | 1                                | Stefano                                                    | 0                                                          | Vittorio                 | 1                        | Monia                                          | 0                                              | Beatrice                          | 2                                 | Beatrice                           | 0                                  | Stefano                             | 0                                   | Beatrice                            | 0                                   | Beatrice                                  | 0                                         | Paolo                               | Massimiliano                        | 0                                   | Simona                                                     | 0                                                          | Simona                              | 1                                   | Simona                                                  | 1                                                       | Salvata                             | Paolo                               | 3                                   | Simona                                      | 0                                           | Perla                               | Simona                              | 0                                   | Paolo Salvata                                                                             | 2                                                                                         | Simona                                                                                    | 0                                                                                         | Salvata                                                                                   | Salvata                                                                                   | Nominata                                                                                  | Nominata                                                                                  | In finale                                              | Nominata                                               | Quinta classificata (Giorno 197)                       | Quinta classificata (Giorno 197)                       | Quinta classificata (Giorno 197)                       | Quinta classificata (Giorno 197)                       | 19                          |
| Massimiliano                    | Salvato                                | Salvato                                | Non votante                     | Non votante                     | Beatrice                        | 0                               | Beatrice                         | 1                                | Non votante                      | Non votante                      | Claudio                                                          | Claudio                                                          | Non votante                             | Non votante                             | Beatrice                                | 2                                       | Non votante                         | Non votante                         | Valentina                           | Valentina                           | Beatrice                                                        | Beatrice                                                        | Immune                                                | Grecia                                                | Grecia                                                | Beatrice                                           | Beatrice                                           | Beatrice                            | Beatrice                            | Grecia                              | Grecia                              | Beatrice                                        | Beatrice                                        | Beatrice                            | 3                                   | Grecia                                          | Grecia                                          | Fiordaliso                          | 1                                   | Giuseppe                                 | 0                                        | Ciro                                                         | 1                                                            | Angelica                            | Angelica                            | Paolo                                        | 2                                            | Non votante                                  | Non votante                                  | Non votante                             | Non votante                             | Paolo                                   | 0                                       | Angelica                   | Angelica                   | Fiordaliso                                                               | 1                                                                        | Perla                                 | Perla                                 | Sara                                | Sara                                | Vittorio                             | Vittorio                             | Beatrice                            | Beatrice                            | Federico                                          | Federico                                          | Perla                               | Perla                               | Beatrice                         | Beatrice                         | Vittorio                                                   | 0                                                          | Sergio                   | 0                        | Fiordaliso                                     | 1                                              | Vittorio                          | 1                                 | Beatrice                           | 1                                  | Stefano                             | 0                                   | Beatrice                            | 0                                   | Federico                                  | 1                                         | Salvato                             | Giuseppe                            | 5                                   | Grecia                                                     | 1                                                          | Letizia                             | Letizia                             | Letizia                                                 | Letizia                                                 | Non salvato                         | Rosy                                | Rosy                                | Giuseppe                                    | 1                                           | Federico                            | Greta                               | 0                                   | Giuseppe Nominato                                                                         | 2                                                                                         | Alessio                                                                                   | Alessio                                                                                   | In finale                                                                                 | In finale                                                                                 | In finale                                                                                 | In finale                                                                                 | Nominato                                               | Sesto classificato (Giorno 197)                        | Sesto classificato (Giorno 197)                        | Sesto classificato (Giorno 197)                        | Sesto classificato (Giorno 197)                        | Sesto classificato (Giorno 197)                        | 24                          |
| Sergio                          | Non in casa                            | Non in casa                            | Non in casa                     | Non in casa                     | Non in casa                     | Non in casa                     | Non in casa                      | Non in casa                      | Non in casa                      | Non in casa                      | Non in casa                                                      | Non in casa                                                      | Non in casa                             | Non in casa                             | Non in casa                             | Non in casa                             | Non in casa                         | Non in casa                         | Non in casa                         | Non in casa                         | Non in casa                                                     | Non in casa                                                     | Non in casa                                           | Non in casa                                           | Non in casa                                           | Non in casa                                        | Non in casa                                        | Non in casa                         | Non in casa                         | Non in casa                         | Non in casa                         | Non in casa                                     | Non in casa                                     | Non in casa                         | Non in casa                         | Non in casa                                     | Non in casa                                     | Non in casa                         | Non in casa                         | Non in casa                              | Non in casa                              | Non in casa                                                  | Non in casa                                                  | Non in casa                         | Non in casa                         | Non in casa                                  | Non in casa                                  | Non in casa                                  | Non in casa                                  | Non in casa                             | Non in casa                             | Non in casa                             | Non in casa                             | Non in casa                | Non in casa                | Non in casa                                                              | Non in casa                                                              | Non in casa                           | Non in casa                           | Non in casa                         | Non in casa                         | Non in casa                          | Non in casa                          | Non in casa                         | Non in casa                         | Non in casa                                       | Non in casa                                       | Immune                              | Immune                              | Immune                           | Immune                           | Paolo                                                      | 7                                                          | Perla                    | 6                        | Paolo                                          | 5                                              | Grecia                            | 1                                 | Federico                           | 1                                  | Marco M.                            | 0                                   | Grecia                              | 3                                   | Massimiliano                              | Massimiliano                              | Non votante                         | Anita                               | Anita                               | Federico                                                   | 0                                                          | Anita                               | 0                                   | Simona                                                  | 0                                                       | Simona                              | Rosy                                | 1                                   | Simona                                      | 0                                           | Non salvato                         | Simona                              | Simona                              | Massimiliano Salvato                                                                      | 1                                                                                         | Simona                                                                                    | 0                                                                                         | Simona Federico                                                                           | Non votante                                                                               | Nominato                                                                                  | Nominato                                                                                  | Eliminati (Giorno 197)                                 | Eliminati (Giorno 197)                                 | Eliminati (Giorno 197)                                 | Eliminati (Giorno 197)                                 | Eliminati (Giorno 197)                                 | Eliminati (Giorno 197)                                 | 25                          |
| Greta                           | Non in casa                            | Non in casa                            | Non in casa                     | Non in casa                     | Non in casa                     | Non in casa                     | Non in casa                      | Non in casa                      | Non in casa                      | Non in casa                      | Non in casa                                                      | Non in casa                                                      | Non in casa                             | Non in casa                             | Non in casa                             | Non in casa                             | Non in casa                         | Non in casa                         | Non in casa                         | Non in casa                         | Non in casa                                                     | Non in casa                                                     | Non in casa                                           | Non in casa                                           | Non in casa                                           | Non in casa                                        | Non in casa                                        | Non in casa                         | Non in casa                         | Non in casa                         | Non in casa                         | Non in casa                                     | Non in casa                                     | Ospite                              | Ospite                              | Non in casa                                     | Non in casa                                     | Non in casa                         | Non in casa                         | Non in casa                              | Non in casa                              | Ospite                                                       | Ospite                                                       | Non in casa                         | Non in casa                         | Non in casa                                  | Non in casa                                  | Non in casa                                  | Non in casa                                  | Non in casa                             | Non in casa                             | Non in casa                             | Non in casa                             | Non in casa                | Non in casa                | Ospite                                                                   | Ospite                                                                   | Immune                                | Immune                                | Immune                              | Immune                              | Immune                               | Immune                               | Immune                              | Immune                              | Federico                                          | 5                                                 | Grecia                              | Grecia                              | Vittorio                         | 0                                | Sergio                                                     | 0                                                          | Federico                 | 0                        | Sergio                                         | 1                                              | Stefano                           | 0                                 | Federico                           | 0                                  | Beatrice                            | 1                                   | Beatrice                            | 0                                   | Federico                                  | 1                                         | Non votante                         | Rosy                                | Rosy                                | Simona                                                     | 0                                                          | Simona                              | 0                                   | Simona                                                  | 1                                                       | Salvata                             | Letizia                             | 0                                   | Simona                                      | 0                                           | Salvata                             | Simona                              | 2                                   | Sergio Salvata                                                                            | 0                                                                                         | Simona                                                                                    | 0                                                                                         | Salvata                                                                                   | Nominata Perla                                                                            | Nominata                                                                                  | Nominata                                                                                  | Eliminati (Giorno 197)                                 | Eliminati (Giorno 197)                                 | Eliminati (Giorno 197)                                 | Eliminati (Giorno 197)                                 | Eliminati (Giorno 197)                                 | Eliminati (Giorno 197)                                 | 11                          |
| Giuseppe                        | Non salvato                            | Anita Samira                           | Vittorio                        | Vittorio                        | Non votante                     | Non votante                     | Angelica                         | 0                                | Non votante                      | Non votante                      | Claudio                                                          | Claudio                                                          | Grecia                                  | 0                                       | Non votante                             | Non votante                             | Arnold                              | 0                                   | Non votante                         | Non votante                         | Valentina                                                       | 0                                                               | Immune                                                | Valentina                                             | 0                                                     | Heidi                                              | Heidi                                              | Rosy                                | Rosy                                | Fiordaliso                          | Fiordaliso                          | Valentina                                       | Valentina                                       | Angelica                            | Angelica                            | Grecia                                          | 3                                               | Alex                                | Alex                                | Giampiero                                | 4                                        | Massimiliano                                                 | 1                                                            | Jill                                | 4                                   | Massimiliano                                 | 0                                            | Non votante                                  | Non votante                                  | Non votante                             | Non votante                             | Ciro                                    | 1                                       | Fiordaliso                 | Fiordaliso                 | Beatrice                                                                 | 1                                                                        | Grecia                                | 1                                     | Sara                                | 2                                   | Marco M.                             | 0                                    | Beatrice                            | Beatrice                            | Marco M.                                          | Marco M.                                          | Grecia                              | 1                                   | Beatrice                         | Beatrice                         | Sergio                                                     | 0                                                          | Sergio                   | 1                        | Sergio                                         | 0                                              | Stefano                           | 1                                 | Vittorio                           | 1                                  | Beatrice                            | 0                                   | Non in casa                         | Non in casa                         | Federico                                  | 0                                         | Letizia                             | Massimiliano                        | 2                                   | Alessio                                                    | 0                                                          | Simona                              | 0                                   | Simona                                                  | 0                                                       | Salvato                             | Giuseppe                            | 1                                   | Massimiliano                                | 1                                           | Salvato                             | Alessio                             | 1                                   | Giuseppe Massimiliano                                                                     | 4                                                                                         | Alessio                                                                                   | 0                                                                                         | Salvato                                                                                   | Greta Perla                                                                               | Eliminato (Giorno 193)                                                                    | Eliminato (Giorno 193)                                                                    | Eliminato (Giorno 193)                                 | Eliminato (Giorno 193)                                 | Eliminato (Giorno 193)                                 | Eliminato (Giorno 193)                                 | Eliminato (Giorno 193)                                 | Eliminato (Giorno 193)                                 | 30                          |
| Federico                        | Non in casa                            | Non in casa                            | Non in casa                     | Non in casa                     | Non in casa                     | Non in casa                     | Non in casa                      | Non in casa                      | Non in casa                      | Non in casa                      | Non in casa                                                      | Non in casa                                                      | Non in casa                             | Non in casa                             | Non in casa                             | Non in casa                             | Non in casa                         | Non in casa                         | Non in casa                         | Non in casa                         | Non in casa                                                     | Non in casa                                                     | Non in casa                                           | Non in casa                                           | Non in casa                                           | Non in casa                                        | Non in casa                                        | Non in casa                         | Non in casa                         | Non in casa                         | Non in casa                         | Non in casa                                     | Non in casa                                     | Non in casa                         | Non in casa                         | Non in casa                                     | Non in casa                                     | Non in casa                         | Non in casa                         | Non in casa                              | Non in casa                              | Non in casa                                                  | Non in casa                                                  | Non in casa                         | Non in casa                         | Non in casa                                  | Non in casa                                  | Non in casa                                  | Non in casa                                  | Non in casa                             | Non in casa                             | Non in casa                             | Non in casa                             | Non in casa                | Non in casa                | Non in casa                                                              | Non in casa                                                              | Non in casa                           | Non in casa                           | Immune                              | Immune                              | Immune                               | Immune                               | Immune                              | Immune                              | Greta                                             | 3                                                 | Perla                               | Perla                               | Rosanna                          | Rosanna                          | Stefano                                                    | Stefano                                                    | Beatrice                 | 2                        | Greta                                          | Greta                                          | Sergio                            | 0                                 | Sergio                             | 2                                  | Greta                               | 0                                   | Sergio                              | 0                                   | Greta                                     | 6                                         | Non votante                         | Rosy                                | Rosy                                | Massimiliano                                               | 3                                                          | Perla                               | 1                                   | Simona                                                  | 1                                                       | Non salvato                         | Paolo                               | Paolo                               | Simona                                      | 1                                           | Giuseppe                            | Simona                              | 1                                   | Paolo Salvato                                                                             | 0                                                                                         | Alessio                                                                                   | 2                                                                                         | Nominato                                                                                  | Eliminato (Giorno 193)                                                                    | Eliminato (Giorno 193)                                                                    | Eliminato (Giorno 193)                                                                    | Eliminato (Giorno 193)                                 | Eliminato (Giorno 193)                                 | Eliminato (Giorno 193)                                 | Eliminato (Giorno 193)                                 | Eliminato (Giorno 193)                                 | Eliminato (Giorno 193)                                 | 22                          |
| Alessio                         | Non in casa                            | Non in casa                            | Non in casa                     | Non in casa                     | Non in casa                     | Non in casa                     | Non in casa                      | Non in casa                      | Non in casa                      | Non in casa                      | Non in casa                                                      | Non in casa                                                      | Non in casa                             | Non in casa                             | Non in casa                             | Non in casa                             | Non in casa                         | Non in casa                         | Non in casa                         | Non in casa                         | Non in casa                                                     | Non in casa                                                     | Non in casa                                           | Non in casa                                           | Non in casa                                           | Non in casa                                        | Non in casa                                        | Non in casa                         | Non in casa                         | Non in casa                         | Non in casa                         | Non in casa                                     | Non in casa                                     | Non in casa                         | Non in casa                         | Non in casa                                     | Non in casa                                     | Non in casa                         | Non in casa                         | Non in casa                              | Non in casa                              | Non in casa                                                  | Non in casa                                                  | Non in casa                         | Non in casa                         | Non in casa                                  | Non in casa                                  | Non in casa                                  | Non in casa                                  | Non in casa                             | Non in casa                             | Non in casa                             | Non in casa                             | Non in casa                | Non in casa                | Non in casa                                                              | Non in casa                                                              | Non in casa                           | Non in casa                           | Non in casa                         | Non in casa                         | Non in casa                          | Non in casa                          | Non in casa                         | Non in casa                         | Non in casa                                       | Non in casa                                       | Non in casa                         | Non in casa                         | Non in casa                      | Non in casa                      | Non in casa                                                | Non in casa                                                | Non in casa              | Non in casa              | Non in casa                                    | Non in casa                                    | Non in casa                       | Non in casa                       | Immune                             | Immune                             | Immune                              | Immune                              | Immune                              | Immune                              | Immune                                    | Immune                                    | Non votante                         | Giuseppe                            | Giuseppe                            | Federico                                                   | 1                                                          | Simona                              | 0                                   | Simona                                                  | 0                                                       | Non salvato                         | Anita                               | Anita                               | Simona                                      | 0                                           | Salvato                             | Giuseppe                            | 1                                   | Paolo Salvato                                                                             | 0                                                                                         | Federico                                                                                  | 5                                                                                         | Eliminato (Giorno 193)                                                                    | Eliminato (Giorno 193)                                                                    | Eliminato (Giorno 193)                                                                    | Eliminato (Giorno 193)                                                                    | Eliminato (Giorno 193)                                 | Eliminato (Giorno 193)                                 | Eliminato (Giorno 193)                                 | Eliminato (Giorno 193)                                 | Eliminato (Giorno 193)                                 | Eliminato (Giorno 193)                                 | 7                           |
| Paolo                           | Salvato                                | Salvato                                | Non votante                     | Non votante                     | Giselda                         | 0                               | Samira                           | 0                                | Non votante                      | Non votante                      | Giselda                                                          | Giselda                                                          | Non votante                             | Non votante                             | Beatrice                                | 0                                       | Non votante                         | Non votante                         | Valentina                           | Valentina                           | Beatrice                                                        | Beatrice                                                        | Immune                                                | Grecia                                                | Grecia                                                | Arnold                                             | 1                                                  | Grecia                              | Grecia                              | Giselda                             | Giselda                             | Beatrice                                        | Beatrice                                        | Beatrice                            | 0                                   | Beatrice                                        | 0                                               | Beatrice                            | Beatrice                            | Giampiero                                | Giampiero                                | Ciro                                                         | 0                                                            | Fiordaliso                          | 0                                   | Massimiliano                                 | 1                                            | Non votante                                  | Non votante                                  | Non votante                             | Non votante                             | Ciro                                    | 1                                       | Vittorio                   | 0                          | Vittorio                                                                 | 1                                                                        | Grecia                                | 1                                     | Sara                                | Sara                                | Sara                                 | 0                                    | Grecia                              | 0                                   | Greta                                             | Greta                                             | Monia                               | Monia                               | Beatrice                         | 0                                | Sergio                                                     | 3                                                          | Sergio                   | 0                        | Sergio                                         | 1                                              | Stefano                           | 0                                 | Beatrice                           | 0                                  | Stefano                             | 0                                   | Beatrice                            | 0                                   | Grecia                                    | 0                                         | Rosy                                | Massimiliano                        | 0                                   | Simona                                                     | 1                                                          | Simona                              | 0                                   | Simona                                                  | 0                                                       | Alessio                             | Letizia                             | 2                                   | Simona                                      | 0                                           | Letizia                             | Simona                              | 1                                   | Letizia Massimiliano                                                                      | 3                                                                                         | Eliminato (Giorno 190)                                                                    | Eliminato (Giorno 190)                                                                    | Eliminato (Giorno 190)                                                                    | Eliminato (Giorno 190)                                                                    | Eliminato (Giorno 190)                                                                    | Eliminato (Giorno 190)                                                                    | Eliminato (Giorno 190)                                 | Eliminato (Giorno 190)                                 | Eliminato (Giorno 190)                                 | Eliminato (Giorno 190)                                 | Eliminato (Giorno 190)                                 | Eliminato (Giorno 190)                                 | 16                          |
| Anita                           | Paolo                                  | Nominata                               | Lorenzo                         | 1                               | Non votante                     | Non votante                     | Lorenzo                          | 0                                | Non votante                      | Non votante                      | Valentina                                                        | 2                                                                | Arnold                                  | 0                                       | Non votante                             | Non votante                             | Vittorio                            | 0                                   | Non votante                         | Non votante                         | Beatrice                                                        | Beatrice                                                        | Immune                                                | Valentina                                             | 2                                                     | Heidi                                              | Heidi                                              | Beatrice                            | Beatrice                            | Valentina                           | 1                                   | Beatrice                                        | Beatrice                                        | Beatrice                            | Beatrice                            | Beatrice                                        | Beatrice                                        | Beatrice                            | Beatrice                            | Giampiero                                | Giampiero                                | Ciro                                                         | Ciro                                                         | Giampiero                           | Giampiero                           | Non votante                                  | Non votante                                  | Grecia                                       | 1                                            | Grecia                                  | Grecia                                  | Non votante                             | Non votante                             | Vittorio                   | Vittorio                   | Vittorio                                                                 | 1                                                                        | Alex                                  | Alex                                  | Mirko                               | Mirko                               | Vittorio                             | 0                                    | Beatrice                            | Beatrice                            | Marco M.                                          | 2                                                 | Vittorio                            | Vittorio                            | Beatrice                         | Beatrice                         | Sergio                                                     | 3                                                          | Sergio                   | 1                        | Monia                                          | 0                                              | Vittorio                          | 1                                 | Vittorio                           | 0                                  | Beatrice                            | 0                                   | Beatrice                            | 0                                   | Federico                                  | 0                                         | Giuseppe                            | Rosy                                | 3                                   | Simona                                                     | 0                                                          | Simona                              | 3                                   | Simona                                                  | Simona                                                  | Federico                            | Rosy                                | 2                                   | Simona                                      | 2                                           | Alessio                             | Simona                              | Simona                              | Eliminata (Giorno 190)                                                                    | Eliminata (Giorno 190)                                                                    | Eliminata (Giorno 190)                                                                    | Eliminata (Giorno 190)                                                                    | Eliminata (Giorno 190)                                                                    | Eliminata (Giorno 190)                                                                    | Eliminata (Giorno 190)                                                                    | Eliminata (Giorno 190)                                                                    | Eliminata (Giorno 190)                                 | Eliminata (Giorno 190)                                 | Eliminata (Giorno 190)                                 | Eliminata (Giorno 190)                                 | Eliminata (Giorno 190)                                 | Eliminata (Giorno 190)                                 | 25                          |
| Grecia                          | Marco F.                               | Salvata                                | Non votante                     | Non votante                     | Rosy                            | 5                               | Letizia                          | Letizia                          | Non votante                      | Non votante                      | Rosy                                                             | Rosy                                                             | Ciro                                    | 3                                       | Non votante                             | Non votante                             | Ciro                                | 6                                   | Non votante                         | Non votante                         | Letizia                                                         | Letizia                                                         | Immune                                                | Rosy                                                  | 10                                                    | Valentina Rosy                                     | Valentina Rosy                                     | Rosy                                | 3                                   | Valentina                           | 7                                   | Rosy                                            | 2                                               | Massimiliano                        | 0                                   | Giuseppe                                        | 9                                               | Massimiliano                        | Massimiliano                        | Giuseppe                                 | Giuseppe                                 | Ciro                                                         | 1                                                            | Rosy                                | 1                                   | Non votante                                  | Non votante                                  | Rosy                                         | 4                                            | Rosy                                    | 3                                       | Non votante                             | Non votante                             | Rosy                       | Rosy                       | Giuseppe                                                                 | 0                                                                        | Perla                                 | 5                                     | Giuseppe                            | 0                                   | Perla                                | 0                                    | Beatrice                            | 2                                   | Marco M.                                          | 1                                                 | Monia                               | 3                                   | Beatrice                         | 1                                | Perla                                                      | 0                                                          | Beatrice                 | 0                        | Sergio                                         | 0                                              | Beatrice                          | 1                                 | Beatrice                           | 0                                  | Beatrice                            | 0                                   | Sergio                              | 2                                   | Beatrice                                  | 1                                         | Non salvata                         | Massimiliano                        | Massimiliano                        | Simona                                                     | 1                                                          | Perla                               | 0                                   | Simona                                                  | 1                                                       | Eliminata (Giorno 179)              | Eliminata (Giorno 179)              | Eliminata (Giorno 179)              | Eliminata (Giorno 179)                      | Eliminata (Giorno 179)                      | Eliminata (Giorno 179)              | Eliminata (Giorno 179)              | Eliminata (Giorno 179)              | Eliminata (Giorno 179)                                                                    | Eliminata (Giorno 179)                                                                    | Eliminata (Giorno 179)                                                                    | Eliminata (Giorno 179)                                                                    | Eliminata (Giorno 179)                                                                    | Eliminata (Giorno 179)                                                                    | Eliminata (Giorno 179)                                                                    | Eliminata (Giorno 179)                                                                    | Eliminata (Giorno 179)                                 | Eliminata (Giorno 179)                                 | Eliminata (Giorno 179)                                 | Eliminata (Giorno 179)                                 | Eliminata (Giorno 179)                                 | Eliminata (Giorno 179)                                 | 72                          |
| Marco M.                        | Non in casa                            | Non in casa                            | Non in casa                     | Non in casa                     | Non in casa                     | Non in casa                     | Non in casa                      | Non in casa                      | Non in casa                      | Non in casa                      | Non in casa                                                      | Non in casa                                                      | Non in casa                             | Non in casa                             | Non in casa                             | Non in casa                             | Non in casa                         | Non in casa                         | Non in casa                         | Non in casa                         | Non in casa                                                     | Non in casa                                                     | Non in casa                                           | Non in casa                                           | Non in casa                                           | Non in casa                                        | Non in casa                                        | Non in casa                         | Non in casa                         | Non in casa                         | Non in casa                         | Non in casa                                     | Non in casa                                     | Non in casa                         | Non in casa                         | Non in casa                                     | Non in casa                                     | Non in casa                         | Non in casa                         | Non in casa                              | Non in casa                              | Non in casa                                                  | Non in casa                                                  | Non in casa                         | Non in casa                         | Non in casa                                  | Non in casa                                  | Non in casa                                  | Non in casa                                  | Non in casa                             | Non in casa                             | Non in casa                             | Non in casa                             | Immune                     | Immune                     | Immune                                                                   | Immune                                                                   | Immune                                | Immune                                | Giuseppe                            | Giuseppe                            | Sara                                 | 2                                    | Grecia                              | 1                                   | Greta                                             | 4                                                 | Letizia                             | 1                                   | Beatrice                         | Beatrice                         | Stefano                                                    | 0                                                          | Sergio                   | 1                        | Fiordaliso                                     | 0                                              | Giuseppe                          | 0                                 | Beatrice                           | 0                                  | Beatrice                            | 3                                   | Sergio                              | 1                                   | Beatrice                                  | 2                                         | Non votante                         | Rosy                                | Rosy                                | Simona                                                     | 1                                                          | Simona                              | 0                                   | Ritirato (Giorno 176)                                   | Ritirato (Giorno 176)                                   | Ritirato (Giorno 176)               | Ritirato (Giorno 176)               | Ritirato (Giorno 176)               | Ritirato (Giorno 176)                       | Ritirato (Giorno 176)                       | Ritirato (Giorno 176)               | Ritirato (Giorno 176)               | Ritirato (Giorno 176)               | Ritirato (Giorno 176)                                                                     | Ritirato (Giorno 176)                                                                     | Ritirato (Giorno 176)                                                                     | Ritirato (Giorno 176)                                                                     | Ritirato (Giorno 176)                                                                     | Ritirato (Giorno 176)                                                                     | Ritirato (Giorno 176)                                                                     | Ritirato (Giorno 176)                                                                     | Ritirato (Giorno 176)                                  | Ritirato (Giorno 176)                                  | Ritirato (Giorno 176)                                  | Ritirato (Giorno 176)                                  | Ritirato (Giorno 176)                                  | Ritirato (Giorno 176)                                  | 16                          |
| Stefano                         | Non in casa                            | Non in casa                            | Non in casa                     | Non in casa                     | Non in casa                     | Non in casa                     | Non in casa                      | Non in casa                      | Non in casa                      | Non in casa                      | Non in casa                                                      | Non in casa                                                      | Non in casa                             | Non in casa                             | Non in casa                             | Non in casa                             | Non in casa                         | Non in casa                         | Non in casa                         | Non in casa                         | Non in casa                                                     | Non in casa                                                     | Non in casa                                           | Non in casa                                           | Non in casa                                           | Non in casa                                        | Non in casa                                        | Non in casa                         | Non in casa                         | Non in casa                         | Non in casa                         | Non in casa                                     | Non in casa                                     | Non in casa                         | Non in casa                         | Non in casa                                     | Non in casa                                     | Non in casa                         | Non in casa                         | Non in casa                              | Non in casa                              | Non in casa                                                  | Non in casa                                                  | Non in casa                         | Non in casa                         | Non in casa                                  | Non in casa                                  | Non in casa                                  | Non in casa                                  | Non in casa                             | Non in casa                             | Non in casa                             | Non in casa                             | Non in casa                | Non in casa                | Non in casa                                                              | Non in casa                                                              | Non in casa                           | Non in casa                           | Non in casa                         | Non in casa                         | Non in casa                          | Non in casa                          | Non in casa                         | Non in casa                         | Non in casa                                       | Non in casa                                       | Immune                              | Immune                              | Immune                           | Immune                           | Anita                                                      | 3                                                          | Anita                    | Anita                    | Perla                                          | Perla                                          | Letizia                           | 3                                 | Giuseppe                           | Giuseppe                           | Marco M.                            | 4                                   | Grecia                              | Grecia                              | Marco M.                                  | Marco M.                                  | Eliminato (Giorno 164)              | Eliminato (Giorno 164)              | Eliminato (Giorno 164)              | Eliminato (Giorno 164)                                     | Eliminato (Giorno 164)                                     | Eliminato (Giorno 164)              | Eliminato (Giorno 164)              | Eliminato (Giorno 164)                                  | Eliminato (Giorno 164)                                  | Eliminato (Giorno 164)              | Eliminato (Giorno 164)              | Eliminato (Giorno 164)              | Eliminato (Giorno 164)                      | Eliminato (Giorno 164)                      | Eliminato (Giorno 164)              | Eliminato (Giorno 164)              | Eliminato (Giorno 164)              | Eliminato (Giorno 164)                                                                    | Eliminato (Giorno 164)                                                                    | Eliminato (Giorno 164)                                                                    | Eliminato (Giorno 164)                                                                    | Eliminato (Giorno 164)                                                                    | Eliminato (Giorno 164)                                                                    | Eliminato (Giorno 164)                                                                    | Eliminato (Giorno 164)                                                                    | Eliminato (Giorno 164)                                 | Eliminato (Giorno 164)                                 | Eliminato (Giorno 164)                                 | Eliminato (Giorno 164)                                 | Eliminato (Giorno 164)                                 | Eliminato (Giorno 164)                                 | 10                          |
| Vittorio                        | Non salvato                            | Anita Samira                           | Samira                          | 2                               | Non votante                     | Non votante                     | Beatrice                         | 2                                | Non votante                      | Non votante                      | Angelica                                                         | 3                                                                | Giselda                                 | 2                                       | Non votante                             | Non votante                             | Samira                              | 1                                   | Non votante                         | Non votante                         | Giselda                                                         | 1                                                               | Nominato                                              | Giselda                                               | 0                                                     | Angelica                                           | 2                                                  | Fiordaliso                          | Fiordaliso                          | Samira                              | Samira                              | Beatrice                                        | 1                                               | Giselda                             | 1                                   | Grecia                                          | Grecia                                          | Fiordaliso                          | 1                                   | Giuseppe                                 | 0                                        | Ciro                                                         | 1                                                            | Angelica                            | Angelica                            | Ciro                                         | 1                                            | Non votante                                  | Non votante                                  | Non votante                             | Non votante                             | Ciro                                    | 0                                       | Angelica                   | 4                          | Paolo                                                                    | 4                                                                        | Perla                                 | Perla                                 | Perla                               | Perla                               | Perla                                | 2                                    | Perla                               | 2                                   | Anita                                             | 1                                                 | Rosy                                | 2                                   | Perla                            | 2                                | Paolo                                                      | 1                                                          | Letizia                  | 1                        | Massimiliano                                   | 1                                              | Anita                             | 2                                 | Rosy                               | 2                                  | Eliminato (Giorno 155)              | Eliminato (Giorno 155)              | Eliminato (Giorno 155)              | Eliminato (Giorno 155)              | Eliminato (Giorno 155)                    | Eliminato (Giorno 155)                    | Eliminato (Giorno 155)              | Eliminato (Giorno 155)              | Eliminato (Giorno 155)              | Eliminato (Giorno 155)                                     | Eliminato (Giorno 155)                                     | Eliminato (Giorno 155)              | Eliminato (Giorno 155)              | Eliminato (Giorno 155)                                  | Eliminato (Giorno 155)                                  | Eliminato (Giorno 155)              | Eliminato (Giorno 155)              | Eliminato (Giorno 155)              | Eliminato (Giorno 155)                      | Eliminato (Giorno 155)                      | Eliminato (Giorno 155)              | Eliminato (Giorno 155)              | Eliminato (Giorno 155)              | Eliminato (Giorno 155)                                                                    | Eliminato (Giorno 155)                                                                    | Eliminato (Giorno 155)                                                                    | Eliminato (Giorno 155)                                                                    | Eliminato (Giorno 155)                                                                    | Eliminato (Giorno 155)                                                                    | Eliminato (Giorno 155)                                                                    | Eliminato (Giorno 155)                                                                    | Eliminato (Giorno 155)                                 | Eliminato (Giorno 155)                                 | Eliminato (Giorno 155)                                 | Eliminato (Giorno 155)                                 | Eliminato (Giorno 155)                                 | Eliminato (Giorno 155)                                 | 42                          |
| Fiordaliso                      | Non in casa                            | Non in casa                            | Immune                          | Immune                          | Immune                          | Immune                          | Non votante                      | Non votante                      | Claudio                          | 1                                | Vittorio                                                         | Vittorio                                                         | Non votante                             | Non votante                             | Marco F.                                | 0                                       | Non votante                         | Non votante                         | Marco F.                            | 1                                   | Alex                                                            | Alex                                                            | Immune                                                | Grecia                                                | Grecia                                                | Angelica                                           | Angelica                                           | Grecia                              | 1                                   | Samira                              | 1                                   | Vittorio                                        | 0                                               | Beatrice                            | Beatrice                            | Grecia                                          | Grecia                                          | Mirko                               | 2                                   | Giampiero                                | Giampiero                                | Giampiero                                                    | Giampiero                                                    | Giampiero                           | 2                                   | Non votante                                  | Non votante                                  | Grecia                                       | 0                                            | Grecia                                  | 0                                       | Non votante                             | Non votante                             | Alex                       | 1                          | Massimiliano                                                             | 1                                                                        | Paolo                                 | Paolo                                 | Perla                               | 0                                   | Sara                                 | Sara                                 | Perla                               | Perla                               | Greta                                             | 0                                                 | Marco M.                            | Marco M.                            | Rosanna                          | 0                                | Sergio                                                     | 0                                                          | Marco M.                 | 0                        | Perla                                          | 2                                              | Massimiliano                      | 0                                 | Ritirata (Giorno 148)              | Ritirata (Giorno 148)              | Ritirata (Giorno 148)               | Ritirata (Giorno 148)               | Ritirata (Giorno 148)               | Ritirata (Giorno 148)               | Ritirata (Giorno 148)                     | Ritirata (Giorno 148)                     | Ritirata (Giorno 148)               | Ritirata (Giorno 148)               | Ritirata (Giorno 148)               | Ritirata (Giorno 148)                                      | Ritirata (Giorno 148)                                      | Ritirata (Giorno 148)               | Ritirata (Giorno 148)               | Ritirata (Giorno 148)                                   | Ritirata (Giorno 148)                                   | Ritirata (Giorno 148)               | Ritirata (Giorno 148)               | Ritirata (Giorno 148)               | Ritirata (Giorno 148)                       | Ritirata (Giorno 148)                       | Ritirata (Giorno 148)               | Ritirata (Giorno 148)               | Ritirata (Giorno 148)               | Ritirata (Giorno 148)                                                                     | Ritirata (Giorno 148)                                                                     | Ritirata (Giorno 148)                                                                     | Ritirata (Giorno 148)                                                                     | Ritirata (Giorno 148)                                                                     | Ritirata (Giorno 148)                                                                     | Ritirata (Giorno 148)                                                                     | Ritirata (Giorno 148)                                                                     | Ritirata (Giorno 148)                                  | Ritirata (Giorno 148)                                  | Ritirata (Giorno 148)                                  | Ritirata (Giorno 148)                                  | Ritirata (Giorno 148)                                  | Ritirata (Giorno 148)                                  | 12                          |
| Monia                           | Non in casa                            | Non in casa                            | Non in casa                     | Non in casa                     | Non in casa                     | Non in casa                     | Non in casa                      | Non in casa                      | Non in casa                      | Non in casa                      | Non in casa                                                      | Non in casa                                                      | Non in casa                             | Non in casa                             | Non in casa                             | Non in casa                             | Non in casa                         | Non in casa                         | Non in casa                         | Non in casa                         | Non in casa                                                     | Non in casa                                                     | Non in casa                                           | Non in casa                                           | Non in casa                                           | Non in casa                                        | Non in casa                                        | Non in casa                         | Non in casa                         | Non in casa                         | Non in casa                         | Non in casa                                     | Non in casa                                     | Non in casa                         | Non in casa                         | Non in casa                                     | Non in casa                                     | Non in casa                         | Non in casa                         | Non in casa                              | Non in casa                              | Non in casa                                                  | Non in casa                                                  | Non in casa                         | Non in casa                         | Non in casa                                  | Non in casa                                  | Non in casa                                  | Non in casa                                  | Non in casa                             | Non in casa                             | Non in casa                             | Non in casa                             | Non in casa                | Non in casa                | Non in casa                                                              | Non in casa                                                              | Non in casa                           | Non in casa                           | Immune                              | Immune                              | Immune                               | Immune                               | Immune                              | Immune                              | Grecia                                            | 0                                                 | Grecia                              | 3                                   | Letizia                          | Letizia                          | Paolo                                                      | Paolo                                                      | Federico                 | 0                        | Sergio                                         | 2                                              | Eliminata (Giorno 141)            | Eliminata (Giorno 141)            | Eliminata (Giorno 141)             | Eliminata (Giorno 141)             | Eliminata (Giorno 141)              | Eliminata (Giorno 141)              | Eliminata (Giorno 141)              | Eliminata (Giorno 141)              | Eliminata (Giorno 141)                    | Eliminata (Giorno 141)                    | Eliminata (Giorno 141)              | Eliminata (Giorno 141)              | Eliminata (Giorno 141)              | Eliminata (Giorno 141)                                     | Eliminata (Giorno 141)                                     | Eliminata (Giorno 141)              | Eliminata (Giorno 141)              | Eliminata (Giorno 141)                                  | Eliminata (Giorno 141)                                  | Eliminata (Giorno 141)              | Eliminata (Giorno 141)              | Eliminata (Giorno 141)              | Eliminata (Giorno 141)                      | Eliminata (Giorno 141)                      | Eliminata (Giorno 141)              | Eliminata (Giorno 141)              | Eliminata (Giorno 141)              | Eliminata (Giorno 141)                                                                    | Eliminata (Giorno 141)                                                                    | Eliminata (Giorno 141)                                                                    | Eliminata (Giorno 141)                                                                    | Eliminata (Giorno 141)                                                                    | Eliminata (Giorno 141)                                                                    | Eliminata (Giorno 141)                                                                    | Eliminata (Giorno 141)                                                                    | Eliminata (Giorno 141)                                 | Eliminata (Giorno 141)                                 | Eliminata (Giorno 141)                                 | Eliminata (Giorno 141)                                 | Eliminata (Giorno 141)                                 | Eliminata (Giorno 141)                                 | 5                           |
| Rosanna                         | Non in casa                            | Non in casa                            | Non in casa                     | Non in casa                     | Non in casa                     | Non in casa                     | Non in casa                      | Non in casa                      | Non in casa                      | Non in casa                      | Non in casa                                                      | Non in casa                                                      | Non in casa                             | Non in casa                             | Non in casa                             | Non in casa                             | Non in casa                         | Non in casa                         | Non in casa                         | Non in casa                         | Non in casa                                                     | Non in casa                                                     | Non in casa                                           | Non in casa                                           | Non in casa                                           | Non in casa                                        | Non in casa                                        | Non in casa                         | Non in casa                         | Non in casa                         | Non in casa                         | Non in casa                                     | Non in casa                                     | Non in casa                         | Non in casa                         | Non in casa                                     | Non in casa                                     | Non in casa                         | Non in casa                         | Non in casa                              | Non in casa                              | Non in casa                                                  | Non in casa                                                  | Non in casa                         | Non in casa                         | Non in casa                                  | Non in casa                                  | Non in casa                                  | Non in casa                                  | Non in casa                             | Non in casa                             | Non in casa                             | Non in casa                             | Non in casa                | Non in casa                | Non in casa                                                              | Non in casa                                                              | Immune                                | Immune                                | Immune                              | Immune                              | Immune                               | Immune                               | Immune                              | Immune                              | Marco M.                                          | Marco M.                                          | Perla                               | Perla                               | Vittorio                         | 3                                | Anita                                                      | Anita                                                      | Eliminata (Giorno 127)   | Eliminata (Giorno 127)   | Eliminata (Giorno 127)                         | Eliminata (Giorno 127)                         | Eliminata (Giorno 127)            | Eliminata (Giorno 127)            | Eliminata (Giorno 127)             | Eliminata (Giorno 127)             | Eliminata (Giorno 127)              | Eliminata (Giorno 127)              | Eliminata (Giorno 127)              | Eliminata (Giorno 127)              | Eliminata (Giorno 127)                    | Eliminata (Giorno 127)                    | Eliminata (Giorno 127)              | Eliminata (Giorno 127)              | Eliminata (Giorno 127)              | Eliminata (Giorno 127)                                     | Eliminata (Giorno 127)                                     | Eliminata (Giorno 127)              | Eliminata (Giorno 127)              | Eliminata (Giorno 127)                                  | Eliminata (Giorno 127)                                  | Eliminata (Giorno 127)              | Eliminata (Giorno 127)              | Eliminata (Giorno 127)              | Eliminata (Giorno 127)                      | Eliminata (Giorno 127)                      | Eliminata (Giorno 127)              | Eliminata (Giorno 127)              | Eliminata (Giorno 127)              | Eliminata (Giorno 127)                                                                    | Eliminata (Giorno 127)                                                                    | Eliminata (Giorno 127)                                                                    | Eliminata (Giorno 127)                                                                    | Eliminata (Giorno 127)                                                                    | Eliminata (Giorno 127)                                                                    | Eliminata (Giorno 127)                                                                    | Eliminata (Giorno 127)                                                                    | Eliminata (Giorno 127)                                 | Eliminata (Giorno 127)                                 | Eliminata (Giorno 127)                                 | Eliminata (Giorno 127)                                 | Eliminata (Giorno 127)                                 | Eliminata (Giorno 127)                                 | 3                           |
| Sara                            | Non in casa                            | Non in casa                            | Non in casa                     | Non in casa                     | Non in casa                     | Non in casa                     | Non in casa                      | Non in casa                      | Non in casa                      | Non in casa                      | Non in casa                                                      | Non in casa                                                      | Non in casa                             | Non in casa                             | Non in casa                             | Non in casa                             | Non in casa                         | Non in casa                         | Non in casa                         | Non in casa                         | Non in casa                                                     | Non in casa                                                     | Non in casa                                           | Non in casa                                           | Non in casa                                           | Non in casa                                        | Non in casa                                        | Non in casa                         | Non in casa                         | Non in casa                         | Non in casa                         | Non in casa                                     | Non in casa                                     | Non in casa                         | Non in casa                         | Non in casa                                     | Non in casa                                     | Non in casa                         | Non in casa                         | Non in casa                              | Non in casa                              | Non in casa                                                  | Non in casa                                                  | Non in casa                         | Non in casa                         | Non in casa                                  | Non in casa                                  | Non in casa                                  | Non in casa                                  | Non in casa                             | Non in casa                             | Non in casa                             | Non in casa                             | Immune                     | Immune                     | Immune                                                                   | Immune                                                                   | Immune                                | Immune                                | Perla                               | 6                                   | Marco M.                             | 6                                    | Perla                               | Perla                               | Eliminata (Giorno 97)                             | Eliminata (Giorno 97)                             | Eliminata (Giorno 97)               | Eliminata (Giorno 97)               | Eliminata (Giorno 97)            | Eliminata (Giorno 97)            | Eliminata (Giorno 97)                                      | Eliminata (Giorno 97)                                      | Eliminata (Giorno 97)    | Eliminata (Giorno 97)    | Eliminata (Giorno 97)                          | Eliminata (Giorno 97)                          | Eliminata (Giorno 97)             | Eliminata (Giorno 97)             | Eliminata (Giorno 97)              | Eliminata (Giorno 97)              | Eliminata (Giorno 97)               | Eliminata (Giorno 97)               | Eliminata (Giorno 97)               | Eliminata (Giorno 97)               | Eliminata (Giorno 97)                     | Eliminata (Giorno 97)                     | Eliminata (Giorno 97)               | Eliminata (Giorno 97)               | Eliminata (Giorno 97)               | Eliminata (Giorno 97)                                      | Eliminata (Giorno 97)                                      | Eliminata (Giorno 97)               | Eliminata (Giorno 97)               | Eliminata (Giorno 97)                                   | Eliminata (Giorno 97)                                   | Eliminata (Giorno 97)               | Eliminata (Giorno 97)               | Eliminata (Giorno 97)               | Eliminata (Giorno 97)                       | Eliminata (Giorno 97)                       | Eliminata (Giorno 97)               | Eliminata (Giorno 97)               | Eliminata (Giorno 97)               | Eliminata (Giorno 97)                                                                     | Eliminata (Giorno 97)                                                                     | Eliminata (Giorno 97)                                                                     | Eliminata (Giorno 97)                                                                     | Eliminata (Giorno 97)                                                                     | Eliminata (Giorno 97)                                                                     | Eliminata (Giorno 97)                                                                     | Eliminata (Giorno 97)                                                                     | Eliminata (Giorno 97)                                  | Eliminata (Giorno 97)                                  | Eliminata (Giorno 97)                                  | Eliminata (Giorno 97)                                  | Eliminata (Giorno 97)                                  | Eliminata (Giorno 97)                                  | 12                          |
| Mirko                           | Non in casa                            | Non in casa                            | Non in casa                     | Non in casa                     | Non in casa                     | Non in casa                     | Non in casa                      | Non in casa                      | Non in casa                      | Non in casa                      | Non in casa                                                      | Non in casa                                                      | Non in casa                             | Non in casa                             | Non in casa                             | Non in casa                             | Non in casa                         | Non in casa                         | Non in casa                         | Non in casa                         | Non in casa                                                     | Non in casa                                                     | Non in casa                                           | Non in casa                                           | Non in casa                                           | Non in casa                                        | Non in casa                                        | Non in casa                         | Non in casa                         | Immune                              | Immune                              | Immune                                          | Immune                                          | Immune                              | Immune                              | Grecia                                          | 0                                               | Giselda                             | 1                                   | Giampiero                                | 0                                        | Giuseppe                                                     | Giuseppe                                                     | Fiordaliso                          | Fiordaliso                          | Ciro                                         | 0                                            | Non votante                                  | Non votante                                  | Non votante                             | Non votante                             | Ciro                                    | 0                                       | Rosy                       | Rosy                       | Vittorio                                                                 | 0                                                                        | Rosy                                  | 0                                     | Sara                                | 3                                   | Eliminato (Giorno 90)                | Eliminato (Giorno 90)                | Eliminato (Giorno 90)               | Eliminato (Giorno 90)               | Eliminato (Giorno 90)                             | Eliminato (Giorno 90)                             | Eliminato (Giorno 90)               | Eliminato (Giorno 90)               | Eliminato (Giorno 90)            | Eliminato (Giorno 90)            | Eliminato (Giorno 90)                                      | Eliminato (Giorno 90)                                      | Eliminato (Giorno 90)    | Eliminato (Giorno 90)    | Eliminato (Giorno 90)                          | Eliminato (Giorno 90)                          | Eliminato (Giorno 90)             | Eliminato (Giorno 90)             | Eliminato (Giorno 90)              | Eliminato (Giorno 90)              | Eliminato (Giorno 90)               | Eliminato (Giorno 90)               | Ospite (Giorno 157-162)             | Ospite (Giorno 157-162)             | Ospite (Giorno 157-162)                   | Ospite (Giorno 157-162)                   | Eliminato (Giorno 90)               | Eliminato (Giorno 90)               | Eliminato (Giorno 90)               | Eliminato (Giorno 90)                                      | Eliminato (Giorno 90)                                      | Eliminato (Giorno 90)               | Eliminato (Giorno 90)               | Eliminato (Giorno 90)                                   | Eliminato (Giorno 90)                                   | Eliminato (Giorno 90)               | Eliminato (Giorno 90)               | Eliminato (Giorno 90)               | Eliminato (Giorno 90)                       | Eliminato (Giorno 90)                       | Eliminato (Giorno 90)               | Eliminato (Giorno 90)               | Eliminato (Giorno 90)               | Eliminato (Giorno 90)                                                                     | Eliminato (Giorno 90)                                                                     | Eliminato (Giorno 90)                                                                     | Eliminato (Giorno 90)                                                                     | Eliminato (Giorno 90)                                                                     | Eliminato (Giorno 90)                                                                     | Eliminato (Giorno 90)                                                                     | Eliminato (Giorno 90)                                                                     | Eliminato (Giorno 90)                                  | Eliminato (Giorno 90)                                  | Eliminato (Giorno 90)                                  | Eliminato (Giorno 90)                                  | Eliminato (Giorno 90)                                  | Eliminato (Giorno 90)                                  | 4                           |
| Alex                            | Salvato                                | Salvato                                | Non votante                     | Non votante                     | Giselda                         | 0                               | Beatrice                         | 0                                | Non votante                      | Non votante                      | Vittorio                                                         | Vittorio                                                         | Non votante                             | Non votante                             | Heidi                                   | 0                                       | Non votante                         | Non votante                         | Fiordaliso                          | 1                                   | Arnold                                                          | 1                                                               | Salvato                                               | Anita                                                 | Anita                                                 | Beatrice                                           | Beatrice                                           | Grecia                              | Grecia                              | Valentina                           | Valentina                           | Beatrice                                        | 0                                               | Massimiliano                        | Massimiliano                        | Giuseppe                                        | Giuseppe                                        | Beatrice                            | 2                                   | Giampiero                                | Giampiero                                | Ciro                                                         | Ciro                                                         | Giuseppe                            | Giuseppe                            | Ciro                                         | 0                                            | Non votante                                  | Non votante                                  | Non votante                             | Non votante                             | Ciro                                    | 0                                       | Vittorio                   | 1                          | Rosy                                                                     | 1                                                                        | Giuseppe                              | 1                                     | Ritirato (Giorno 85)                | Ritirato (Giorno 85)                | Ritirato (Giorno 85)                 | Ritirato (Giorno 85)                 | Ritirato (Giorno 85)                | Ritirato (Giorno 85)                | Ritirato (Giorno 85)                              | Ritirato (Giorno 85)                              | Ritirato (Giorno 85)                | Ritirato (Giorno 85)                | Ritirato (Giorno 85)             | Ritirato (Giorno 85)             | Ritirato (Giorno 85)                                       | Ritirato (Giorno 85)                                       | Ritirato (Giorno 85)     | Ritirato (Giorno 85)     | Ritirato (Giorno 85)                           | Ritirato (Giorno 85)                           | Ritirato (Giorno 85)              | Ritirato (Giorno 85)              | Ritirato (Giorno 85)               | Ritirato (Giorno 85)               | Ritirato (Giorno 85)                | Ritirato (Giorno 85)                | Ritirato (Giorno 85)                | Ritirato (Giorno 85)                | Ritirato (Giorno 85)                      | Ritirato (Giorno 85)                      | Ritirato (Giorno 85)                | Ritirato (Giorno 85)                | Ritirato (Giorno 85)                | Ritirato (Giorno 85)                                       | Ritirato (Giorno 85)                                       | Ritirato (Giorno 85)                | Ritirato (Giorno 85)                | Ritirato (Giorno 85)                                    | Ritirato (Giorno 85)                                    | Ritirato (Giorno 85)                | Ritirato (Giorno 85)                | Ritirato (Giorno 85)                | Ritirato (Giorno 85)                        | Ritirato (Giorno 85)                        | Ritirato (Giorno 85)                | Ritirato (Giorno 85)                | Ritirato (Giorno 85)                | Ritirato (Giorno 85)                                                                      | Ritirato (Giorno 85)                                                                      | Ritirato (Giorno 85)                                                                      | Ritirato (Giorno 85)                                                                      | Ritirato (Giorno 85)                                                                      | Ritirato (Giorno 85)                                                                      | Ritirato (Giorno 85)                                                                      | Ritirato (Giorno 85)                                                                      | Ritirato (Giorno 85)                                   | Ritirato (Giorno 85)                                   | Ritirato (Giorno 85)                                   | Ritirato (Giorno 85)                                   | Ritirato (Giorno 85)                                   | Ritirato (Giorno 85)                                   | 7                           |
| Angelica                        | Massimiliano                           | Salvata                                | Non votante                     | Non votante                     | Grecia                          | 0                               | Vittorio                         | 1                                | Non votante                      | Non votante                      | Claudio                                                          | 1                                                                | Non votante                             | Non votante                             | Beatrice                                | 0                                       | Non votante                         | Non votante                         | Valentina                           | 1                                   | Arnold                                                          | 0                                                               | Immune                                                | Grecia                                                | Grecia                                                | Beatrice                                           | 2                                                  | Beatrice                            | 1                                   | Grecia                              | Grecia                              | Beatrice                                        | Beatrice                                        | Beatrice                            | 1                                   | Beatrice                                        | 1                                               | Beatrice                            | Beatrice                            | Giuseppe                                 | 1                                        | Ciro                                                         | Ciro                                                         | Giuseppe                            | 2                                   | Non votante                                  | Non votante                                  | Grecia                                       | 0                                            | Grecia                                  | 0                                       | Non votante                             | Non votante                             | Vittorio                   | 3                          | Eliminata (Giorno 78)                                                    | Eliminata (Giorno 78)                                                    | Eliminata (Giorno 78)                 | Eliminata (Giorno 78)                 | Eliminata (Giorno 78)               | Eliminata (Giorno 78)               | Eliminata (Giorno 78)                | Eliminata (Giorno 78)                | Eliminata (Giorno 78)               | Eliminata (Giorno 78)               | Eliminata (Giorno 78)                             | Eliminata (Giorno 78)                             | Eliminata (Giorno 78)               | Eliminata (Giorno 78)               | Eliminata (Giorno 78)            | Eliminata (Giorno 78)            | Eliminata (Giorno 78)                                      | Eliminata (Giorno 78)                                      | Eliminata (Giorno 78)    | Eliminata (Giorno 78)    | Eliminata (Giorno 78)                          | Eliminata (Giorno 78)                          | Eliminata (Giorno 78)             | Eliminata (Giorno 78)             | Eliminata (Giorno 78)              | Eliminata (Giorno 78)              | Eliminata (Giorno 78)               | Eliminata (Giorno 78)               | Eliminata (Giorno 78)               | Eliminata (Giorno 78)               | Eliminata (Giorno 78)                     | Eliminata (Giorno 78)                     | Eliminata (Giorno 78)               | Eliminata (Giorno 78)               | Eliminata (Giorno 78)               | Eliminata (Giorno 78)                                      | Eliminata (Giorno 78)                                      | Eliminata (Giorno 78)               | Eliminata (Giorno 78)               | Eliminata (Giorno 78)                                   | Eliminata (Giorno 78)                                   | Eliminata (Giorno 78)               | Eliminata (Giorno 78)               | Eliminata (Giorno 78)               | Eliminata (Giorno 78)                       | Eliminata (Giorno 78)                       | Eliminata (Giorno 78)               | Eliminata (Giorno 78)               | Eliminata (Giorno 78)               | Eliminata (Giorno 78)                                                                     | Eliminata (Giorno 78)                                                                     | Eliminata (Giorno 78)                                                                     | Eliminata (Giorno 78)                                                                     | Eliminata (Giorno 78)                                                                     | Eliminata (Giorno 78)                                                                     | Eliminata (Giorno 78)                                                                     | Eliminata (Giorno 78)                                                                     | Eliminata (Giorno 78)                                  | Eliminata (Giorno 78)                                  | Eliminata (Giorno 78)                                  | Eliminata (Giorno 78)                                  | Eliminata (Giorno 78)                                  | Eliminata (Giorno 78)                                  | 14                          |
| Ciro                            | Non in casa                            | Non in casa                            | Immune                          | Immune                          | Immune                          | Immune                          | Non votante                      | Non votante                      | Arnold                           | 0                                | Anita                                                            | Anita                                                            | Grecia                                  | 1                                       | Non votante                             | Non votante                             | Grecia                              | 1                                   | Non votante                         | Non votante                         | Beatrice                                                        | Beatrice                                                        | Immune                                                | Grecia                                                | Grecia                                                | Beatrice                                           | Beatrice                                           | Beatrice                            | Beatrice                            | Grecia                              | Grecia                              | Grecia                                          | Grecia                                          | Beatrice                            | Beatrice                            | Beatrice                                        | Beatrice                                        | Vittorio                            | Vittorio                            | Giampiero                                | 0                                        | Vittorio                                                     | 10                                                           | Giuseppe                            | Giuseppe                            | Vittorio                                     | 4                                            | Non votante                                  | Non votante                                  | Non votante                             | Non votante                             | Giuseppe                                | 5                                       | Ritirato (Giorno 71)       | Ritirato (Giorno 71)       | Ritirato (Giorno 71)                                                     | Ritirato (Giorno 71)                                                     | Ritirato (Giorno 71)                  | Ritirato (Giorno 71)                  | Ritirato (Giorno 71)                | Ritirato (Giorno 71)                | Ritirato (Giorno 71)                 | Ritirato (Giorno 71)                 | Ritirato (Giorno 71)                | Ritirato (Giorno 71)                | Ritirato (Giorno 71)                              | Ritirato (Giorno 71)                              | Ritirato (Giorno 71)                | Ritirato (Giorno 71)                | Ritirato (Giorno 71)             | Ritirato (Giorno 71)             | Ritirato (Giorno 71)                                       | Ritirato (Giorno 71)                                       | Ritirato (Giorno 71)     | Ritirato (Giorno 71)     | Ritirato (Giorno 71)                           | Ritirato (Giorno 71)                           | Ritirato (Giorno 71)              | Ritirato (Giorno 71)              | Ritirato (Giorno 71)               | Ritirato (Giorno 71)               | Ritirato (Giorno 71)                | Ritirato (Giorno 71)                | Ritirato (Giorno 71)                | Ritirato (Giorno 71)                | Ritirato (Giorno 71)                      | Ritirato (Giorno 71)                      | Ritirato (Giorno 71)                | Ritirato (Giorno 71)                | Ritirato (Giorno 71)                | Ritirato (Giorno 71)                                       | Ritirato (Giorno 71)                                       | Ritirato (Giorno 71)                | Ritirato (Giorno 71)                | Ritirato (Giorno 71)                                    | Ritirato (Giorno 71)                                    | Ritirato (Giorno 71)                | Ritirato (Giorno 71)                | Ritirato (Giorno 71)                | Ritirato (Giorno 71)                        | Ritirato (Giorno 71)                        | Ritirato (Giorno 71)                | Ritirato (Giorno 71)                | Ritirato (Giorno 71)                | Ritirato (Giorno 71)                                                                      | Ritirato (Giorno 71)                                                                      | Ritirato (Giorno 71)                                                                      | Ritirato (Giorno 71)                                                                      | Ritirato (Giorno 71)                                                                      | Ritirato (Giorno 71)                                                                      | Ritirato (Giorno 71)                                                                      | Ritirato (Giorno 71)                                                                      | Ritirato (Giorno 71)                                   | Ritirato (Giorno 71)                                   | Ritirato (Giorno 71)                                   | Ritirato (Giorno 71)                                   | Ritirato (Giorno 71)                                   | Ritirato (Giorno 71)                                   | 21                          |
| Giampiero                       | Non in casa                            | Non in casa                            | Ospite                          | Ospite                          | Ospite                          | Ospite                          | Ingresso sospeso                 | Ingresso sospeso                 | Ingresso sospeso                 | Ingresso sospeso                 | Ingresso sospeso                                                 | Ingresso sospeso                                                 | Ingresso sospeso                        | Ingresso sospeso                        | Ingresso sospeso                        | Ingresso sospeso                        | Ingresso sospeso                    | Ingresso sospeso                    | Ingresso sospeso                    | Ingresso sospeso                    | Ingresso sospeso                                                | Ingresso sospeso                                                | Ingresso sospeso                                      | Ingresso sospeso                                      | Ingresso sospeso                                      | Ingresso sospeso                                   | Ingresso sospeso                                   | Ingresso sospeso                    | Ingresso sospeso                    | Immune                              | Immune                              | Immune                                          | Immune                                          | Immune                              | Immune                              | Angelica                                        | 0                                               | Giselda                             | Giselda                             | Giselda                                  | 11                                       | Ciro                                                         | 1                                                            | Letizia                             | 2                                   | Ciro                                         | 0                                            | Non votante                                  | Non votante                                  | Ritirato (Giorno 67)                    | Ritirato (Giorno 67)                    | Ritirato (Giorno 67)                    | Ritirato (Giorno 67)                    | Ritirato (Giorno 67)       | Ritirato (Giorno 67)       | Ritirato (Giorno 67)                                                     | Ritirato (Giorno 67)                                                     | Ritirato (Giorno 67)                  | Ritirato (Giorno 67)                  | Ritirato (Giorno 67)                | Ritirato (Giorno 67)                | Ritirato (Giorno 67)                 | Ritirato (Giorno 67)                 | Ritirato (Giorno 67)                | Ritirato (Giorno 67)                | Ritirato (Giorno 67)                              | Ritirato (Giorno 67)                              | Ritirato (Giorno 67)                | Ritirato (Giorno 67)                | Ritirato (Giorno 67)             | Ritirato (Giorno 67)             | Ritirato (Giorno 67)                                       | Ritirato (Giorno 67)                                       | Ritirato (Giorno 67)     | Ritirato (Giorno 67)     | Ritirato (Giorno 67)                           | Ritirato (Giorno 67)                           | Ritirato (Giorno 67)              | Ritirato (Giorno 67)              | Ritirato (Giorno 67)               | Ritirato (Giorno 67)               | Ritirato (Giorno 67)                | Ritirato (Giorno 67)                | Ritirato (Giorno 67)                | Ritirato (Giorno 67)                | Ritirato (Giorno 67)                      | Ritirato (Giorno 67)                      | Ritirato (Giorno 67)                | Ritirato (Giorno 67)                | Ritirato (Giorno 67)                | Ritirato (Giorno 67)                                       | Ritirato (Giorno 67)                                       | Ritirato (Giorno 67)                | Ritirato (Giorno 67)                | Ritirato (Giorno 67)                                    | Ritirato (Giorno 67)                                    | Ritirato (Giorno 67)                | Ritirato (Giorno 67)                | Ritirato (Giorno 67)                | Ritirato (Giorno 67)                        | Ritirato (Giorno 67)                        | Ritirato (Giorno 67)                | Ritirato (Giorno 67)                | Ritirato (Giorno 67)                | Ritirato (Giorno 67)                                                                      | Ritirato (Giorno 67)                                                                      | Ritirato (Giorno 67)                                                                      | Ritirato (Giorno 67)                                                                      | Ritirato (Giorno 67)                                                                      | Ritirato (Giorno 67)                                                                      | Ritirato (Giorno 67)                                                                      | Ritirato (Giorno 67)                                                                      | Ritirato (Giorno 67)                                   | Ritirato (Giorno 67)                                   | Ritirato (Giorno 67)                                   | Ritirato (Giorno 67)                                   | Ritirato (Giorno 67)                                   | Ritirato (Giorno 67)                                   | 14                          |
| Jill                            | Non in casa                            | Non in casa                            | Non in casa                     | Non in casa                     | Non in casa                     | Non in casa                     | Non in casa                      | Non in casa                      | Non in casa                      | Non in casa                      | Non in casa                                                      | Non in casa                                                      | Non in casa                             | Non in casa                             | Non in casa                             | Non in casa                             | Non in casa                         | Non in casa                         | Non in casa                         | Non in casa                         | Non in casa                                                     | Non in casa                                                     | Non in casa                                           | Non in casa                                           | Non in casa                                           | Non in casa                                        | Non in casa                                        | Non in casa                         | Non in casa                         | Immune                              | Immune                              | Immune                                          | Immune                                          | Immune                              | Immune                              | Grecia                                          | Grecia                                          | Beatrice                            | 0                                   | Giampiero                                | 0                                        | Ciro                                                         | 0                                                            | Giuseppe                            | 3                                   | Eliminata (Giorno 64)                        | Eliminata (Giorno 64)                        | Eliminata (Giorno 64)                        | Eliminata (Giorno 64)                        | Eliminata (Giorno 64)                   | Eliminata (Giorno 64)                   | Eliminata (Giorno 64)                   | Eliminata (Giorno 64)                   | Eliminata (Giorno 64)      | Eliminata (Giorno 64)      | Eliminata (Giorno 64)                                                    | Eliminata (Giorno 64)                                                    | Eliminata (Giorno 64)                 | Eliminata (Giorno 64)                 | Eliminata (Giorno 64)               | Eliminata (Giorno 64)               | Eliminata (Giorno 64)                | Eliminata (Giorno 64)                | Eliminata (Giorno 64)               | Eliminata (Giorno 64)               | Eliminata (Giorno 64)                             | Eliminata (Giorno 64)                             | Eliminata (Giorno 64)               | Eliminata (Giorno 64)               | Eliminata (Giorno 64)            | Eliminata (Giorno 64)            | Eliminata (Giorno 64)                                      | Eliminata (Giorno 64)                                      | Eliminata (Giorno 64)    | Eliminata (Giorno 64)    | Eliminata (Giorno 64)                          | Eliminata (Giorno 64)                          | Eliminata (Giorno 64)             | Eliminata (Giorno 64)             | Eliminata (Giorno 64)              | Eliminata (Giorno 64)              | Eliminata (Giorno 64)               | Eliminata (Giorno 64)               | Eliminata (Giorno 64)               | Eliminata (Giorno 64)               | Eliminata (Giorno 64)                     | Eliminata (Giorno 64)                     | Eliminata (Giorno 64)               | Eliminata (Giorno 64)               | Eliminata (Giorno 64)               | Eliminata (Giorno 64)                                      | Eliminata (Giorno 64)                                      | Eliminata (Giorno 64)               | Eliminata (Giorno 64)               | Eliminata (Giorno 64)                                   | Eliminata (Giorno 64)                                   | Eliminata (Giorno 64)               | Eliminata (Giorno 64)               | Eliminata (Giorno 64)               | Eliminata (Giorno 64)                       | Eliminata (Giorno 64)                       | Eliminata (Giorno 64)               | Eliminata (Giorno 64)               | Eliminata (Giorno 64)               | Eliminata (Giorno 64)                                                                     | Eliminata (Giorno 64)                                                                     | Eliminata (Giorno 64)                                                                     | Eliminata (Giorno 64)                                                                     | Eliminata (Giorno 64)                                                                     | Eliminata (Giorno 64)                                                                     | Eliminata (Giorno 64)                                                                     | Eliminata (Giorno 64)                                                                     | Eliminata (Giorno 64)                                  | Eliminata (Giorno 64)                                  | Eliminata (Giorno 64)                                  | Eliminata (Giorno 64)                                  | Eliminata (Giorno 64)                                  | Eliminata (Giorno 64)                                  | 3                           |
| Giselda                         | Alex                                   | Salvata                                | Non votante                     | Non votante                     | Grecia                          | 2                               | Beatrice                         | 0                                | Non votante                      | Non votante                      | Claudio                                                          | 3                                                                | Vittorio                                | 2                                       | Non votante                             | Non votante                             | Grecia                              | Grecia                              | Non votante                         | Non votante                         | Vittorio                                                        | 1                                                               | Salvata                                               | Grecia                                                | 1                                                     | Vittorio                                           | 0                                                  | Beatrice                            | 0                                   | Grecia                              | 2                                   | Beatrice                                        | 1                                               | Vittorio                            | 1                                   | Grecia                                          | 0                                               | Beatrice                            | 2                                   | Giampiero                                | 1                                        | Eliminata (Giorno 57)                                        | Eliminata (Giorno 57)                                        | Eliminata (Giorno 57)               | Eliminata (Giorno 57)               | Eliminata (Giorno 57)                        | Eliminata (Giorno 57)                        | Eliminata (Giorno 57)                        | Eliminata (Giorno 57)                        | Eliminata (Giorno 57)                   | Eliminata (Giorno 57)                   | Eliminata (Giorno 57)                   | Eliminata (Giorno 57)                   | Eliminata (Giorno 57)      | Eliminata (Giorno 57)      | Eliminata (Giorno 57)                                                    | Eliminata (Giorno 57)                                                    | Eliminata (Giorno 57)                 | Eliminata (Giorno 57)                 | Eliminata (Giorno 57)               | Eliminata (Giorno 57)               | Eliminata (Giorno 57)                | Eliminata (Giorno 57)                | Eliminata (Giorno 57)               | Eliminata (Giorno 57)               | Eliminata (Giorno 57)                             | Eliminata (Giorno 57)                             | Eliminata (Giorno 57)               | Eliminata (Giorno 57)               | Eliminata (Giorno 57)            | Eliminata (Giorno 57)            | Eliminata (Giorno 57)                                      | Eliminata (Giorno 57)                                      | Eliminata (Giorno 57)    | Eliminata (Giorno 57)    | Eliminata (Giorno 57)                          | Eliminata (Giorno 57)                          | Eliminata (Giorno 57)             | Eliminata (Giorno 57)             | Eliminata (Giorno 57)              | Eliminata (Giorno 57)              | Eliminata (Giorno 57)               | Eliminata (Giorno 57)               | Eliminata (Giorno 57)               | Eliminata (Giorno 57)               | Eliminata (Giorno 57)                     | Eliminata (Giorno 57)                     | Eliminata (Giorno 57)               | Eliminata (Giorno 57)               | Eliminata (Giorno 57)               | Eliminata (Giorno 57)                                      | Eliminata (Giorno 57)                                      | Eliminata (Giorno 57)               | Eliminata (Giorno 57)               | Eliminata (Giorno 57)                                   | Eliminata (Giorno 57)                                   | Eliminata (Giorno 57)               | Eliminata (Giorno 57)               | Eliminata (Giorno 57)               | Eliminata (Giorno 57)                       | Eliminata (Giorno 57)                       | Eliminata (Giorno 57)               | Eliminata (Giorno 57)               | Eliminata (Giorno 57)               | Eliminata (Giorno 57)                                                                     | Eliminata (Giorno 57)                                                                     | Eliminata (Giorno 57)                                                                     | Eliminata (Giorno 57)                                                                     | Eliminata (Giorno 57)                                                                     | Eliminata (Giorno 57)                                                                     | Eliminata (Giorno 57)                                                                     | Eliminata (Giorno 57)                                                                     | Eliminata (Giorno 57)                                  | Eliminata (Giorno 57)                                  | Eliminata (Giorno 57)                                  | Eliminata (Giorno 57)                                  | Eliminata (Giorno 57)                                  | Eliminata (Giorno 57)                                  | 16                          |
| Valentina                       | Non in casa                            | Non in casa                            | Immune                          | Immune                          | Immune                          | Immune                          | Non votante                      | Non votante                      | Arnold                           | 0                                | Anita                                                            | 2                                                                | Non votante                             | Non votante                             | Massimiliano                            | 0                                       | Non votante                         | Non votante                         | Alex                                | 5                                   | Arnold                                                          | 1                                                               | Vittorio                                              | Grecia                                                | 3                                                     | Arnold                                             | Arnold                                             | Beatrice                            | 1                                   | Anita                               | 3                                   | Grecia                                          | 1                                               | Beatrice                            | Beatrice                            | Grecia                                          | Grecia                                          | Eliminata (Giorno 50)               | Eliminata (Giorno 50)               | Eliminata (Giorno 50)                    | Eliminata (Giorno 50)                    | Eliminata (Giorno 50)                                        | Eliminata (Giorno 50)                                        | Eliminata (Giorno 50)               | Eliminata (Giorno 50)               | Eliminata (Giorno 50)                        | Eliminata (Giorno 50)                        | Eliminata (Giorno 50)                        | Eliminata (Giorno 50)                        | Eliminata (Giorno 50)                   | Eliminata (Giorno 50)                   | Eliminata (Giorno 50)                   | Eliminata (Giorno 50)                   | Eliminata (Giorno 50)      | Eliminata (Giorno 50)      | Eliminata (Giorno 50)                                                    | Eliminata (Giorno 50)                                                    | Eliminata (Giorno 50)                 | Eliminata (Giorno 50)                 | Eliminata (Giorno 50)               | Eliminata (Giorno 50)               | Eliminata (Giorno 50)                | Eliminata (Giorno 50)                | Eliminata (Giorno 50)               | Eliminata (Giorno 50)               | Eliminata (Giorno 50)                             | Eliminata (Giorno 50)                             | Eliminata (Giorno 50)               | Eliminata (Giorno 50)               | Eliminata (Giorno 50)            | Eliminata (Giorno 50)            | Eliminata (Giorno 50)                                      | Eliminata (Giorno 50)                                      | Eliminata (Giorno 50)    | Eliminata (Giorno 50)    | Eliminata (Giorno 50)                          | Eliminata (Giorno 50)                          | Eliminata (Giorno 50)             | Eliminata (Giorno 50)             | Eliminata (Giorno 50)              | Eliminata (Giorno 50)              | Eliminata (Giorno 50)               | Eliminata (Giorno 50)               | Eliminata (Giorno 50)               | Eliminata (Giorno 50)               | Eliminata (Giorno 50)                     | Eliminata (Giorno 50)                     | Eliminata (Giorno 50)               | Eliminata (Giorno 50)               | Eliminata (Giorno 50)               | Eliminata (Giorno 50)                                      | Eliminata (Giorno 50)                                      | Eliminata (Giorno 50)               | Eliminata (Giorno 50)               | Eliminata (Giorno 50)                                   | Eliminata (Giorno 50)                                   | Eliminata (Giorno 50)               | Eliminata (Giorno 50)               | Eliminata (Giorno 50)               | Eliminata (Giorno 50)                       | Eliminata (Giorno 50)                       | Eliminata (Giorno 50)               | Eliminata (Giorno 50)               | Eliminata (Giorno 50)               | Eliminata (Giorno 50)                                                                     | Eliminata (Giorno 50)                                                                     | Eliminata (Giorno 50)                                                                     | Eliminata (Giorno 50)                                                                     | Eliminata (Giorno 50)                                                                     | Eliminata (Giorno 50)                                                                     | Eliminata (Giorno 50)                                                                     | Eliminata (Giorno 50)                                                                     | Eliminata (Giorno 50)                                  | Eliminata (Giorno 50)                                  | Eliminata (Giorno 50)                                  | Eliminata (Giorno 50)                                  | Eliminata (Giorno 50)                                  | Eliminata (Giorno 50)                                  | 16                          |
| Samira                          | Paolo                                  | Nominata                               | Vittorio                        | Vittorio                        | Non votante                     | Non votante                     | Beatrice                         | 1                                | Non votante                      | Non votante                      | Heidi                                                            | 0                                                                | Vittorio                                | 0                                       | Non votante                             | Non votante                             | Grecia                              | 1                                   | Non votante                         | Non votante                         | Beatrice                                                        | Beatrice                                                        | Immune                                                | Valentina                                             | Valentina                                             | Vittorio                                           | 0                                                  | Valentina                           | Valentina                           | Grecia                              | 3                                   | Eliminata (Giorno 39)                           | Eliminata (Giorno 39)                           | Eliminata (Giorno 39)               | Eliminata (Giorno 39)               | Eliminata (Giorno 39)                           | Eliminata (Giorno 39)                           | Eliminata (Giorno 39)               | Eliminata (Giorno 39)               | Eliminata (Giorno 39)                    | Eliminata (Giorno 39)                    | Eliminata (Giorno 39)                                        | Eliminata (Giorno 39)                                        | Eliminata (Giorno 39)               | Eliminata (Giorno 39)               | Eliminata (Giorno 39)                        | Eliminata (Giorno 39)                        | Eliminata (Giorno 39)                        | Eliminata (Giorno 39)                        | Eliminata (Giorno 39)                   | Eliminata (Giorno 39)                   | Eliminata (Giorno 39)                   | Eliminata (Giorno 39)                   | Eliminata (Giorno 39)      | Eliminata (Giorno 39)      | Eliminata (Giorno 39)                                                    | Eliminata (Giorno 39)                                                    | Eliminata (Giorno 39)                 | Eliminata (Giorno 39)                 | Eliminata (Giorno 39)               | Eliminata (Giorno 39)               | Eliminata (Giorno 39)                | Eliminata (Giorno 39)                | Eliminata (Giorno 39)               | Eliminata (Giorno 39)               | Eliminata (Giorno 39)                             | Eliminata (Giorno 39)                             | Eliminata (Giorno 39)               | Eliminata (Giorno 39)               | Eliminata (Giorno 39)            | Eliminata (Giorno 39)            | Eliminata (Giorno 39)                                      | Eliminata (Giorno 39)                                      | Eliminata (Giorno 39)    | Eliminata (Giorno 39)    | Eliminata (Giorno 39)                          | Eliminata (Giorno 39)                          | Eliminata (Giorno 39)             | Eliminata (Giorno 39)             | Eliminata (Giorno 39)              | Eliminata (Giorno 39)              | Eliminata (Giorno 39)               | Eliminata (Giorno 39)               | Eliminata (Giorno 39)               | Eliminata (Giorno 39)               | Eliminata (Giorno 39)                     | Eliminata (Giorno 39)                     | Eliminata (Giorno 39)               | Eliminata (Giorno 39)               | Eliminata (Giorno 39)               | Eliminata (Giorno 39)                                      | Eliminata (Giorno 39)                                      | Eliminata (Giorno 39)               | Eliminata (Giorno 39)               | Eliminata (Giorno 39)                                   | Eliminata (Giorno 39)                                   | Eliminata (Giorno 39)               | Eliminata (Giorno 39)               | Eliminata (Giorno 39)               | Eliminata (Giorno 39)                       | Eliminata (Giorno 39)                       | Eliminata (Giorno 39)               | Eliminata (Giorno 39)               | Eliminata (Giorno 39)               | Eliminata (Giorno 39)                                                                     | Eliminata (Giorno 39)                                                                     | Eliminata (Giorno 39)                                                                     | Eliminata (Giorno 39)                                                                     | Eliminata (Giorno 39)                                                                     | Eliminata (Giorno 39)                                                                     | Eliminata (Giorno 39)                                                                     | Eliminata (Giorno 39)                                                                     | Eliminata (Giorno 39)                                  | Eliminata (Giorno 39)                                  | Eliminata (Giorno 39)                                  | Eliminata (Giorno 39)                                  | Eliminata (Giorno 39)                                  | Eliminata (Giorno 39)                                  | 5                           |
| Heidi                           | Non in casa                            | Non in casa                            | Immune                          | Immune                          | Immune                          | Immune                          | Non votante                      | Non votante                      | Arnold                           | 1                                | Giselda                                                          | 2                                                                | Non votante                             | Non votante                             | Marco F.                                | 2                                       | Non votante                         | Non votante                         | Marco F.                            | Marco F.                            | Arnold                                                          | 0                                                               | Immune                                                | Anita                                                 | Anita                                                 | Arnold                                             | 3                                                  | Beatrice                            | Beatrice                            | Giselda                             | Giselda                             | Ritirata (Giorno 37)                            | Ritirata (Giorno 37)                            | Ritirata (Giorno 37)                | Ritirata (Giorno 37)                | Ritirata (Giorno 37)                            | Ritirata (Giorno 37)                            | Ritirata (Giorno 37)                | Ritirata (Giorno 37)                | Ritirata (Giorno 37)                     | Ritirata (Giorno 37)                     | Ritirata (Giorno 37)                                         | Ritirata (Giorno 37)                                         | Ritirata (Giorno 37)                | Ritirata (Giorno 37)                | Ritirata (Giorno 37)                         | Ritirata (Giorno 37)                         | Ritirata (Giorno 37)                         | Ritirata (Giorno 37)                         | Ritirata (Giorno 37)                    | Ritirata (Giorno 37)                    | Ritirata (Giorno 37)                    | Ritirata (Giorno 37)                    | Ritirata (Giorno 37)       | Ritirata (Giorno 37)       | Ritirata (Giorno 37)                                                     | Ritirata (Giorno 37)                                                     | Ritirata (Giorno 37)                  | Ritirata (Giorno 37)                  | Ritirata (Giorno 37)                | Ritirata (Giorno 37)                | Ritirata (Giorno 37)                 | Ritirata (Giorno 37)                 | Ritirata (Giorno 37)                | Ritirata (Giorno 37)                | Ritirata (Giorno 37)                              | Ritirata (Giorno 37)                              | Ritirata (Giorno 37)                | Ritirata (Giorno 37)                | Ritirata (Giorno 37)             | Ritirata (Giorno 37)             | Ritirata (Giorno 37)                                       | Ritirata (Giorno 37)                                       | Ritirata (Giorno 37)     | Ritirata (Giorno 37)     | Ritirata (Giorno 37)                           | Ritirata (Giorno 37)                           | Ritirata (Giorno 37)              | Ritirata (Giorno 37)              | Ritirata (Giorno 37)               | Ritirata (Giorno 37)               | Ritirata (Giorno 37)                | Ritirata (Giorno 37)                | Ritirata (Giorno 37)                | Ritirata (Giorno 37)                | Ritirata (Giorno 37)                      | Ritirata (Giorno 37)                      | Ritirata (Giorno 37)                | Ritirata (Giorno 37)                | Ritirata (Giorno 37)                | Ritirata (Giorno 37)                                       | Ritirata (Giorno 37)                                       | Ritirata (Giorno 37)                | Ritirata (Giorno 37)                | Ritirata (Giorno 37)                                    | Ritirata (Giorno 37)                                    | Ritirata (Giorno 37)                | Ritirata (Giorno 37)                | Ritirata (Giorno 37)                | Ritirata (Giorno 37)                        | Ritirata (Giorno 37)                        | Ritirata (Giorno 37)                | Ritirata (Giorno 37)                | Ritirata (Giorno 37)                | Ritirata (Giorno 37)                                                                      | Ritirata (Giorno 37)                                                                      | Ritirata (Giorno 37)                                                                      | Ritirata (Giorno 37)                                                                      | Ritirata (Giorno 37)                                                                      | Ritirata (Giorno 37)                                                                      | Ritirata (Giorno 37)                                                                      | Ritirata (Giorno 37)                                                                      | Ritirata (Giorno 37)                                   | Ritirata (Giorno 37)                                   | Ritirata (Giorno 37)                                   | Ritirata (Giorno 37)                                   | Ritirata (Giorno 37)                                   | Ritirata (Giorno 37)                                   | 8                           |
| Arnold                          | Non in casa                            | Non in casa                            | Immune                          | Immune                          | Immune                          | Immune                          | Non votante                      | Non votante                      | Heidi                            | 3                                | Heidi                                                            | Heidi                                                            | Giselda                                 | 2                                       | Non votante                             | Non votante                             | Grecia                              | 1                                   | Non votante                         | Non votante                         | Beatrice                                                        | 5                                                               | Valentina                                             | Grecia                                                | 1                                                     | Heidi                                              | 3                                                  | Eliminato (Giorno 32)               | Eliminato (Giorno 32)               | Eliminato (Giorno 32)               | Eliminato (Giorno 32)               | Eliminato (Giorno 32)                           | Eliminato (Giorno 32)                           | Eliminato (Giorno 32)               | Eliminato (Giorno 32)               | Eliminato (Giorno 32)                           | Eliminato (Giorno 32)                           | Eliminato (Giorno 32)               | Eliminato (Giorno 32)               | Eliminato (Giorno 32)                    | Eliminato (Giorno 32)                    | Eliminato (Giorno 32)                                        | Eliminato (Giorno 32)                                        | Eliminato (Giorno 32)               | Eliminato (Giorno 32)               | Eliminato (Giorno 32)                        | Eliminato (Giorno 32)                        | Eliminato (Giorno 32)                        | Eliminato (Giorno 32)                        | Eliminato (Giorno 32)                   | Eliminato (Giorno 32)                   | Eliminato (Giorno 32)                   | Eliminato (Giorno 32)                   | Eliminato (Giorno 32)      | Eliminato (Giorno 32)      | Eliminato (Giorno 32)                                                    | Eliminato (Giorno 32)                                                    | Eliminato (Giorno 32)                 | Eliminato (Giorno 32)                 | Eliminato (Giorno 32)               | Eliminato (Giorno 32)               | Eliminato (Giorno 32)                | Eliminato (Giorno 32)                | Eliminato (Giorno 32)               | Eliminato (Giorno 32)               | Eliminato (Giorno 32)                             | Eliminato (Giorno 32)                             | Eliminato (Giorno 32)               | Eliminato (Giorno 32)               | Eliminato (Giorno 32)            | Eliminato (Giorno 32)            | Eliminato (Giorno 32)                                      | Eliminato (Giorno 32)                                      | Eliminato (Giorno 32)    | Eliminato (Giorno 32)    | Eliminato (Giorno 32)                          | Eliminato (Giorno 32)                          | Eliminato (Giorno 32)             | Eliminato (Giorno 32)             | Eliminato (Giorno 32)              | Eliminato (Giorno 32)              | Eliminato (Giorno 32)               | Eliminato (Giorno 32)               | Eliminato (Giorno 32)               | Eliminato (Giorno 32)               | Eliminato (Giorno 32)                     | Eliminato (Giorno 32)                     | Eliminato (Giorno 32)               | Eliminato (Giorno 32)               | Eliminato (Giorno 32)               | Eliminato (Giorno 32)                                      | Eliminato (Giorno 32)                                      | Eliminato (Giorno 32)               | Eliminato (Giorno 32)               | Eliminato (Giorno 32)                                   | Eliminato (Giorno 32)                                   | Eliminato (Giorno 32)               | Eliminato (Giorno 32)               | Eliminato (Giorno 32)               | Eliminato (Giorno 32)                       | Eliminato (Giorno 32)                       | Eliminato (Giorno 32)               | Eliminato (Giorno 32)               | Eliminato (Giorno 32)               | Eliminato (Giorno 32)                                                                     | Eliminato (Giorno 32)                                                                     | Eliminato (Giorno 32)                                                                     | Eliminato (Giorno 32)                                                                     | Eliminato (Giorno 32)                                                                     | Eliminato (Giorno 32)                                                                     | Eliminato (Giorno 32)                                                                     | Eliminato (Giorno 32)                                                                     | Eliminato (Giorno 32)                                  | Eliminato (Giorno 32)                                  | Eliminato (Giorno 32)                                  | Eliminato (Giorno 32)                                  | Eliminato (Giorno 32)                                  | Eliminato (Giorno 32)                                  | 15                          |
| Lorenzo                         | Non salvato                            | Anita Samira                           | Anita                           | 1                               | Non votante                     | Non votante                     | Beatrice                         | 2                                | Non votante                      | Non votante                      | Claudio                                                          | 1                                                                | Arnold                                  | 0                                       | Non votante                             | Non votante                             | Grecia                              | 0                                   | Non votante                         | Non votante                         | Beatrice                                                        | 1                                                               | Arnold                                                | Eliminato (Giorno 25)                                 | Eliminato (Giorno 25)                                 | Eliminato (Giorno 25)                              | Eliminato (Giorno 25)                              | Eliminato (Giorno 25)               | Eliminato (Giorno 25)               | Eliminato (Giorno 25)               | Eliminato (Giorno 25)               | Eliminato (Giorno 25)                           | Eliminato (Giorno 25)                           | Eliminato (Giorno 25)               | Eliminato (Giorno 25)               | Eliminato (Giorno 25)                           | Eliminato (Giorno 25)                           | Eliminato (Giorno 25)               | Eliminato (Giorno 25)               | Eliminato (Giorno 25)                    | Eliminato (Giorno 25)                    | Eliminato (Giorno 25)                                        | Eliminato (Giorno 25)                                        | Eliminato (Giorno 25)               | Eliminato (Giorno 25)               | Eliminato (Giorno 25)                        | Eliminato (Giorno 25)                        | Eliminato (Giorno 25)                        | Eliminato (Giorno 25)                        | Eliminato (Giorno 25)                   | Eliminato (Giorno 25)                   | Eliminato (Giorno 25)                   | Eliminato (Giorno 25)                   | Eliminato (Giorno 25)      | Eliminato (Giorno 25)      | Eliminato (Giorno 25)                                                    | Eliminato (Giorno 25)                                                    | Eliminato (Giorno 25)                 | Eliminato (Giorno 25)                 | Eliminato (Giorno 25)               | Eliminato (Giorno 25)               | Eliminato (Giorno 25)                | Eliminato (Giorno 25)                | Eliminato (Giorno 25)               | Eliminato (Giorno 25)               | Eliminato (Giorno 25)                             | Eliminato (Giorno 25)                             | Eliminato (Giorno 25)               | Eliminato (Giorno 25)               | Eliminato (Giorno 25)            | Eliminato (Giorno 25)            | Eliminato (Giorno 25)                                      | Eliminato (Giorno 25)                                      | Eliminato (Giorno 25)    | Eliminato (Giorno 25)    | Eliminato (Giorno 25)                          | Eliminato (Giorno 25)                          | Eliminato (Giorno 25)             | Eliminato (Giorno 25)             | Eliminato (Giorno 25)              | Eliminato (Giorno 25)              | Eliminato (Giorno 25)               | Eliminato (Giorno 25)               | Eliminato (Giorno 25)               | Eliminato (Giorno 25)               | Eliminato (Giorno 25)                     | Eliminato (Giorno 25)                     | Eliminato (Giorno 25)               | Eliminato (Giorno 25)               | Eliminato (Giorno 25)               | Eliminato (Giorno 25)                                      | Eliminato (Giorno 25)                                      | Eliminato (Giorno 25)               | Eliminato (Giorno 25)               | Eliminato (Giorno 25)                                   | Eliminato (Giorno 25)                                   | Eliminato (Giorno 25)               | Eliminato (Giorno 25)               | Eliminato (Giorno 25)               | Eliminato (Giorno 25)                       | Eliminato (Giorno 25)                       | Eliminato (Giorno 25)               | Eliminato (Giorno 25)               | Eliminato (Giorno 25)               | Eliminato (Giorno 25)                                                                     | Eliminato (Giorno 25)                                                                     | Eliminato (Giorno 25)                                                                     | Eliminato (Giorno 25)                                                                     | Eliminato (Giorno 25)                                                                     | Eliminato (Giorno 25)                                                                     | Eliminato (Giorno 25)                                                                     | Eliminato (Giorno 25)                                                                     | Eliminato (Giorno 25)                                  | Eliminato (Giorno 25)                                  | Eliminato (Giorno 25)                                  | Eliminato (Giorno 25)                                  | Eliminato (Giorno 25)                                  | Eliminato (Giorno 25)                                  | 5                           |
| Marco F.                        | Salvato                                | Salvato                                | Non votante                     | Non votante                     | Grecia                          | 0                               | Vittorio                         | 0                                | Non votante                      | Non votante                      | Vittorio                                                         | Vittorio                                                         | Non votante                             | Non votante                             | Heidi                                   | 2                                       | Non votante                         | Non votante                         | Valentina                           | 2                                   | Eliminato (Giorno 22)                                           | Eliminato (Giorno 22)                                           | Eliminato (Giorno 22)                                 | Eliminato (Giorno 22)                                 | Eliminato (Giorno 22)                                 | Eliminato (Giorno 22)                              | Eliminato (Giorno 22)                              | Eliminato (Giorno 22)               | Eliminato (Giorno 22)               | Eliminato (Giorno 22)               | Eliminato (Giorno 22)               | Eliminato (Giorno 22)                           | Eliminato (Giorno 22)                           | Eliminato (Giorno 22)               | Eliminato (Giorno 22)               | Eliminato (Giorno 22)                           | Eliminato (Giorno 22)                           | Eliminato (Giorno 22)               | Eliminato (Giorno 22)               | Eliminato (Giorno 22)                    | Eliminato (Giorno 22)                    | Eliminato (Giorno 22)                                        | Eliminato (Giorno 22)                                        | Eliminato (Giorno 22)               | Eliminato (Giorno 22)               | Eliminato (Giorno 22)                        | Eliminato (Giorno 22)                        | Eliminato (Giorno 22)                        | Eliminato (Giorno 22)                        | Eliminato (Giorno 22)                   | Eliminato (Giorno 22)                   | Eliminato (Giorno 22)                   | Eliminato (Giorno 22)                   | Eliminato (Giorno 22)      | Eliminato (Giorno 22)      | Eliminato (Giorno 22)                                                    | Eliminato (Giorno 22)                                                    | Eliminato (Giorno 22)                 | Eliminato (Giorno 22)                 | Eliminato (Giorno 22)               | Eliminato (Giorno 22)               | Eliminato (Giorno 22)                | Eliminato (Giorno 22)                | Eliminato (Giorno 22)               | Eliminato (Giorno 22)               | Eliminato (Giorno 22)                             | Eliminato (Giorno 22)                             | Eliminato (Giorno 22)               | Eliminato (Giorno 22)               | Eliminato (Giorno 22)            | Eliminato (Giorno 22)            | Eliminato (Giorno 22)                                      | Eliminato (Giorno 22)                                      | Eliminato (Giorno 22)    | Eliminato (Giorno 22)    | Eliminato (Giorno 22)                          | Eliminato (Giorno 22)                          | Eliminato (Giorno 22)             | Eliminato (Giorno 22)             | Eliminato (Giorno 22)              | Eliminato (Giorno 22)              | Eliminato (Giorno 22)               | Eliminato (Giorno 22)               | Eliminato (Giorno 22)               | Eliminato (Giorno 22)               | Eliminato (Giorno 22)                     | Eliminato (Giorno 22)                     | Eliminato (Giorno 22)               | Eliminato (Giorno 22)               | Eliminato (Giorno 22)               | Eliminato (Giorno 22)                                      | Eliminato (Giorno 22)                                      | Eliminato (Giorno 22)               | Eliminato (Giorno 22)               | Eliminato (Giorno 22)                                   | Eliminato (Giorno 22)                                   | Eliminato (Giorno 22)               | Eliminato (Giorno 22)               | Eliminato (Giorno 22)               | Eliminato (Giorno 22)                       | Eliminato (Giorno 22)                       | Eliminato (Giorno 22)               | Eliminato (Giorno 22)               | Eliminato (Giorno 22)               | Eliminato (Giorno 22)                                                                     | Eliminato (Giorno 22)                                                                     | Eliminato (Giorno 22)                                                                     | Eliminato (Giorno 22)                                                                     | Eliminato (Giorno 22)                                                                     | Eliminato (Giorno 22)                                                                     | Eliminato (Giorno 22)                                                                     | Eliminato (Giorno 22)                                                                     | Eliminato (Giorno 22)                                  | Eliminato (Giorno 22)                                  | Eliminato (Giorno 22)                                  | Eliminato (Giorno 22)                                  | Eliminato (Giorno 22)                                  | Eliminato (Giorno 22)                                  | 4                           |
| Claudio                         | Non in casa                            | Non in casa                            | Immune                          | Immune                          | Immune                          | Immune                          | Non votante                      | Non votante                      | Fiordaliso                       | 1                                | Giselda                                                          | 6                                                                | Eliminato (Giorno 15)                   | Eliminato (Giorno 15)                   | Eliminato (Giorno 15)                   | Eliminato (Giorno 15)                   | Eliminato (Giorno 15)               | Eliminato (Giorno 15)               | Eliminato (Giorno 15)               | Eliminato (Giorno 15)               | Eliminato (Giorno 15)                                           | Eliminato (Giorno 15)                                           | Eliminato (Giorno 15)                                 | Eliminato (Giorno 15)                                 | Eliminato (Giorno 15)                                 | Eliminato (Giorno 15)                              | Eliminato (Giorno 15)                              | Eliminato (Giorno 15)               | Eliminato (Giorno 15)               | Eliminato (Giorno 15)               | Eliminato (Giorno 15)               | Eliminato (Giorno 15)                           | Eliminato (Giorno 15)                           | Eliminato (Giorno 15)               | Eliminato (Giorno 15)               | Eliminato (Giorno 15)                           | Eliminato (Giorno 15)                           | Eliminato (Giorno 15)               | Eliminato (Giorno 15)               | Eliminato (Giorno 15)                    | Eliminato (Giorno 15)                    | Eliminato (Giorno 15)                                        | Eliminato (Giorno 15)                                        | Eliminato (Giorno 15)               | Eliminato (Giorno 15)               | Eliminato (Giorno 15)                        | Eliminato (Giorno 15)                        | Eliminato (Giorno 15)                        | Eliminato (Giorno 15)                        | Eliminato (Giorno 15)                   | Eliminato (Giorno 15)                   | Eliminato (Giorno 15)                   | Eliminato (Giorno 15)                   | Eliminato (Giorno 15)      | Eliminato (Giorno 15)      | Eliminato (Giorno 15)                                                    | Eliminato (Giorno 15)                                                    | Eliminato (Giorno 15)                 | Eliminato (Giorno 15)                 | Eliminato (Giorno 15)               | Eliminato (Giorno 15)               | Eliminato (Giorno 15)                | Eliminato (Giorno 15)                | Eliminato (Giorno 15)               | Eliminato (Giorno 15)               | Eliminato (Giorno 15)                             | Eliminato (Giorno 15)                             | Eliminato (Giorno 15)               | Eliminato (Giorno 15)               | Eliminato (Giorno 15)            | Eliminato (Giorno 15)            | Eliminato (Giorno 15)                                      | Eliminato (Giorno 15)                                      | Eliminato (Giorno 15)    | Eliminato (Giorno 15)    | Eliminato (Giorno 15)                          | Eliminato (Giorno 15)                          | Eliminato (Giorno 15)             | Eliminato (Giorno 15)             | Eliminato (Giorno 15)              | Eliminato (Giorno 15)              | Eliminato (Giorno 15)               | Eliminato (Giorno 15)               | Eliminato (Giorno 15)               | Eliminato (Giorno 15)               | Eliminato (Giorno 15)                     | Eliminato (Giorno 15)                     | Eliminato (Giorno 15)               | Eliminato (Giorno 15)               | Eliminato (Giorno 15)               | Eliminato (Giorno 15)                                      | Eliminato (Giorno 15)                                      | Eliminato (Giorno 15)               | Eliminato (Giorno 15)               | Eliminato (Giorno 15)                                   | Eliminato (Giorno 15)                                   | Eliminato (Giorno 15)               | Eliminato (Giorno 15)               | Eliminato (Giorno 15)               | Eliminato (Giorno 15)                       | Eliminato (Giorno 15)                       | Eliminato (Giorno 15)               | Eliminato (Giorno 15)               | Eliminato (Giorno 15)               | Eliminato (Giorno 15)                                                                     | Eliminato (Giorno 15)                                                                     | Eliminato (Giorno 15)                                                                     | Eliminato (Giorno 15)                                                                     | Eliminato (Giorno 15)                                                                     | Eliminato (Giorno 15)                                                                     | Eliminato (Giorno 15)                                                                     | Eliminato (Giorno 15)                                                                     | Eliminato (Giorno 15)                                  | Eliminato (Giorno 15)                                  | Eliminato (Giorno 15)                                  | Eliminato (Giorno 15)                                  | Eliminato (Giorno 15)                                  | Eliminato (Giorno 15)                                  | 7                           |
|                                 |                                        |                                        |                                 |                                 |                                 |                                 |                                  |                                  |                                  |                                  |                                                                  |                                                                  |                                         |                                         |                                         |                                         |                                     |                                     |                                     |                                     |                                                                 |                                                                 |                                                       |                                                       |                                                       |                                                    |                                                    |                                     |                                     |                                     |                                     |                                                 |                                                 |                                     |                                     |                                                 |                                                 |                                     |                                     |                                          |                                          |                                                              |                                                              |                                     |                                     |                                              |                                              |                                              |                                              |                                         |                                         |                                         |                                         |                            |                            |                                                                          |                                                                          |                                       |                                       |                                     |                                     |                                      |                                      |                                     |                                     |                                                   |                                                   |                                     |                                     |                                  |                                  |                                                            |                                                            |                          |                          |                                                |                                                |                                   |                                   |                                    |                                    |                                     |                                     |                                     |                                     |                                           |                                           |                                     |                                     |                                     |                                                            |                                                            |                                     |                                     |                                                         |                                                         |                                     |                                     |                                     |                                             |                                             |                                     |                                     |                                     |                                                                                           |                                                                                           |                                                                                           |                                                                                           |                                                                                           |                                                                                           |                                                                                           |                                                                                           |                                                        |                                                        |                                                        |                                                        |                                                        |                                                        |                             |
| Annotazioni                     | [ N 2 ] [ N 3 ] [ N 4 ] [ N 5 ]        | [ N 2 ] [ N 3 ] [ N 4 ] [ N 5 ]        | [ N 2 ] [ N 3 ] [ N 4 ] [ N 5 ] | [ N 2 ] [ N 3 ] [ N 4 ] [ N 5 ] | [ N 2 ] [ N 3 ] [ N 4 ] [ N 5 ] | [ N 2 ] [ N 3 ] [ N 4 ] [ N 5 ] | [ N 6 ] [ N 7 ] [ N 8 ] [ N 9 ]  | [ N 6 ] [ N 7 ] [ N 8 ] [ N 9 ]  | [ N 6 ] [ N 7 ] [ N 8 ] [ N 9 ]  | [ N 6 ] [ N 7 ] [ N 8 ] [ N 9 ]  | [ N 6 ] [ N 7 ] [ N 8 ] [ N 9 ]                                  | [ N 6 ] [ N 7 ] [ N 8 ] [ N 9 ]                                  | [ N 10 ] [ N 11 ] [ N 12 ] [ N 13 ]     | [ N 10 ] [ N 11 ] [ N 12 ] [ N 13 ]     | [ N 10 ] [ N 11 ] [ N 12 ] [ N 13 ]     | [ N 10 ] [ N 11 ] [ N 12 ] [ N 13 ]     | [ N 10 ] [ N 11 ] [ N 12 ] [ N 13 ] | [ N 10 ] [ N 11 ] [ N 12 ] [ N 13 ] | [ N 10 ] [ N 11 ] [ N 12 ] [ N 13 ] | [ N 10 ] [ N 11 ] [ N 12 ] [ N 13 ] | [ N 14 ] [ N 15 ] [ N 16 ] [ N 17 ] [ N 18 ] [ N 19 ]           | [ N 14 ] [ N 15 ] [ N 16 ] [ N 17 ] [ N 18 ] [ N 19 ]           | [ N 14 ] [ N 15 ] [ N 16 ] [ N 17 ] [ N 18 ] [ N 19 ] | [ N 14 ] [ N 15 ] [ N 16 ] [ N 17 ] [ N 18 ] [ N 19 ] | [ N 14 ] [ N 15 ] [ N 16 ] [ N 17 ] [ N 18 ] [ N 19 ] | [ N 20 ] [ N 21 ] [ N 22 ] [ N 23 ]                | [ N 20 ] [ N 21 ] [ N 22 ] [ N 23 ]                | [ N 20 ] [ N 21 ] [ N 22 ] [ N 23 ] | [ N 20 ] [ N 21 ] [ N 22 ] [ N 23 ] | [ N 24 ] [ N 25 ] [ N 26 ] [ N 27 ] | [ N 24 ] [ N 25 ] [ N 26 ] [ N 27 ] | [ N 24 ] [ N 25 ] [ N 26 ] [ N 27 ]             | [ N 24 ] [ N 25 ] [ N 26 ] [ N 27 ]             | [ N 28 ] [ N 29 ] [ N 30 ] [ N 31 ] | [ N 28 ] [ N 29 ] [ N 30 ] [ N 31 ] | [ N 28 ] [ N 29 ] [ N 30 ] [ N 31 ]             | [ N 28 ] [ N 29 ] [ N 30 ] [ N 31 ]             | [ N 32 ] [ N 33 ] [ N 34 ] [ N 35 ] | [ N 32 ] [ N 33 ] [ N 34 ] [ N 35 ] | [ N 32 ] [ N 33 ] [ N 34 ] [ N 35 ]      | [ N 32 ] [ N 33 ] [ N 34 ] [ N 35 ]      | [ N 36 ] [ N 37 ] [ N 38 ] [ N 39 ]                          | [ N 36 ] [ N 37 ] [ N 38 ] [ N 39 ]                          | [ N 36 ] [ N 37 ] [ N 38 ] [ N 39 ] | [ N 36 ] [ N 37 ] [ N 38 ] [ N 39 ] | [ N 40 ] [ N 41 ] [ N 42 ] [ N 43 ]          | [ N 40 ] [ N 41 ] [ N 42 ] [ N 43 ]          | [ N 40 ] [ N 41 ] [ N 42 ] [ N 43 ]          | [ N 40 ] [ N 41 ] [ N 42 ] [ N 43 ]          | [ N 40 ] [ N 41 ] [ N 42 ] [ N 43 ]     | [ N 40 ] [ N 41 ] [ N 42 ] [ N 43 ]     | [ N 40 ] [ N 41 ] [ N 42 ] [ N 43 ]     | [ N 40 ] [ N 41 ] [ N 42 ] [ N 43 ]     | [ N 44 ] [ N 45 ]          | [ N 44 ] [ N 45 ]          | [ N 46 ] [ N 47 ] [ N 48 ] [ N 49 ]                                      | [ N 46 ] [ N 47 ] [ N 48 ] [ N 49 ]                                      | [ N 46 ] [ N 47 ] [ N 48 ] [ N 49 ]   | [ N 46 ] [ N 47 ] [ N 48 ] [ N 49 ]   | [ N 50 ] [ N 51 ] [ N 52 ] [ N 53 ] | [ N 50 ] [ N 51 ] [ N 52 ] [ N 53 ] | [ N 50 ] [ N 51 ] [ N 52 ] [ N 53 ]  | [ N 50 ] [ N 51 ] [ N 52 ] [ N 53 ]  | [ N 54 ] [ N 55 ]                   | [ N 54 ] [ N 55 ]                   | [ N 56 ] [ N 57 ]                                 | [ N 56 ] [ N 57 ]                                 | [ N 58 ] [ N 59 ]                   | [ N 58 ] [ N 59 ]                   | [ N 60 ] [ N 61 ]                | [ N 60 ] [ N 61 ]                | [ N 62 ] [ N 63 ]                                          | [ N 62 ] [ N 63 ]                                          | [ N 64 ] [ N 65 ]        | [ N 64 ] [ N 65 ]        | [ N 66 ] [ N 67 ]                              | [ N 66 ] [ N 67 ]                              | [ N 64 ] [ N 68 ]                 | [ N 64 ] [ N 68 ]                 | [ N 69 ] [ N 70 ]                  | [ N 69 ] [ N 70 ]                  | [ N 64 ] [ N 71 ] [ N 69 ] [ N 72 ] | [ N 64 ] [ N 71 ] [ N 69 ] [ N 72 ] | [ N 64 ] [ N 71 ] [ N 69 ] [ N 72 ] | [ N 64 ] [ N 71 ] [ N 69 ] [ N 72 ] | [ N 69 ] [ N 73 ] [ N 74 ] [ N 75 ]       | [ N 69 ] [ N 73 ] [ N 74 ] [ N 75 ]       | [ N 69 ] [ N 73 ] [ N 74 ] [ N 75 ] | [ N 69 ] [ N 73 ] [ N 74 ] [ N 75 ] | [ N 69 ] [ N 73 ] [ N 74 ] [ N 75 ] | [ N 76 ] [ N 77 ] [ N 64 ] [ N 78 ]                        | [ N 76 ] [ N 77 ] [ N 64 ] [ N 78 ]                        | [ N 76 ] [ N 77 ] [ N 64 ] [ N 78 ] | [ N 76 ] [ N 77 ] [ N 64 ] [ N 78 ] | [ N 79 ] [ N 80 ] [ N 81 ] [ N 82 ]                     | [ N 79 ] [ N 80 ] [ N 81 ] [ N 82 ]                     | [ N 79 ] [ N 80 ] [ N 81 ] [ N 82 ] | [ N 79 ] [ N 80 ] [ N 81 ] [ N 82 ] | [ N 79 ] [ N 80 ] [ N 81 ] [ N 82 ] | [ N 64 ] [ N 83 ] [ N 84 ] [ N 85 ]         | [ N 64 ] [ N 83 ] [ N 84 ] [ N 85 ]         | [ N 64 ] [ N 83 ] [ N 84 ] [ N 85 ] | [ N 64 ] [ N 83 ] [ N 84 ] [ N 85 ] | [ N 64 ] [ N 83 ] [ N 84 ] [ N 85 ] | [ N 86 ] [ N 87 ] [ N 64 ] [ N 88 ] [ N 89 ] [ N 90 ] [ N 91 ] [ N 92 ] [ N 93 ] [ N 94 ] | [ N 86 ] [ N 87 ] [ N 64 ] [ N 88 ] [ N 89 ] [ N 90 ] [ N 91 ] [ N 92 ] [ N 93 ] [ N 94 ] | [ N 86 ] [ N 87 ] [ N 64 ] [ N 88 ] [ N 89 ] [ N 90 ] [ N 91 ] [ N 92 ] [ N 93 ] [ N 94 ] | [ N 86 ] [ N 87 ] [ N 64 ] [ N 88 ] [ N 89 ] [ N 90 ] [ N 91 ] [ N 92 ] [ N 93 ] [ N 94 ] | [ N 86 ] [ N 87 ] [ N 64 ] [ N 88 ] [ N 89 ] [ N 90 ] [ N 91 ] [ N 92 ] [ N 93 ] [ N 94 ] | [ N 86 ] [ N 87 ] [ N 64 ] [ N 88 ] [ N 89 ] [ N 90 ] [ N 91 ] [ N 92 ] [ N 93 ] [ N 94 ] | [ N 86 ] [ N 87 ] [ N 64 ] [ N 88 ] [ N 89 ] [ N 90 ] [ N 91 ] [ N 92 ] [ N 93 ] [ N 94 ] | [ N 86 ] [ N 87 ] [ N 64 ] [ N 88 ] [ N 89 ] [ N 90 ] [ N 91 ] [ N 92 ] [ N 93 ] [ N 94 ] | [ N 95 ] [ N 96 ] [ N 97 ] [ N 98 ] [ N 99 ] [ N 100 ] | [ N 95 ] [ N 96 ] [ N 97 ] [ N 98 ] [ N 99 ] [ N 100 ] | [ N 95 ] [ N 96 ] [ N 97 ] [ N 98 ] [ N 99 ] [ N 100 ] | [ N 95 ] [ N 96 ] [ N 97 ] [ N 98 ] [ N 99 ] [ N 100 ] | [ N 95 ] [ N 96 ] [ N 97 ] [ N 98 ] [ N 99 ] [ N 100 ] | [ N 95 ] [ N 96 ] [ N 97 ] [ N 98 ] [ N 99 ] [ N 100 ] |                             |
| Nominati                        | Anita Giuseppe Lorenzo Samira Vittorio | Anita Giuseppe Lorenzo Samira Vittorio | Giselda Grecia Rosy Vittorio    | Giselda Grecia Rosy Vittorio    | Giselda Grecia Rosy Vittorio    | Giselda Grecia Rosy Vittorio    | Arnold Beatrice Lorenzo Vittorio | Arnold Beatrice Lorenzo Vittorio | Arnold Beatrice Lorenzo Vittorio | Arnold Beatrice Lorenzo Vittorio | Arnold Claudio Giselda Grecia Vittorio                           | Arnold Claudio Giselda Grecia Vittorio                           | Arnold Beatrice Giselda Grecia Vittorio | Arnold Beatrice Giselda Grecia Vittorio | Arnold Beatrice Giselda Grecia Vittorio | Arnold Beatrice Giselda Grecia Vittorio | Giselda Grecia Marco F. Valentina   | Giselda Grecia Marco F. Valentina   | Giselda Grecia Marco F. Valentina   | Giselda Grecia Marco F. Valentina   | Alex Arnold Beatrice Giselda Letizia Lorenzo Valentina Vittorio | Alex Arnold Beatrice Giselda Letizia Lorenzo Valentina Vittorio | Arnold Lorenzo Valentina Vittorio                     | Anita Grecia Valentina                                | Anita Grecia Valentina                                | Arnold Beatrice Heidi Valentina                    | Arnold Beatrice Heidi Valentina                    | Beatrice Grecia Rosy                | Beatrice Grecia Rosy                | Grecia Rosy Samira Valentina        | Grecia Rosy Samira Valentina        | Beatrice Giselda Grecia Rosy Valentina Vittorio | Beatrice Giselda Grecia Rosy Valentina Vittorio | Beatrice Massimiliano               | Beatrice Massimiliano               | Beatrice Giuseppe Grecia Massimiliano Valentina | Beatrice Giuseppe Grecia Massimiliano Valentina | Alex Beatrice Fiordaliso Giselda    | Alex Beatrice Fiordaliso Giselda    | Alex Angelica Giampiero Giselda Giuseppe | Alex Angelica Giampiero Giselda Giuseppe | Ciro Giampiero Giuseppe Grecia Letizia Massimiliano Vittorio | Ciro Giampiero Giuseppe Grecia Letizia Massimiliano Vittorio | Ciro Giuseppe Jill                  | Ciro Giuseppe Jill                  | Anita Beatrice Ciro Grecia Massimiliano Rosy | Anita Beatrice Ciro Grecia Massimiliano Rosy | Anita Beatrice Ciro Grecia Massimiliano Rosy | Anita Beatrice Ciro Grecia Massimiliano Rosy | Ciro Giuseppe Grecia Letizia Paolo Rosy | Ciro Giuseppe Grecia Letizia Paolo Rosy | Ciro Giuseppe Grecia Letizia Paolo Rosy | Ciro Giuseppe Grecia Letizia Paolo Rosy | Angelica Rosy Vittorio     | Angelica Rosy Vittorio     | Alex Anita Beatrice Fiordaliso Giuseppe Massimiliano Paolo Rosy Vittorio | Alex Anita Beatrice Fiordaliso Giuseppe Massimiliano Paolo Rosy Vittorio | Alex Giuseppe Grecia Paolo Perla Rosy | Alex Giuseppe Grecia Paolo Perla Rosy | Anita Mirko Perla Sara              | Anita Mirko Perla Sara              | Marco M. Perla Sara Vittorio         | Marco M. Perla Sara Vittorio         | Beatrice Grecia Perla Sara Vittorio | Beatrice Grecia Perla Sara Vittorio | Federico Greta Marco M.                           | Federico Greta Marco M.                           | Grecia Monia Perla                  | Grecia Monia Perla                  | Beatrice Federico Monia Rosanna  | Beatrice Federico Monia Rosanna  | Anita Beatrice Federico Monia Paolo Rosanna Sergio Stefano | Anita Beatrice Federico Monia Paolo Rosanna Sergio Stefano | Beatrice Federico Sergio | Beatrice Federico Sergio | Federico Fiordaliso Monia Perla Sergio Stefano | Federico Fiordaliso Monia Perla Sergio Stefano | Beatrice Letizia Stefano Vittorio | Beatrice Letizia Stefano Vittorio | Beatrice Federico Stefano Vittorio | Beatrice Federico Stefano Vittorio | Beatrice Marco M. Stefano           | Beatrice Marco M. Stefano           | Beatrice Grecia Sergio              | Beatrice Grecia Sergio              | Beatrice Federico Marco M. Sergio Stefano | Beatrice Federico Marco M. Sergio Stefano | Beatrice Grecia Massimiliano Rosy   | Beatrice Grecia Massimiliano Rosy   | Beatrice Grecia Massimiliano Rosy   | Alessio Federico Grecia Marco M. Massimiliano Paolo Simona | Alessio Federico Grecia Marco M. Massimiliano Paolo Simona | Anita Perla Simona                  | Anita Perla Simona                  | Anita Federico Grecia Greta Letizia Massimiliano Simona | Anita Federico Grecia Greta Letizia Massimiliano Simona | Anita Letizia Paolo Rosy            | Anita Letizia Paolo Rosy            | Anita Letizia Paolo Rosy            | Anita Federico Giuseppe Massimiliano Simona | Anita Federico Giuseppe Massimiliano Simona | Anita Greta Sergio Simona           | Anita Greta Sergio Simona           | Anita Greta Sergio Simona           | Giuseppe Massimiliano Paolo                                                               | Giuseppe Massimiliano Paolo                                                               | Alessio Federico Simona                                                                   | Alessio Federico Simona                                                                   | Federico Sergio Simona                                                                    | Giuseppe Greta Perla                                                                      | Greta Letizia Sergio                                                                      | Greta Letizia Sergio                                                                      | Beatrice Massimiliano Rosy                             | Letizia Perla Simona                                   | Beatrice Perla Rosy Simona                             | Beatrice Perla Rosy Simona                             | Beatrice Perla                                         | Beatrice Perla                                         |                             |
| Ritirati                        | Nessuno                                | Nessuno                                | Nessuno                         | Nessuno                         | Nessuno                         | Nessuno                         | Nessuno                          | Nessuno                          | Nessuno                          | Nessuno                          | Nessuno                                                          | Nessuno                                                          | Nessuno                                 | Nessuno                                 | Nessuno                                 | Nessuno                                 | Nessuno                             | Nessuno                             | Nessuno                             | Nessuno                             | Nessuno                                                         | Nessuno                                                         | Nessuno                                               | Nessuno                                               | Nessuno                                               | Nessuno                                            | Nessuno                                            | Nessuno                             | Nessuno                             | Heidi                               | Heidi                               | Nessuno                                         | Nessuno                                         | Nessuno                             | Nessuno                             | Nessuno                                         | Nessuno                                         | Nessuno                             | Nessuno                             | Nessuno                                  | Nessuno                                  | Nessuno                                                      | Nessuno                                                      | Nessuno                             | Nessuno                             | Nessuno                                      | Nessuno                                      | Nessuno                                      | Nessuno                                      | Giampiero                               | Giampiero                               | Giampiero                               | Giampiero                               | Ciro                       | Ciro                       | Nessuno                                                                  | Nessuno                                                                  | Alex                                  | Alex                                  | Nessuno                             | Nessuno                             | Nessuno                              | Nessuno                              | Nessuno                             | Nessuno                             | Nessuno                                           | Nessuno                                           | Nessuno                             | Nessuno                             | Nessuno                          | Nessuno                          | Nessuno                                                    | Nessuno                                                    | Nessuno                  | Nessuno                  | Nessuno                                        | Nessuno                                        | Nessuno                           | Nessuno                           | Fiordaliso                         | Fiordaliso                         | Nessuno                             | Nessuno                             | Nessuno                             | Nessuno                             | Nessuno                                   | Nessuno                                   | Nessuno                             | Nessuno                             | Nessuno                             | Nessuno                                                    | Nessuno                                                    | Marco M.                            | Marco M.                            | Nessuno                                                 | Nessuno                                                 | Nessuno                             | Nessuno                             | Nessuno                             | Nessuno                                     | Nessuno                                     | Nessuno                             | Nessuno                             | Nessuno                             | Nessuno                                                                                   | Nessuno                                                                                   | Nessuno                                                                                   | Nessuno                                                                                   | Nessuno                                                                                   | Nessuno                                                                                   | Nessuno                                                                                   | Nessuno                                                                                   | Nessuno                                                | Nessuno                                                | Nessuno                                                | Nessuno                                                | Nessuno                                                | Nessuno                                                |                             |
| Espulsi                         | Nessuno                                | Nessuno                                | Nessuno                         | Nessuno                         | Nessuno                         | Nessuno                         | Nessuno                          | Nessuno                          | Nessuno                          | Nessuno                          | Nessuno                                                          | Nessuno                                                          | Nessuno                                 | Nessuno                                 | Nessuno                                 | Nessuno                                 | Nessuno                             | Nessuno                             | Nessuno                             | Nessuno                             | Nessuno                                                         | Nessuno                                                         | Nessuno                                               | Nessuno                                               | Nessuno                                               | Nessuno                                            | Nessuno                                            | Nessuno                             | Nessuno                             | Nessuno                             | Nessuno                             | Nessuno                                         | Nessuno                                         | Nessuno                             | Nessuno                             | Nessuno                                         | Nessuno                                         | Nessuno                             | Nessuno                             | Nessuno                                  | Nessuno                                  | Nessuno                                                      | Nessuno                                                      | Nessuno                             | Nessuno                             | Nessuno                                      | Nessuno                                      | Nessuno                                      | Nessuno                                      | Nessuno                                 | Nessuno                                 | Nessuno                                 | Nessuno                                 | Nessuno                    | Nessuno                    | Nessuno                                                                  | Nessuno                                                                  | Nessuno                               | Nessuno                               | Nessuno                             | Nessuno                             | Nessuno                              | Nessuno                              | Nessuno                             | Nessuno                             | Nessuno                                           | Nessuno                                           | Nessuno                             | Nessuno                             | Nessuno                          | Nessuno                          | Nessuno                                                    | Nessuno                                                    | Nessuno                  | Nessuno                  | Nessuno                                        | Nessuno                                        | Nessuno                           | Nessuno                           | Nessuno                            | Nessuno                            | Nessuno                             | Nessuno                             | Nessuno                             | Nessuno                             | Nessuno                                   | Nessuno                                   | Nessuno                             | Nessuno                             | Nessuno                             | Nessuno                                                    | Nessuno                                                    | Nessuno                             | Nessuno                             | Nessuno                                                 | Nessuno                                                 | Nessuno                             | Nessuno                             | Nessuno                             | Nessuno                                     | Nessuno                                     | Nessuno                             | Nessuno                             | Nessuno                             | Nessuno                                                                                   | Nessuno                                                                                   | Nessuno                                                                                   | Nessuno                                                                                   | Nessuno                                                                                   | Nessuno                                                                                   | Nessuno                                                                                   | Nessuno                                                                                   | Nessuno                                                | Nessuno                                                | Nessuno                                                | Nessuno                                                | Nessuno                                                | Nessuno                                                |                             |
| Eliminati                       | Giuseppe 35% per il preferito          | Giuseppe 35% per il preferito          | Grecia 14% per salvare          | Grecia 14% per salvare          | Grecia 14% per salvare          | Grecia 14% per salvare          | Arnold 20% per salvare           | Arnold 20% per salvare           | Arnold 20% per salvare           | Arnold 20% per salvare           | Claudio 8% per salvare                                           | Claudio 8% per salvare                                           | Beatrice 34% per il preferito           | Beatrice 34% per il preferito           | Beatrice 34% per il preferito           | Beatrice 34% per il preferito           | Marco F. 16% per salvare            | Marco F. 16% per salvare            | Marco F. 16% per salvare            | Marco F. 16% per salvare            | Beatrice 47% per il preferito                                   | Beatrice 47% per il preferito                                   | Lorenzo 21% per salvare                               | Grecia 42% per la preferita                           | Grecia 42% per la preferita                           | Arnold 16% per salvare                             | Arnold 16% per salvare                             | Beatrice 64% per la preferita       | Beatrice 64% per la preferita       | Samira 15% per salvare              | Samira 15% per salvare              | Valentina 6% per salvare                        | Valentina 6% per salvare                        | Massimiliano 34% per salvare        | Massimiliano 34% per salvare        | Valentina 9% per salvare                        | Valentina 9% per salvare                        | Alex 12% per salvare                | Alex 12% per salvare                | Giselda 14% per salvare                  | Giselda 14% per salvare                  | Ciro 8% per salvare                                          | Ciro 8% per salvare                                          | Jill 22% per salvare                | Jill 22% per salvare                | Beatrice 42% per il preferito                | Beatrice 42% per il preferito                | Beatrice 42% per il preferito                | Beatrice 42% per il preferito                | Grecia 27% per il preferito             | Grecia 27% per il preferito             | Grecia 27% per il preferito             | Grecia 27% per il preferito             | Angelica 22% per salvare   | Angelica 22% per salvare   | Beatrice 30% per il preferito                                            | Beatrice 30% per il preferito                                            | Alex 4% per salvare                   | Alex 4% per salvare                   | Mirko 19% per salvare               | Mirko 19% per salvare               | Sara 3% per salvare                  | Sara 3% per salvare                  | Sara 3% per salvare                 | Sara 3% per salvare                 | Federico 17% per salvare                          | Federico 17% per salvare                          | Monia 9% per salvare                | Monia 9% per salvare                | Televoto annullato               | Televoto annullato               | Rosanna 5% per salvare                                     | Rosanna 5% per salvare                                     | Federico 25% per salvare | Federico 25% per salvare | Monia 5% per salvare                           | Monia 5% per salvare                           | Stefano 4% per salvare            | Stefano 4% per salvare            | Vittorio 20% per salvare           | Vittorio 20% per salvare           | Stefano 10% per salvare             | Stefano 10% per salvare             | Sergio 22% per salvare              | Sergio 22% per salvare              | Stefano 13% per salvare                   | Stefano 13% per salvare                   | Beatrice 60% per la finale          | Beatrice 60% per la finale          | Beatrice 60% per la finale          | Massimiliano 7% per salvare                                | Massimiliano 7% per salvare                                | Anita 17% per salvare               | Anita 17% per salvare               | Grecia 8% per salvare                                   | Grecia 8% per salvare                                   | Rosy 53% per la finale              | Rosy 53% per la finale              | Rosy 53% per la finale              | Anita 14% per salvare                       | Anita 14% per salvare                       | Anita 20% per salvare               | Anita 20% per salvare               | Anita 20% per salvare               | Massimiliano 46% per la finale                                                            | Massimiliano 46% per la finale                                                            | Alessio 18% per salvare                                                                   | Alessio 18% per salvare                                                                   | Simona 44% per la finale                                                                  | Perla 46% per la finale                                                                   | Letizia 54% per la finale                                                                 | Letizia 54% per la finale                                                                 | Massimiliano 16% per salvare                           | Letizia 18% per salvare                                | Simona 1% per vincere (su 4)                           | Simona 1% per vincere (su 4)                           | Beatrice 45% per vincere                               | Beatrice 45% per vincere                               |                             |
| Eliminati                       | Samira 21% per il preferito            | Samira 21% per il preferito            | Grecia 14% per salvare          | Grecia 14% per salvare          | Grecia 14% per salvare          | Grecia 14% per salvare          | Arnold 20% per salvare           | Arnold 20% per salvare           | Arnold 20% per salvare           | Arnold 20% per salvare           | Claudio 8% per salvare                                           | Claudio 8% per salvare                                           | Beatrice 34% per il preferito           | Beatrice 34% per il preferito           | Beatrice 34% per il preferito           | Beatrice 34% per il preferito           | Marco F. 16% per salvare            | Marco F. 16% per salvare            | Marco F. 16% per salvare            | Marco F. 16% per salvare            | Beatrice 47% per il preferito                                   | Beatrice 47% per il preferito                                   | Lorenzo 21% per salvare                               | Grecia 42% per la preferita                           | Grecia 42% per la preferita                           | Arnold 16% per salvare                             | Arnold 16% per salvare                             | Beatrice 64% per la preferita       | Beatrice 64% per la preferita       | Samira 15% per salvare              | Samira 15% per salvare              | Valentina 6% per salvare                        | Valentina 6% per salvare                        | Massimiliano 34% per salvare        | Massimiliano 34% per salvare        | Valentina 9% per salvare                        | Valentina 9% per salvare                        | Alex 12% per salvare                | Alex 12% per salvare                | Giselda 14% per salvare                  | Giselda 14% per salvare                  | Ciro 8% per salvare                                          | Ciro 8% per salvare                                          | Jill 22% per salvare                | Jill 22% per salvare                | Anita 22% per il preferito                   | Anita 22% per il preferito                   | Anita 22% per il preferito                   | Anita 22% per il preferito                   | Ciro 22% per il preferito               | Ciro 22% per il preferito               | Ciro 22% per il preferito               | Ciro 22% per il preferito               | Angelica 22% per salvare   | Angelica 22% per salvare   | Vittorio 20% per il preferito                                            | Vittorio 20% per il preferito                                            | Alex 4% per salvare                   | Alex 4% per salvare                   | Mirko 19% per salvare               | Mirko 19% per salvare               | Sara 3% per salvare                  | Sara 3% per salvare                  | Sara 3% per salvare                 | Sara 3% per salvare                 | Federico 17% per salvare                          | Federico 17% per salvare                          | Monia 9% per salvare                | Monia 9% per salvare                | Televoto annullato               | Televoto annullato               | Rosanna 5% per salvare                                     | Rosanna 5% per salvare                                     | Federico 25% per salvare | Federico 25% per salvare | Monia 5% per salvare                           | Monia 5% per salvare                           | Stefano 4% per salvare            | Stefano 4% per salvare            | Vittorio 20% per salvare           | Vittorio 20% per salvare           | Stefano 10% per salvare             | Stefano 10% per salvare             | Sergio 22% per salvare              | Sergio 22% per salvare              | Stefano 13% per salvare                   | Stefano 13% per salvare                   | Beatrice 60% per la finale          | Beatrice 60% per la finale          | Beatrice 60% per la finale          | Massimiliano 7% per salvare                                | Massimiliano 7% per salvare                                | Anita 17% per salvare               | Anita 17% per salvare               | Grecia 8% per salvare                                   | Grecia 8% per salvare                                   | Rosy 53% per la finale              | Rosy 53% per la finale              | Rosy 53% per la finale              | Anita 14% per salvare                       | Anita 14% per salvare                       | Anita 20% per salvare               | Anita 20% per salvare               | Anita 20% per salvare               | Paolo 14% per la finale                                                                   | Paolo 14% per la finale                                                                   | Alessio 18% per salvare                                                                   | Alessio 18% per salvare                                                                   | Federico 13% per la finale                                                                | Giuseppe 24% per la finale                                                                | Sergio 37% per la finale                                                                  | Greta 9% per la finale                                                                    | Massimiliano 16% per salvare                           | Letizia 18% per salvare                                | Rosy 4% per vincere (su 4)                             | Rosy 4% per vincere (su 4)                             | Perla 55% per vincere                                  | Perla 55% per vincere                                  |                             |

- Beatrice Luzzi, con 111 nomination, è la concorrente più nominata di tutta la storia del Grande Fratello italiano: sia nel format VIP, superando il record precedentemente detenuto da Nikita Pelizon nella settima edizione (75), sia nel format classico, superando il record precedentemente detenuto da Biagio D'Anelli nell'undicesima e Amedeo Aterrano nella dodicesima edizione (53).
- Con 6 concorrenti ritirati, questa edizione, insieme alla successiva, risulta quella con più ritiri della storia del Grande Fratello e del Grande Fratello VIP.

## Cronologia degli episodi
- Giorno 1: Entrano nella casa i primi quindici concorrenti dell'edizione, nell'ordine: Paolo Masella[24], Giselda Torresan[25], Rosy Chin[26], Massimiliano Varrese[27], Giuseppe Garibaldi[28], Alex Schwazer[29], Angelica Baraldi[30], Grecia Colmenares[31], Vittorio Menozzi[32], Beatrice Luzzi[33], Letizia Petris[34], Marco Fortunati[35], Samira Lui[36], Lorenzo Remotti[37] e Anita Olivieri[38]. Nonostante la prima puntata, i concorrenti devono affrontare le nomination che riguardano però solo gli uomini: le donne, accoppiate a seconda dell'ordine di entrata, devono votare in positivo e scegliere, dopo essersi messe d'accordo, chi far restare in casa, per un totale di quattro uomini scelti che rimarranno in casa. I tre concorrenti non salvati, Giuseppe, Lorenzo e Vittorio, devono trasferirsi nel tugurio, potendo però scegliere una coppia di donne da portare con sé: la scelta ricade sulla coppia formata da Anita e Samira. I cinque concorrenti vengono mandati segretamente al televoto e i due più votati otterranno l'immunità per le nomination della seconda diretta.
- Giorno 5: Entrano nella casa gli ultimi sei dei ventuno concorrenti ufficiali, nell'ordine: Fiordaliso[39], Arnold Cardaropoli[40], Valentina Modini[41], Ciro Petrone[42], Heidi Baci[43] e Claudio Roma[44],  che vengono mandati nel tugurio. In un televoto dove non era prevista un'eliminazione, Samira e Giuseppe risultano i più votati, pertanto viene conferita loro l'immunità qualora dovessero essere nominati. I concorrenti affrontano le loro prime nomination dalle quali sono però esclusi i concorrenti entrati nel corso della diretta: i concorrenti rimasti nel tugurio devono nominarsi attraverso nomination palesi e il più votato risulta essere Vittorio; i concorrenti rimasti nella casa possono godere del segreto del confessionale: le più votate risultano essere Giselda, Grecia e Rosy.
- Giorno 8: Giselda, Grecia, Rosy e Vittorio sono i nominati della puntata: con il 14% dei voti, Grecia risulta essere la meno votata ed è pertanto la prima candidata alla prima eliminazione definitiva. I concorrenti affrontano le nomination: i concorrenti rimasti nel tugurio devono nominarsi attraverso nomination palesi e il più votato risulta essere Arnold mentre i concorrenti rimasti nella casa possono godere del segreto del confessionale: le persone più votate risultano essere Beatrice, Lorenzo e Vittorio.
- Giorno 11: Arnold, Beatrice, Lorenzo e Vittorio sono i nominati della puntata: con il 20% dei voti, Arnold risulta essere il meno votato ed è pertanto il secondo candidato alla prima eliminazione definitiva. I concorrenti affrontano le nomination che riguardano tutti, ad eccezione di Alex, Ciro, Fiordaliso, Giuseppe, Marco F., Massimiliano e Paolo (preferiti della casa) e di Beatrice (salvata da Cesara), che godono dell'immunità e del segreto del confessionale, e di Arnold e Grecia (in quanto già candidati al televoto per l’eliminazione). Angelica, Anita, Beatrice, Claudio, Giselda, Heidi, Letizia, Lorenzo, Rosy, Samira, Valentina e Vittorio sono i nominabili della puntata e devono nominarsi a vicenda tramite nomination palesi: i più votati risultano essere Claudio, Giselda e Vittorio.
- Giorno 15: Arnold, Claudio, Giselda, Grecia e Vittorio sono i nominati della puntata per l'eliminazione definitiva: con l'8% dei voti, Claudio risulta essere il meno votato e pertanto deve abbandonare la casa. Nel corso della puntata i coinquilini vengono divisi in due gruppi capitanati rispettivamente da Beatrice, che continua a vivere nella casa, e da Rosy, che deve trasferirsi nel tugurio. Beatrice avvia una catena di scelte che porta alla formazione del gruppo che rimarrà nella casa, formato da Alex, Angelica, Fiordaliso, Heidi, Letizia, Marco F., Massimiliano, Paolo e Valentina. I restanti concorrenti non scelti, ovvero Anita, Arnold, Ciro, Giselda, Giuseppe, Grecia, Lorenzo, Samira e Vittorio, devono trasferirsi nel tugurio con Rosy. I concorrenti affrontano le nomination divisi nei due gruppi: gli inquilini nel tugurio devono nominarsi tra loro in modo palese, e i più votati risultano essere Arnold, Giselda, Grecia e Vittorio; gli inquilini rimasti nella casa possono godere del segreto del confessionale e la concorrente più votata risulta essere Beatrice.
- Giorno 18: Arnold, Beatrice, Giselda, Grecia e Vittorio sono i nominati della puntata: con il 34% dei voti, Beatrice risulta la preferita del pubblico, pertanto le viene conferita l'immunità e il potere di mandare direttamente al successivo televoto eliminatorio uno degli altri quattro nominati. La scelta ricade su Giselda, che viene designata come prima nominata della nomination. Nel corso della puntata i due gruppi, rappresentati rispettivamente da Anita, Giuseppe e Vittorio per il tugurio e Beatrice, Marco F. e Paolo per la casa, si sfidano in un gioco in piscina, sostituita poi da un sorteggio tra Beatrice e Rosy a causa di un'irregolarità da parte della produzione: Rosy e il suo gruppo conquistano la casa e i due gruppi cambiano collocazione. Vengono inoltre decretati i preferiti che, insieme a Beatrice, godranno del beneficio dell'immunità: essi risultano Paolo per gli inquilini nel tugurio e Rosy per gli inquilini nella casa, ai quali si aggiungono Heidi e Massimiliano, salvati da Cesara. I concorrenti affrontano le nomination divisi nei due gruppi: gli inquilini nel tugurio devono nominarsi tra loro in modo palese (con Beatrice, Heidi, Massimiliano e Paolo immuni), e i più votati risultano essere Marco F. e Valentina; gli inquilini rimasti nella casa (con Rosy immune) possono godere del segreto del confessionale e la concorrente più votata risulta essere Grecia.
- Giorno 22: Giselda, Grecia, Marco F. e Valentina sono i nominati della puntata per l'eliminazione definitiva: con il 16% dei voti, Marco F. risulta essere il meno votato e pertanto deve abbandonare la casa. Il tugurio viene chiuso temporaneamente e i due gruppi si riuniscono nella casa, dove affrontano le nomination senza nessuna distinzione in gruppi. Anita, Ciro e Samira sono immuni per gli inquilini che hanno vissuto nella casa mentre Fiordaliso, Massimiliano e Paolo sono immuni per gli inquilini del tugurio: a loro si aggiungono anche Rosy e Grecia, salvate da Cesara. Alex, Angelica, Arnold, Beatrice, Giselda, Giuseppe, Heidi, Letizia, Lorenzo, Valentina e Vittorio sono i nominabili della puntata e devono nominarsi attraverso nomination palesi, mentre gli immuni godono del segreto del confessionali. I più votati risultano essere Alex, Arnold, Beatrice, Giselda, Letizia, Lorenzo, Valentina e Vittorio.
- Giorno 25: Alex, Arnold, Beatrice, Giselda, Letizia, Lorenzo, Valentina e Vittorio sono i nominati della puntata: con il 47% dei voti, Beatrice risulta la preferita del pubblico, pertanto le viene conferita l'immunità. Inaspettatamente, gli inquilini devono affrontare un'eliminazione a sorpresa (che si sarebbe altresì svolta il lunedì): Beatrice, in qualità di preferita del pubblico, deve dare vita ad una catena di scelte che porterà quattro degli altri nominati ad un televoto flash che sancirà un'eliminazione definitiva. Beatrice sceglie Lorenzo, il quale, a sua volta, decide di portare con sé al televoto Arnold, che analogamente sceglie Valentina, la quale sceglie infine Vittorio. Lorenzo, Arnold, Valentina e Vittorio si sfidano così al televoto flash per l'eliminazione: con il 21% dei voti, Lorenzo risulta essere il meno votato e pertanto deve abbandonare la casa. I concorrenti affrontano le nomination: Angelica, Ciro, Fiordaliso, Heidi, Paolo e Samira sono i preferiti della casa e, insieme a Beatrice (preferita del pubblico) e ad Alex e Massimiliano (salvati da Cesara), sono immuni dalle nomination e godono del segreto del confessionale. Anita, Arnold, Giselda, Giuseppe, Grecia, Letizia, Rosy, Valentina e Vittorio sono i nominabili e pertanto devono nominarsi a vicenda attraverso nomination palesi. Le più votate risultano essere Anita, Grecia e Valentina.
- Giorno 29: Anita, Grecia e Valentina sono le nominate della puntata: con il 42% dei voti, Grecia risulta la preferita del pubblico, pertanto le viene conferita l'immunità e il potere di mandare direttamente al successivo televoto eliminatorio una delle altre due nominate. La scelta ricade su Valentina, che viene designata come prima nominata della nomination. Nella stessa puntata Jane Alexander viene annunciata da Alfonso come prossima concorrente a varcare la soglia della casa. I concorrenti affrontano le nomination: Alex, Ciro, Fiordaliso, Giuseppe, Letizia e Massimiliano sono i preferiti della casa e, insieme a Grecia (preferita del pubblico) e ad Anita (salvata da Cesara), sono immuni dalle nomination e godono del segreto del confessionale. Angelica, Arnold, Beatrice, Giselda, Heidi, Paolo, Rosy, Samira e Vittorio sono i nominabili e pertanto devono nominarsi a vicenda attraverso nomination palesi. I più votati risultano essere Arnold, Beatrice e Heidi che si aggiungono a Valentina al televoto eliminatorio.
- Giorno 32: Arnold, Beatrice, Heidi e Valentina sono i nominati della puntata per l'eliminazione definitiva: con il 16% dei voti, Arnold risulta essere il meno votato e pertanto deve abbandonare la casa. I concorrenti affrontano le nomination, che, data l'eliminazione consecutiva di quattro uomini, riguarderanno solo le donne, ad eccezione di Anita e Samira (preferite della casa) e Heidi (salvata da Cesara), che sono immuni dalle nomination, insieme agli uomini (Alex, Ciro, Giuseppe, Massimiliano, Paolo, Vittorio). Angelica, Beatrice, Fiordaliso, Giselda, Grecia, Letizia, Rosy e Valentina sono le nominabili della puntata e pertanto devono nominarsi a vicenda attraverso nomination palesi. Le più votate risultano essere Beatrice, Grecia e Rosy.
- Giorno 36: Beatrice, Grecia e Rosy sono le nominate della puntata: con il 64% dei voti, Beatrice risulta la preferita del pubblico, pertanto le viene conferita l'immunità e il potere di mandare direttamente al successivo televoto eliminatorio una delle altre due nominate. La scelta ricade su Rosy, che viene designata come prima nominata della nomination. Jill Cooper[45], Giampiero Mughini[46] e Mirko Brunetti[47] entrano nella casa in qualità di nuovi concorrenti[48]. Poche ore prima di questa puntata, i concorrenti sono stati informati dalla produzione del programma della drammatica situazione in Medio Oriente[49] e del conflitto in atto in Israele da parte di Hamas[50][51]. I concorrenti affrontano le nomination che, a causa dell'eliminazione consecutiva di quattro uomini, riguarderanno solo le donne ad eccezione di Angelica e Letizia (preferite della casa), Heidi (salvata da Cesara) e Beatrice (preferita del pubblico), le quali godono dell'immunità insieme agli uomini (Alex, Ciro, Giuseppe, Massimiliano, Paolo e Vittorio) a differenza dei quali non godono del segreto del confessionale. Anita, Fiordaliso, Giselda, Grecia, Samira e Valentina sono le nominabili della puntata e devono nominarsi a vicenda attraverso nomination palesi. Le più votate risultano essere Grecia, Samira e Valentina che si aggiungono a Rosy al televoto eliminatorio.
- Giorno 37: In seguito ad un confronto con il padre svoltosi durante la puntata a causa del suo controverso rapporto con Massimiliano[52][53], Heidi abbandona la casa al termine della diretta per ricongiungersi con i suoi familiari[54][55].
- Giorno 39: Grecia, Rosy, Samira e Valentina sono le nominate della puntata per l'eliminazione definitiva: con il 15% dei voti, Samira risulta essere la meno votata e pertanto deve abbandonare la casa. I concorrenti affrontano le nomination che tornano a riguardare tutti gli inquilini, ad eccezione di Anita, Ciro, Massimiliano e Paolo (preferiti della casa) e di Angelica e Giuseppe (salvati da Cesara) che sono immuni e godono del segreto del confessionale. Alex, Beatrice, Fiordaliso, Giselda, Grecia, Letizia, Rosy, Valentina e Vittorio sono i nominabili della puntata e devono nominarsi a vicenda tramite nomination palesi: i più votati risultano essere Beatrice, Giselda, Grecia, Rosy, Valentina e Vittorio.
- Giorno 43: Beatrice, Giselda, Grecia, Rosy, Valentina e Vittorio sono i nominati della puntata: con il 6% dei voti, Valentina risulta essere la meno votata ed è pertanto la prima candidata al televoto eliminatorio che verrà aperto nella puntata successiva. I concorrenti affrontano le nomination che tornano a riguardare tutti gli inquilini, ad eccezione di Alex, Ciro, Fiordaliso, Letizia e Paolo (preferiti della casa) e di Anita e Giuseppe (salvati da Cesara), che sono immuni e godono del segreto del confessionale. Valentina (già nominata), Jill, Mirko e Giampiero (ai quali è ancora garantita l'esenzione dalle nomination) sono invece esclusi dalle nomination. Alex, Beatrice, Fiordaliso, Giselda, Grecia, Letizia, Rosy e Vittorio sono i nominabili della puntata e devono nominarsi a vicenda tramite nomination palesi: i più votati risultano essere Beatrice e Massimiliano.
- Giorno 46: Beatrice e Massimiliano sono i nominati della puntata: con il 34% dei voti, Massimiliano risulta essere il meno votato ed è pertanto il secondo candidato al televoto eliminatorio che verrà aperto successivamente in puntata. I concorrenti affrontano le nomination che riguardano tutti ad eccezione di Alex, Anita, Fiordaliso, Jill e Rosy (preferiti della casa) e di Ciro e Vittorio (salvati da Cesara), i quali godono dell'immunità e del segreto del confessionale. Massimiliano e Valentina, in quanto già candidati all'eliminazione, sono esclusi dalle nomination. Angelica, Beatrice, Giampiero, Giselda, Giuseppe, Grecia, Letizia, Mirko e Paolo sono i nominabili della puntata e devono nominarsi a vicenda tramite nomination palesi. I più votati risultano Beatrice, Giuseppe e Grecia che si aggiungono a Massimiliano e Valentina al televoto eliminatorio.
- Giorno 50: Beatrice, Giuseppe, Grecia, Massimiliano e Valentina sono i nominati della puntata per l'eliminazione definitiva: con il 9% dei voti, Valentina risulta essere la meno votata e pertanto deve abbandonare la casa. I concorrenti affrontano le nomination che riguardano tutti ad eccezione di Angelica, Anita, Ciro, Paolo e Giampiero (preferiti della casa) e di Giuseppe e Grecia (salvati da Cesara), i quali godono dell'immunità e del segreto del confessionale. Alex, Beatrice, Fiordaliso, Giselda, Jill, Letizia, Massimiliano, Mirko, Rosy e Vittorio sono i nominabili della puntata e devono nominarsi a vicenda attraverso nomination palesi. I più votati risultano essere Alex, Beatrice, Fiordaliso e Giselda.
- Giorno 53: Alex, Beatrice, Fiordaliso e Giselda sono i nominati della puntata: con l'11,6% dei voti, Alex risulta essere il meno votato ed è pertanto il primo candidato al televoto eliminatorio che verrà aperto in puntata. I concorrenti affrontano le nomination che riguardano tutti ad eccezione di Anita, Fiordaliso e Paolo (preferiti della casa) e di Beatrice e Grecia (salvate da Cesara) che godono dell'immunità e del segreto del confessionale. Angelica, Ciro, Giampiero, Giselda, Giuseppe, Jill, Letizia, Massimiliano, Mirko, Rosy e Vittorio sono i nominabili della puntata. Per questa puntata, ad eccezione degli immuni, tutti i concorrenti devono affidarsi ai piramidali per cui potranno nominarsi in modo palese se pescano il piramidale a fondo nero o nel segreto del confessionale se pescano il piramidale a fondo rosso. I più votati risultano essere Angelica, Giampiero, Giselda e Giuseppe.
- Giorno 57: Alex, Angelica, Giampiero, Giselda e Giuseppe sono i nominati della puntata: con il 14,22% dei voti, Giselda risulta essere la meno votata e pertanto deve abbandonare la casa. I concorrenti affrontano le nomination che riguardano tutti ad eccezione di Alex, Anita, Beatrice e Mirko (preferiti della casa) e di Angelica e Fiordaliso (salvate da Cesara), che godono dell'immunità e del segreto del confessionale. Ciro, Giampiero, Giuseppe, Grecia, Jill, Letizia, Massimiliano, Paolo, Rosy e Vittorio sono i nominabili della puntata e devono nominarsi a vicenda tramite nomination palesi. I più votati risultano essere Ciro, Giampiero, Giuseppe, Grecia, Letizia, Massimiliano e Vittorio.
- Giorno 60: Ciro, Giampiero, Giuseppe, Grecia, Letizia, Massimiliano e Vittorio sono i nominati della puntata: con l'8% dei voti, Ciro risulta essere il meno votato ed è pertanto il primo candidato al televoto eliminatorio che verrà aperto in puntata. I concorrenti affrontano le nomination che riguardano tutti ad eccezione di Alex, Anita, Beatrice e Vittorio (preferiti della casa) e di Massimiliano e Mirko (salvati da Cesara) che godono dell'immunità e del segreto del confessionale. Ciro, in quanto già candidato all'eliminazione, è escluso dalle nomination. Angelica, Fiordaliso, Giampiero, Giuseppe, Grecia, Jill, Letizia, Paolo e Rosy sono i nominabili della puntata e devono nominarsi a vicenda tramite nomination palesi. I più votati risultano essere Giuseppe e Jill.
- Giorno 64: Ciro, Giuseppe e Jill sono i nominati della puntata: con il 22% dei voti, Jill risulta essere la meno votata e pertanto deve abbandonare la casa. Perla Vatiero, ex fidanzata di Mirko, è una nuova concorrente ma, a causa della sua positività al COVID-19, la sua entrata è rimandata alla diretta successiva. I concorrenti affrontano le nomination che, per la prima volta dall'inizio dell'edizione, riguarderanno tutti senza che venga assegnata alcuna immunità, né da parte dei concorrenti in casa né da parte di Cesara, in quanto il televoto, con esito positivo, decreterà i due concorrenti più votati, ai quali verrà assegnata l'immunità dalla prossima eliminazione. Inoltre, uomini e donne devono nominarsi separatamente: gli uomini attraverso nomination palesi e i più votati risultano essere Ciro e Massimiliano; le donne, invece, godono del segreto del confessionale e le più votato risultano essere Anita, Beatrice, Grecia e Rosy.
- Giorno 67: Anita, Beatrice, Ciro, Grecia, Massimiliano e Rosy sono i nominati della puntata: rispettivamente con il 42% e il 22% dei voti, Beatrice e Anita sono le preferite del pubblico, pertanto viene conferita loro l'immunità sino alla prossima eliminazione. Perla Vatiero[56], dopo essere risultata negativa al COVID-19, entra nella casa in qualità di nuova concorrente[57]; Alex Schwazer comunica ai coinquilini il responso negativo della WADA circa lo sconto della pena per qualificarsi alle Olimpiadi di Parigi del 2024, per cui annuncia che nei giorni a venire valuterà se restare nella casa o ritirarsi dal gioco; Giampiero Mughini comunica la sua volontà di abbandonare la casa per motivi personali ed impegni lavorativi. I concorrenti affrontano le nomination che, come nella puntata precedente, riguardano tutti tranne Perla (alla quale è garantita l'esenzione dalle nomination) e il televoto avrà sempre come fine quello di individuare i due concorrenti più votati, che saranno immuni dalla prossima eliminazione insieme ad Anita e Beatrice. Come nella puntata precedente, uomini e donne devono nominarsi separatamente: questa volta sono le donne a nominarsi attraverso nomination palesi e le più votate risultano essere Grecia, Letizia e Rosy; gli uomini invece possono godere del segreto del confessionale e i più votati risultano essere Ciro, Giuseppe e Paolo.
- Giorno 71: Ciro, Giuseppe, Grecia, Letizia, Paolo e Rosy sono i nominati della puntata: rispettivamente con il 27% e il 22% dei voti, Grecia e Ciro sono i preferiti del pubblico, pertanto anche a loro viene conferita l'immunità sino alla prossima eliminazione. Nella stessa serata Marco Maddaloni[58] e Sara Ricci[59] entrano nella casa in qualità di nuovi concorrenti[60]; Alex Schwazer conferma la permanenza nel gioco, mentre Ciro Petrone decide di abbandonare la casa per motivi personali. I concorrenti affrontano le nomination che riguardano tutti ad eccezione di Marco M., Perla e Sara (ai quali è garantita l'esenzione dalle nomination), di Anita, Beatrice e Grecia (preferite del pubblico), di Mirko (preferito della casa) e di Giuseppe e Massimiliano (salvati da Cesara) che godono dell'immunità e del segreto del confessionale. Alex, Angelica, Fiordaliso, Letizia, Paolo, Rosy e Vittorio sono i nominabili della puntata e devono nominarsi a vicenda tramite nomination palesi. I più votati risultano essere Angelica, Rosy e Vittorio.
- Giorno 78: Angelica, Rosy e Vittorio sono i nominati della puntata: con il 22% dei voti, Angelica risulta essere la meno votata e pertanto deve abbandonare la casa. Per questa puntata, ad eccezione di Marco M., Perla e Sara (ai quali è garantita l'esenzione dalle nomination), tutti i concorrenti sono nominabili in quanto l'obiettivo del televoto è quello di individuare i due più votati, che saranno immuni sino alla prossima eliminazione. I concorrenti devono affidarsi ai piramidali per cui potranno nominarsi in modo palese se pescano il piramidale a fondo nero o nel segreto del confessionale se pescano il piramidale a fondo rosso. I più votati risultano essere Alex, Anita, Beatrice, Fiordaliso, Giuseppe, Massimiliano, Paolo, Rosy e Vittorio. Con 9 concorrenti a rischio, si tratta della nomination con più concorrenti al televoto nella storia del programma.
- Giorno 83: Alex, Anita, Beatrice, Fiordaliso, Giuseppe, Massimiliano, Paolo, Rosy e Vittorio sono i nominati della puntata: rispettivamente con il 30% e il 20% dei voti, Beatrice e Vittorio risultano i preferiti del pubblico, pertanto viene conferita loro l'immunità sino alla prossima eliminazione. Nella stessa serata Greta Rossetti[61] e Rosanna Fratello[62] entrano nella casa in qualità di nuove concorrenti. Anita, a causa di una violazione del regolamento, riceve un provvedimento disciplinare per cui viene condannata direttamente alla prossima eliminazione. I concorrenti affrontano le nomination che riguardano tutti ad eccezione di Beatrice e Vittorio (preferiti del pubblico), Fiordaliso e Massimiliano (salvati da Cesara) che godono dell'immunità e del segreto del confessionale, Anita (candidata d'ufficio alla prossima eliminazione) e Greta, Marco M., Rosanna e Sara (ai quali è ancora garantita l'esenzione dalla nomination). Alex, Giuseppe, Grecia, Letizia, Mirko, Paolo, Perla e Rosy sono i nominabili della puntata e devono nominarsi attraverso nomination palesi. I più votati risultano essere Alex, Giuseppe, Grecia, Paolo, Perla e Rosy.
- Giorno 85: Alex, Giuseppe, Grecia, Paolo, Perla e Rosy sono i nominati della puntata: con il 4% dei voti, Alex risulta essere il meno votato e pertanto candidato al televoto eliminatorio che verrà aperto in puntata: tuttavia, in seguito all'incontro con la sua famiglia, Alex ufficializza il suo ritiro dal gioco[63]. Nel corso della puntata, Monia La Ferrera[64] e Federico Massaro[65] entrano nella casa in qualità di nuovi concorrenti[66]. I concorrenti affrontano le nomination che riguardano tutti ad eccezione di Beatrice e Vittorio (preferiti del pubblico), di Marco M., Massimiliano e Paolo (preferiti della casa), di Letizia (salvata da Cesara), che godono dell'immunità e del segreto del confessionale, di Anita (candidata d'ufficio alla prossima eliminazione) e di Federico, Greta, Monia e Rosanna (ai quali è garantita l'esenzione dalle nomination). I nominabili della puntata sono dunque Fiordaliso, Giuseppe, Grecia, Mirko, Perla, Rosy e Sara e devono nominarsi attraverso nomination palesi. I più votati risultano essere Mirko, Perla e Sara.
- Giorno 90: Anita, Mirko, Perla e Sara sono i nominati della puntata: con il 19% dei voti, Mirko risulta essere il meno votato e pertanto deve abbandonare la casa. I concorrenti affrontano le nomination che riguardano tutti ad eccezione di Fiordaliso, Letizia, Massimiliano e Rosy (preferiti della casa), di Beatrice (salvata da Cesara), che godono dell'immunità e del segreto del confessionale, e di Federico, Greta, Monia e Rosanna, ai quali è garantita l'esenzione dalle nomination. Anita, Giuseppe, Grecia, Marco M., Paolo, Perla, Sara e Vittorio sono i nominabili della puntata e devono nominarsi attraverso nomination palesi: i più votati risultano essere Marco M., Perla, Sara e Vittorio.
- Giorno 92: Marco M., Perla, Sara e Vittorio sono i nominati della puntata: con il 3% dei voti, Sara risulta essere la meno votata ed è pertanto la prima candidata alla prossima eliminazione. Mirko, eliminato nella puntata precedente, rientra in casa per un definitivo confronto con Perla. I concorrenti affrontano le nomination che riguardano tutti ad eccezione di Anita, Fiordaliso e Massimiliano (preferiti della casa), di Giuseppe (salvato da Cesara), che godono dell'immunità e del segreto del confessionale, di Federico, Greta, Monia e Rosanna (ai quali è garantita l'esenzione dalle nomination) e di Sara (già candidata all'eliminazione). Beatrice, Grecia, Letizia, Marco M., Paolo, Rosy e Vittorio sono i nominabili della puntata e devono nominarsi tramite nomination palesi: i più votati risultano essere Beatrice, Grecia, Perla e Vittorio.
- Giorno 97: Beatrice, Grecia, Perla, Sara e Vittorio sono i nominati della puntata: con il 3% dei voti, Sara risulta essere la meno votata e pertanto deve abbandonare la casa. Massimiliano, resosi protagonista nelle settimane precedenti di molteplici uscite infelici nei confronti di Beatrice, viene redarguito con un ultimatum a toni ed atteggiamenti più distesi nei confronti della donna. Mietta e Donatella Rettore, ospiti della puntata, si aggiungono ai concorrenti per il primo show natalizio dell'edizione. I concorrenti affrontano le nomination che riguardano tutti ad eccezione di Beatrice, Giuseppe, Massimiliano, Letizia, Paolo e Rosy (preferiti della casa) e di Rosanna (salvata da Cesara) che godono dell'immunità e del segreto del confessionale. Anita, Federico, Fiordaliso, Grecia, Greta, Marco M., Monia, Perla e Vittorio sono i nominabili della puntata e devono nominarsi tramite nomination palesi: i più votati risultano essere Federico, Greta e Marco M.
- Giorno 101: Beatrice lascia momentaneamente la casa per motivi personali[67].
- Giorno 104: Federico, Greta e Marco M. sono i nominati della puntata: con il 17% dei voti, Federico risulta essere il meno votato ed è pertanto il primo candidato alla prossima eliminazione. Nella stessa serata Beatrice rientra in casa e Sergio D'Ottavi[68] e Stefano Miele[69] entrano in qualità di nuovi concorrenti[70]. I concorrenti affrontano le nomination che riguardano tutti ad eccezione di Beatrice, Sergio e Stefano (a cui è garantita l'esenzione dalle nomination), di Anita, Fiordaliso, Massimiliano e Paolo (preferiti della casa) e di Rosanna e Greta (salvate da Cesara) che godono dell'immunità e del segreto del confessionale. Giuseppe, Grecia, Marco M., Letizia, Monia, Perla, Rosy e Vittorio sono i nominabili della puntata e devono nominarsi a vicenda tramite nomination palesi: le più votate risultano essere Grecia, Monia e Perla.
- Giorno 111: Grecia, Monia e Perla sono le nominate della puntata: con il 9% dei voti, Monia risulta la meno votata ed è pertanto la seconda candidata alla prossima eliminazione. Fiordaliso, che aveva in precedenza deciso di abbandonare la casa, in seguito all'incontro in studio con i concorrenti eliminati, decide di rimanere in gioco. I concorrenti affrontano le nomination che riguardano tutti ad eccezione di Anita, Giuseppe, Massimiliano e Rosy (preferiti della casa), di Marco M. (salvato da Cesara), che godono dell'immunità e del segreto del confessionale, e di Sergio e Stefano (ai quali è garantita l'esenzione dalle nomination). Beatrice, Fiordaliso, Grecia, Greta, Letizia, Paolo, Perla, Rosanna e Vittorio sono i nominabili della puntata e devono nominarsi a vicenda tramite nomination palesi: le più votate risultano essere Beatrice e Rosanna.
- Giorno 115: In seguito ad un lutto familiare, Beatrice lascia momentaneamente la casa per ricongiungersi alla famiglia[71]: essendo una candidata al televoto, la votazione viene annullata[72].
- Giorno 120: Beatrice Luzzi rientra nella casa[73]. I concorrenti affrontano le nomination che, in seguito all'annullamento del televoto precedente, riguardano tutti, ad eccezione dei quattro concorrenti coinvolti nel televoto annullato, ovvero Beatrice, Federico, Monia e Rosanna, che godono del segreto del confessionale. Per la prima volta non ci sono immuni e tutti i concorrenti nominabili devono nominarsi tramite nomination palesi: i più votati risultano essere Sergio, Anita, Paolo e Stefano.
- Giorno 127: Anita, Beatrice, Federico, Monia, Paolo, Rosanna, Sergio e Stefano sono i nominati della puntata: con il 5,39% dei voti, Rosanna risulta essere la meno votata e pertanto deve abbandonare la casa. Stefano, a causa di una violazione del regolamento, riceve un provvedimento disciplinare per cui viene condannato direttamente alla prossima eliminazione. I concorrenti affrontano le nomination che riguardano tutti: tutti i concorrenti devono affidarsi ai piramidali per cui potranno nominarsi in modo palese se pescano il piramidale a fondo nero o nel segreto del confessionale se pescano il piramidale a fondo rosso. I più votati risultano essere Sergio, Beatrice e Stefano.
- Giorno 129: Grande Fratello, dopo quattro lunghi mesi di "resistenza" nella Casa, ha deciso di premiare Anita, Beatrice, Fiordaliso, Giuseppe, Grecia, Letizia, Massimiliano, Paolo, Rosy e Vittorio, regalando loro un pomeriggio di assoluto relax fuori dalla Casa in una SPA. Ciò però è rimasto segreto, infatti, i concorrenti, una volta ritornati in casa, non hanno potuto rivelare nulla e sono stati costretti a dire agli altri concorrenti di essere stati nel tugurio per tutto il tempo.
- Giorno 135: Beatrice, Federico e Sergio sono i nominati della puntata: con il 25% dei voti, Federico risulta essere il meno votato ed è pertanto il secondo candidato alla prossima eliminazione. Mirko torna nuovamente nella casa per un doppio confronto con Federico e Massimiliano, a causa delle critiche espresse dagli stessi nei suoi confronti, e, ancora una volta, con Perla e Greta. I concorrenti affrontano le nomination che riguardano tutti ad eccezione di Federico e Stefano, che non sono nominabili in quanto già candidati al televoto per l'eliminazione: tornano nuovamente i piramidali, per cui la nomination in confessionale corrisponde al piramidale col fondo rosso mentre quella palese al piramidale col fondo nero. I più votati risultano essere Fiordaliso, Monia, Perla e Sergio.
- Giorno 141: Federico, Fiordaliso, Monia, Perla, Sergio e Stefano sono i nominati della puntata: con il 5% dei voti, Monia risulta essere la meno votata e pertanto deve abbandonare la casa. I concorrenti affrontano le nomination che riguardano tutti: tornano nuovamente i piramidali, per cui la nomination in confessionale corrisponde al piramidale col fondo rosso mentre quella palese al piramidale col fondo nero. I più votati risultano essere Beatrice, Letizia, Stefano e Vittorio.
- Giorno 145: Giuseppe, in seguito ad un malore improvviso, esce momentaneamente dalla casa per degli accertamenti medici.
- Giorno 148: Beatrice, Letizia, Stefano e Vittorio sono i nominati della puntata: con il 4% dei voti, Stefano risulta essere il meno votato ed è pertanto il primo candidato alla prossima eliminazione. Alessio Falsone[74] e Simona Tagli[75] entrano nella casa, in qualità di nuovi concorrenti ufficiali. Giuseppe Garibaldi, dopo gli accertamenti medici, rientra nella casa, mentre Fiordaliso decide di abbandonare definitivamente il gioco. I concorrenti affrontano le nomination che riguardano tutti: tornano nuovamente i piramidali, per cui la nomination in confessionale corrisponde al piramidale col fondo rosso mentre quella palese al piramidale col fondo nero. I più votati risultano essere Beatrice, Federico e Vittorio.
- Giorno 151: Il Grande Fratello ha deciso di regalare una nuova gita a tutti i concorrenti rimasti in gara ad eccezione degli ultimi due ingressi: Alessio Falsone e Simona Tagli.
- Giorno 155: Beatrice, Federico, Stefano e Vittorio sono i nominati della puntata: con il 20% dei voti, Vittorio risulta essere il meno votato e deve pertanto deve abbandonare la casa. Alfonso Signorini annuncia il rientro di Mirko nella casa in qualità di ospite durante la prossima puntata. I concorrenti affrontano le nomination che riguardano tutti: tornano nuovamente i piramidali, per cui la nomination in confessionale corrisponde al piramidale col fondo rosso mentre quella palese al piramidale col fondo nero. I più votati risultano essere Beatrice, Marco M. e Stefano.
- Giorno 156: Giuseppe esce temporaneamente dalla casa per sottoporsi a nuovi accertamenti medici.
- Giorno 157: Beatrice, Marco M. e Stefano sono i nominati della puntata: con il 10% dei voti, Stefano risulta essere il meno votato ed è pertanto il primo candidato alla prossima eliminazione. In occasione di San Valentino, durante la serata, Mirko entra in casa in qualità di ospite per qualche giorno, mentre Vittorio ritorna per un ultimo confronto con Beatrice e Greta, in seguito al forte clima di tensione venutosi a creare dopo la sua recente eliminazione. Viene mostrata la discussione tra Marco M. e Beatrice avvenuta durante la gita organizzata dal Grande Fratello (al di fuori della casa), e viene così affrontata la particolare situazione di tensione e disagio che ormai da mesi si respira tra la maggior parte degli inquilini e la stessa Beatrice, per cui tutti sono invitati dal conduttore ad assumere un atteggiamento più costruttivo e meno polemico. I concorrenti affrontano le nomination che riguardano tutti: tornano nuovamente i piramidali, per cui la nomination in confessionale corrisponde al piramidale col fondo rosso mentre quella palese al piramidale col fondo nero. I più votati risultano essere Beatrice, Sergio e Grecia.
- Giorno 162: Giuseppe, dopo gli accertamenti medici, rientra nella casa. Beatrice, Grecia e Sergio sono i nominati della puntata: con il 22% dei voti, Sergio risulta essere il meno votato ed è pertanto il secondo candidato alla prossima eliminazione. I concorrenti affrontano le nomination che riguardano tutti: tornano nuovamente i piramidali, per cui la nomination in confessionale corrisponde al piramidale col fondo rosso mentre quella palese al piramidale col fondo nero. I più votati risultano essere Federico, Beatrice e Marco M.
- Giorno 164: Beatrice, Federico, Marco M., Sergio e Stefano sono i nominati della puntata: con il 13% dei voti, Stefano risulta essere il meno votato e deve pertanto deve abbandonare la casa. I concorrenti affrontano le nomination che riguardano solo i veterani della casa (entrati nei primi 5 giorni), con l'obiettivo (segreto fino al termine della puntata) di decretare i candidati che si scontreranno al televoto per l'elezione del primo finalista. Le nomination si suddividono in due parti: nella prima parte i veterani sono chiamati a dare via ad una catena di salvataggio a partire da colui/colei che a sorte pesca il piramidale con base dorata, meccanismo che porterà i due concorrenti non salvati direttamente al televoto: Anita pesca il piramidale a base dorata e avvia una catena di salvataggi che coinvolge Giuseppe, Letizia, Paolo, Rosy e Massimiliano per cui Beatrice e Grecia sono le prime nominate per il televoto; nella seconda parte, tutti i concorrenti (veterani e non) sono chiamati a svolgere le nomination scegliendo un piramidale: chi lo estrae col fondo rosso fa la nomination in confessionale, chi lo estrae con un fondo nero fa la nomination palese. I più votati risultano essere Massimiliano e Rosy, che si aggiungono a Beatrice e Grecia per l’elezione del primo finalista.
- Giorno 169: Beatrice, Grecia, Massimiliano e Rosy sono i nominati della puntata: con il 60% dei voti, Beatrice risulta essere la più votata e viene pertanto decretata come prima finalista della diciassettesima edizione del Grande Fratello (con la percentuale più alta con la quale sia stato eletto un finalista nella storia del programma). I concorrenti affrontano le nomination che riguardano tutti: tornano nuovamente i piramidali, per cui la nomination in confessionale corrisponde al piramidale col fondo rosso mentre quella palese al piramidale col fondo nero. I più votati risultano essere Alessio, Federico, Grecia, Marco M., Massimiliano, Paolo e Simona.
- Giorno 171: Alessio, Federico, Grecia, Marco M., Massimiliano, Paolo e Simona sono i nominati della puntata: con il 7,5% dei voti, Massimiliano risulta essere il meno votato ed è pertanto il primo candidato alla prossima eliminazione. I concorrenti affrontano le nomination che riguardano tutti: tornano nuovamente i piramidali, per cui la nomination in confessionale corrisponde al piramidale col fondo rosso mentre quella palese al piramidale col fondo nero. Le più votate risultano essere Anita, Perla e Simona. A causa di un lutto familiare, dopo la puntata, Marco M. lascia momentaneamente la Casa del Grande Fratello.
- Giorno 176: Anita, Perla e Simona sono le nominate della puntata: con il 17% dei voti, Anita risulta essere la meno votata ed è pertanto la seconda candidata alla prossima eliminazione. Marco Maddaloni abbandona definitivamente il gioco per motivi personali. I concorrenti affrontano le nomination che riguardano tutti: tornano nuovamente i piramidali, per cui la nomination in confessionale corrisponde al piramidale col fondo rosso mentre quella palese al piramidale col fondo nero. I più votati risultano essere Simona, Federico, Grecia, Greta e Letizia.
- Giorno 179: Anita, Federico, Grecia, Greta, Massimiliano, Letizia e Simona sono i nominati della puntata: con l'8% dei voti, Grecia risulta essere la meno votata e pertanto deve abbandonare la casa. Le nomination di questa puntata sono a favore dei candidati al secondo posto da finalista dell'edizione, per cui tutti i concorrenti (ad eccezione di Beatrice, già finalista) sono chiamati a pescare i piramidali che decreteranno l'esclusione di 4 di essi dalle nomination: attraverso questo meccanismo, ad essere esclusi dal televoto sono Alessio, Federico, Massimiliano e Simona. Anita, Giuseppe, Greta, Letizia, Paolo, Perla, Rosy e Sergio sono i nominabili della puntata per il secondo posto da finalista: i più votati risultano essere Anita, Letizia, Paolo e Rosy.
- Giorno 183: Anita, Letizia, Paolo e Rosy sono i nominati della puntata: con il 53% dei voti, Rosy risulta essere la più votata e viene pertanto decretata come seconda finalista della diciassettesima edizione del Grande Fratello. I concorrenti affrontano le nomination che riguardano tutti: tornano nuovamente i piramidali, per cui la nomination in confessionale corrisponde al piramidale col fondo rosso mentre quella palese al piramidale col fondo nero. I più votati risultano essere Simona, Anita, Federico, Giuseppe e Massimiliano.
- Giorno 186: Anita, Federico, Giuseppe, Massimiliano e Simona sono i nominati della puntata: con il 14% dei voti, Anita risulta essere la meno votata ed è pertanto la prima candidata alla prossima eliminazione. Durante la diretta serale, il conduttore Alfonso Signorini annuncia ufficialmente la data della puntata finale, fissata per lunedì 25 marzo 2024. Sempre durante la diretta, la casa di Cinecittà è stata colpita da un black-out, pertanto i collegamenti con i concorrenti avvengono in giardino. I concorrenti devono affrontare una catena di scelte che porterà alla nomina di un secondo candidato per l'eliminazione: Beatrice e Rosy, prime due finaliste, devono scegliere chi (ad eccezione di Anita, già candidata per l'eliminazione) salvare dalla nomination; vengono così salvati Simona e Paolo, che salvano a loro volta Massimiliano e Letizia, che salvano così Federico e Perla, i quali salvano per ultimi Giuseppe e Greta. Alessio e Sergio devono rifarsi così alla scelta di Anita che può trascinare uno dei due con sé al televoto: Anita salva Alessio, designando così Sergio come secondo candidato per l'eliminazione. I concorrenti affrontano le nomination che riguardano tutti (ad eccezione di Anita e Sergio, già nominati, e di Beatrice e Rosy, già finaliste): tornano nuovamente i piramidali, per cui la nomination in confessionale corrisponde al piramidale col fondo rosso mentre quella palese al piramidale col fondo nero. Le due concorrenti più votate risultano essere Greta e Simona.
- Giorno 190: Anita, Greta, Sergio e Simona sono i nominati della puntata: con il 20% dei voti, Anita risulta essere la meno votata e pertanto deve abbandonare la casa. A sorpresa, ai concorrenti viene chiesto di votare per chi vorrebbero mandare in finale: i più votati risultano essere Giuseppe e Paolo. Alfonso Signorini rivela ai due che il televoto che stanno per affrontare è a doppio esito, per cui il più votato sarà eletto come terzo finalista mentre il meno votato sarà eliminato: per questo ad entrambi ora spetta la decisione di portare al televoto con loro un altro concorrente. Di comune accordo, i due candidati scelgono di trascinare al televoto Massimiliano. Giuseppe, Massimiliano e Paolo sono i candidati al terzo posto da finalista: con il 46% delle preferenze, Massimiliano risulta essere il più votato per cui viene designato come terzo finalista della diciassettesima edizione del Grande Fratello; di contro, con il 14% dei voti, Paolo risulta essere il meno votato per cui deve abbandonare la casa. I concorrenti affrontano le ultime nomination di questa edizione, per cui sono tutti nominabili ad eccezione di Beatrice, Rosy e Massimiliano (in quanto già finalisti): tornano nuovamente i piramidali, per cui la nomination in confessionale corrisponde al piramidale col fondo rosso mentre quella palese al piramidale col fondo nero. I più votati risultano essere Alessio, Federico e Simona.
- Giorno 193: Per la prima volta nella storia del Grande Fratello, 11 concorrenti raggiungono la semifinale. Alessio, Federico e Simona sono i nominati della puntata: con il 18% dei voti, Alessio risulta essere il meno votato e pertanto deve abbandonare la casa. Prima nomination a sorpresa all'interno della casa: a tutti i concorrenti (ad eccezione dei finalisti) viene chiesto di pescare a turno un piramidale, a sorte, fin quando non viene trovato quello con base nera, che condannerà il concorrente al televoto flash. Al candidato viene chiesto di scegliere così una persona da trascinare con se in nomination. I due nominati, di comune accordo, scelgono chi portare al televoto flash insieme a loro, per decretare il quarto finalista e il secondo eliminato di puntata. Sergio pesca il piramidale con fondo nero e decide di portare con sé al televoto Simona; di comune accordo, i due decidono di trascinare Federico al televoto: con il 44% delle preferenze, Simona risulta essere la più votata, per cui viene designata come quarta finalista della diciassettesima edizione del Grande Fratello; di contro, con il 13% dei voti, Federico risulta essere il meno votato per cui deve abbandonare la casa. La puntata prosegue con la seconda nomination a sorpresa (con la stessa modalità della prima). A pescare il piramidale a fondo nero è Giuseppe, che sceglie Greta come seconda persona da portare al televoto; di comune accordo, i due decidono di trascinare al televoto anche Perla: con il 46% delle preferenze, Perla risulta essere la più votata, per cui viene designata come quinta finalista della diciassettesima edizione del Grande Fratello; di contro, con il 24% dei voti, Giuseppe risulta essere il meno votato per cui deve abbandonare la casa. Letizia (che non è stata scelta per nessun televoto), Greta e Sergio (che non hanno né vinto né perso i rispettivi televoti) sono di conseguenza gli ultimi tre concorrenti a giocarsi l'ultimo posto in finale, per cui viene aperto un televoto tra loro tre per designare il sesto ed ultimo finalista della diciassettesima edizione del Grande Fratello.
- Giorno 197: Greta, Letizia e Sergio sono i nominati per il sesto posto da finalista: con il 54% dei voti, Letizia viene eletta come sesta, nonché ultima, finalista della diciassettesima edizione del Grande Fratello; di contro, Sergio e Greta, rispettivamente con il 37% e il 9% dei voti, abbandonano definitivamente la casa. Con cinque donne su sei finalisti, questa è la prima edizione nella storia del Grande Fratello in cui un solo uomo sia arrivato in finale. Lo svolgimento della finale prevede che i sei finalisti vengano sottoposti al giudizio del televoto flash, tramite due sfide a tre ad eliminazione diretta: i primi tre concorrenti eletti finalisti, ovvero Beatrice, Massimiliano e Rosy (nella prima sfida), e le restanti tre, cioè Letizia, Perla e Simona (nella seconda sfida). Al termine della prima sfida, con il 16% dei voti, Massimiliano è definitivamente eliminato, classificandosi sesto, mentre Beatrice (con il 65%) e Rosy (con il 19%) dei voti proseguono la loro scalata alla vittoria. Con l’eliminazione di Massimiliano, questa è la prima ed unica edizione del Grande Fratello in cui le ultime cinque inquiline a permanere nella casa sono tutte donne, assicurando difatti un podio tutto al femminile, prima volta che ciò accade nella storia del programma. Al termine della seconda sfida, con il 18% dei voti, Letizia è definitivamente eliminata, classificandosi quinta, mentre Simona (con il 24%) e Perla (con il 58%) dei voti proseguono la loro scalata alla vittoria. Le quattro finaliste rimaste, Beatrice, Rosy, Perla e Simona, devono adesso sfidarsi in un ulteriore televoto flash per decretare le due super-finaliste e di conseguenze le ultime due eliminate. I voti ottenuti dalle due vincitrici del primo televoto si sommano al televoto finale per la proclamazione della vincitrice del programma: Simona e Rosy, rispettivamente con l'1% e il 4% dei voti, sono eliminate definitivamente, classificandosi rispettivamente così al quarto e al terzo posto; di contro Perla (con il 53%) e Beatrice (con il 42%) dei voti passano alla sfida finale. Beatrice e Perla si sfidano così nel televoto finale, al quale si sommano i voti del televoto precedente, per decretare la vincitrice del programma: con il 45% dei voti, Beatrice si classifica al secondo posto, ma con il 55% dei voti, è Perla ad essere proclamata vincitrice della diciassettesima edizione del Grande Fratello[76].

## Ospiti
| Puntata    | Messa in onda     | Ospiti |
| ---------- | ----------------- | --- |
| 1          | 11 settembre 2023 | Daniele Zanni, Giampietro Dile |
| 2          | 15 settembre 2023 | Giampiero Mughini, Pina Cardaropoli, Giacomo e Tina Modini |
| 3          | 18 settembre 2023 | Kathrin Freund |
| 4          | 21 settembre 2023 | Sandra Vagnozzi |
| 5          | 25 settembre 2023 | Valentino ed Elia Cisilin |
| 6          | 28 settembre 2023 | Sara Ranconi |
| 7          | 2 ottobre 2023    | Elizabeth La Quosta |
| 8          | 5 ottobre 2023    | Pasqualina Garibaldi |
| 9          | 9 ottobre 2023    | Jane Alexander, Angelo Olivieri |
| 10         | 12 ottobre 2023   | Maria e Francesco Petrone |
| 11         | 16 ottobre 2023   | Genti Baci |
| 12         | 19 ottobre 2023   | Maria Luisa Varrese |
| 13         | 23 ottobre 2023   | Greta Rossetti |
| 14         | 26 ottobre 2023   | – |
| 15         | 30 ottobre 2023   | Gianfranco Pelegri |
| 16         | 2 novembre 2023   | Federica Caputo |
| 17         | 6 novembre 2023   | Alessandro Cisilin, Greta Rossetti, Riccardo Romagnoli |
| 18         | 9 novembre 2023   | Cristina, Cesare, Andrea e Franco Fiordaliso, Anna Menozzi |
| 19         | 13 novembre 2023  | Michela Pandolfi, Perla Vatiero |
| 20         | 16 novembre 2023  | Kathrin Freund |
| 21         | 20 novembre 2023  | Valentina Melis, Mia Varrese, Vincenzo Petrone |
| 22         | 27 novembre 2023  | Greta Rossetti, Davide, Elena e Corrado Chin, Riccardo Romagnoli |
| 23         | 2 dicembre 2023   | Francesco e Pasqualina Garibaldi |
| 24         | 4 dicembre 2023   | Kathrin Freund, Ida e Noah Schwazer |
| 25         | 9 dicembre 2023   | Marcella Brunetti |
| 26         | 11 dicembre 2023  | Valentino ed Elia Cisilin |
| 27         | 16 dicembre 2023  | Chantal Masella, Tiziano e Valeria Fiorvanti, Rettore, Mietta |
| 28         | 23 dicembre 2023  | Romina Giamminelli, Giovanni, Giselle Maria e Pino Maddaloni, Alberto Menozzi, Marcella Bonifacio                                                                           |
| 29         | 30 dicembre 2023  | Alessandro Vatiero, Joshua Kalman, Paolo La Quosta, Sara Ranconi |
| 30         | 8 gennaio 2024    | Radhia La Ferrera, Antonio Varrese |
| 31         | 15 gennaio 2024   | Paolo Alberto Tonoli, Leandro Olivieri |
| 32         | 23 gennaio 2024   | Gianni Maddaloni, Pasqualina e Nicola Garibaldi, Valerio Staffelli, Matilde Zarcone, Alessandro Basile                                                                      |
| 33         | 29 gennaio 2024   | Giuseppe Massaro, Josh Rossetti |
| 34         | 5 febbraio 2024   | Thomas e Samuel La Quosta, Marcelo Pelegri |
| 35         | 12 febbraio 2024  | Loana Vatiero |
| 36         | 14 febbraio 2024  | Edoardo Sanson |
| 37         | 19 febbraio 2024  | – |
| 38         | 21 febbraio 2024  | Giovanni e Ria Bonifacio |
| 39         | 26 febbraio 2024  | Georgia Ambrosoli |
| 40         | 28 febbraio 2024  | Sandra Masella, Mimmo Falsone |
| 41         | 4 marzo 2024      | Monica Varrese |
| 42         | 7 marzo 2024      | Carla Massaro |
| 43         | 11 marzo 2024     | Paolo La Quosta, Bianca Olivieri, Sandra Masella, Sara Ronconi |
| 44         | 14 marzo 2024     | Marcella Bonifacio, Loana Vatiero, Mattia Fornari, Cristiano Malgioglio |
| 45         | 18 marzo 2024     | Antonio, Noemi ed Elisa Garibaldi |
| Semifinale | 21 marzo 2024     | Yung Gi |
| Finale     | 25 marzo 2024     | Valentina Melis, Mia Varrese, Alessandro, Valentino ed Elia Cisilin, Paolo, Elizabeth, Thomas e Samuel La Quosta, Luisa Tagli, Sara Ronconi, Annie Mazzola, Andrea Dianetti |

## Ascolti

### Prima serata
| Puntata    | Messa in onda     | Telespettatori | Share  |
| ---------- | ----------------- | -------------- | ------ |
| 1          | 11 settembre 2023 | 2 994 000      | 23,01% |
| 2          | 15 settembre 2023 | 2 008 000      | 16,12% |
| 3          | 18 settembre 2023 | 2 199 000      | 18,02% |
| 4          | 21 settembre 2023 | 2 076 000      | 16,87% |
| 5          | 25 settembre 2023 | 2 462 000      | 18,23% |
| 6          | 28 settembre 2023 | 2 029 000      | 16,36% |
| 7          | 2 ottobre 2023    | 2 292 000      | 17,85% |
| 8          | 5 ottobre 2023    | 2 189 000      | 16,65% |
| 9          | 9 ottobre 2023    | 2 435 000      | 17,88% |
| 10         | 12 ottobre 2023   | 2 141 000      | 16,46% |
| 11         | 16 ottobre 2023   | 2 506 000      | 17,91% |
| 12         | 19 ottobre 2023   | 2 530 000      | 18,72% |
| 13         | 23 ottobre 2023   | 2 797 000      | 20,09% |
| 14         | 26 ottobre 2023   | 2 323 000      | 17,06% |
| 15         | 30 ottobre 2023   | 2 271 000      | 17,70% |
| 16         | 2 novembre 2023   | 2 342 000      | 17,38% |
| 17         | 6 novembre 2023   | 2 716 000      | 20,46% |
| 18         | 9 novembre 2023   | 2 512 000      | 18,48% |
| 19         | 13 novembre 2023  | 2 653 000      | 19,56% |
| 20         | 16 novembre 2023  | 2 723 000      | 19,22% |
| 21         | 20 novembre 2023  | 2 593 000      | 18,85% |
| 22         | 27 novembre 2023  | 2 809 000      | 21,16% |
| 23         | 2 dicembre 2023   | 2 181 000      | 16,90% |
| 24         | 4 dicembre 2023   | 2 779 000      | 21,17% |
| 25         | 9 dicembre 2023   | 2 362 000      | 17,88% |
| 26         | 11 dicembre 2023  | 2 905 000      | 22,35% |
| 27         | 16 dicembre 2023  | 2 290 000      | 17,82% |
| 28         | 23 dicembre 2023  | 2 037 000      | 15,59% |
| 29         | 30 dicembre 2023  | 2 612 000      | 21,01% |
| 30         | 8 gennaio 2024    | 2 562 000      | 18,41% |
| 31         | 15 gennaio 2024   | 2 541 000      | 19,35% |
| 32         | 23 gennaio 2024   | 2 508 000      | 18,97% |
| 33         | 29 gennaio 2024   | 2 611 000      | 20,53% |
| 34         | 5 febbraio 2024   | 2 419 000      | 19,57% |
| 35         | 12 febbraio 2024  | 2 407 000      | 18,30% |
| 36         | 14 febbraio 2024  | 2 147 000      | 17,28% |
| 37         | 19 febbraio 2024  | 2 550 000      | 19,60% |
| 38         | 21 febbraio 2024  | 2 218 000      | 17,50% |
| 39         | 26 febbraio 2024  | 2 528 000      | 19,45% |
| 40         | 28 febbraio 2024  | 2 239 000      | 16,51% |
| 41         | 4 marzo 2024      | 2 432 000      | 17,95% |
| 42         | 7 marzo 2024      | 2 126 000      | 15,22% |
| 43         | 11 marzo 2024     | 2 278 000      | 17,61% |
| 44         | 14 marzo 2024     | 2 372 000      | 18,39% |
| 45         | 18 marzo 2024     | 2 617 000      | 19,54% |
| Semifinale | 21 marzo 2024     | 2 519 000      | 18,95% |
| Finale     | 25 marzo 2024     | 3 039 000      | 23,87% |
| Media      | Media             | 2 440 000      | 18,59% |

### Ascolti giornalieri

#### Canale 5
In questa tabella sono indicati i risultati in termini di ascolto delle strisce quotidiane andate in onda dal 12 settembre 2023 al 25 marzo 2024 su Canale 5:
- dal lunedì al venerdì alle 16:10 (dal 12 al 22 settembre 2023);
- dal lunedì al venerdì alle 10:55 (dal 25 settembre 2023 al 25 marzo 2024);
- dal lunedì al venerdì alle 13:40 (dal 25 al 29 settembre 2023) e in seguito dal lunedì al sabato (dal 2 ottobre 2023 al 25 marzo 2024).

|                |       | Martedì            | Martedì            | Martedì            | Mercoledì          | Mercoledì          | Mercoledì          | Giovedì            | Giovedì            | Giovedì            | Venerdì            | Venerdì            | Venerdì            | Sabato             | Sabato             | Sabato             | Lunedì             | Lunedì             | Lunedì             | Media settimanale | Media settimanale |
| Telespettatori | Share | Fonte              | Telespettatori     | Share              | Fonte              | Telespettatori     | Share              | Fonte              | Telespettatori     | Share              | Fonte              | Telespettatori     | Share              | Fonte              | Telespettatori     | Share              | Fonte              | Telespettatori     | Share              |                   |                   |
| -------------- | ----- | ------------------ | ------------------ | ------------------ | ------------------ | ------------------ | ------------------ | ------------------ | ------------------ | ------------------ | ------------------ | ------------------ | ------------------ | ------------------ | ------------------ | ------------------ | ------------------ | ------------------ | ------------------ | ----------------- | ----------------- |
| Settimana 1    | 16:10 | 1 998 000          | 24,29%             | [ 124 ]            | 2 023 000          | 23,60%             | [ 125 ]            | 1 817 000          | 22,20%             | [ 126 ]            | 1 780 000          | 21,50%             | [ 78 ]             | Non andato in onda | Non andato in onda | Non andato in onda | 1 817 000          | 21,50%             | [ 79 ]             | 1 887 000         | 22,62%            |
| Settimana 2    | 16:10 | 1 709 000          | 20,20%             | [ 127 ]            | 1 774 000          | 21,30%             | [ 128 ]            | 2 007 000          | 23,17%             | [ 80 ]             | 1 766 000          | 21,80%             | [ 129 ]            | Non andato in onda | Non andato in onda | Non andato in onda | Non andato in onda | Non andato in onda | Non andato in onda | 1 757 000         | 20,77%            |
| Settimana 2    | 10:55 | Non andati in onda | Non andati in onda | Non andati in onda | Non andati in onda | Non andati in onda | Non andati in onda | Non andati in onda | Non andati in onda | Non andati in onda | Non andati in onda | Non andati in onda | Non andati in onda | Non andato in onda | Non andato in onda | Non andato in onda | 670 000            | 16,00%             | [ 81 ]             | 1 757 000         | 20,77%            |
| Settimana 2    | 13:40 | Non andati in onda | Non andati in onda | Non andati in onda | Non andati in onda | Non andati in onda | Non andati in onda | Non andati in onda | Non andati in onda | Non andati in onda | Non andati in onda | Non andati in onda | Non andati in onda | Non andato in onda | Non andato in onda | Non andato in onda | 2 391 000          | 18,80%             | [ 81 ]             | 1 757 000         | 20,77%            |
| Settimana 3    | 10:55 | 845 000            | 18,80%             | [ 130 ]            | 651 000            | 16,90%             | [ 131 ]            | 814 000            | 21,80%             | [ 82 ]             | 807 000            | 20,80%             | [ 132 ]            | Non andato in onda | Non andato in onda | Non andato in onda | 786 000            | 19,20%             | [ 83 ]             | 1 529 000         | 15,16%            |
| Settimana 3    | 13:40 | 2 367 000          | 18,80%             | [ 130 ]            | 2 222 000          | 18,20%             | [ 131 ]            | 2 326 000          | 19,50%             | [ 82 ]             | 2 297 000          | 19,40%             | [ 132 ]            | Non andato in onda | Non andato in onda | Non andato in onda | 2 177 000          | 18,40%             | [ 83 ]             | 1 529 000         | 15,16%            |
| Settimana 4    | 10:55 | 853 000            | 20,60%             | [ 133 ]            | 757 000            | 18,50%             | [ 134 ]            | 707 000            | 17,80%             | [ 84 ]             | 672 000            | 17,10%             | [ 135 ]            | Non andato in onda | Non andato in onda | Non andato in onda | 767 000            | 17,45%             | [ 85 ]             | 1 613 000         | 18,39%            |
| Settimana 4    | 13:40 | 2 487 000          | 19,80%             | [ 133 ]            | 2 210 000          | 17,30%             | [ 134 ]            | 2 121 000          | 17,90%             | [ 84 ]             | 2 422 000          | 19,70%             | [ 135 ]            | 2 429 000          | 17,80%             | [ 136 ]            | 2 323 000          | 18,36%             | [ 85 ]             | 1 613 000         | 18,39%            |
| Settimana 5    | 10:55 | 687 000            | 16,70%             | [ 137 ]            | 298 000            | 13,60%             | [ 138 ]            | 771 000            | 18,70%             | [ 86 ]             | 658 000            | 17,20%             | [ 139 ]            | Non andato in onda | Non andato in onda | Non andato in onda | 894 000            | 20,40%             | [ 87 ]             | 1 604 000         | 18,36%            |
| Settimana 5    | 13:40 | 2 347 000          | 19,40%             | [ 137 ]            | 2 340 000          | 18,90%             | [ 138 ]            | 2 333 000          | 19,30%             | [ 86 ]             | 2 232 000          | 19,10%             | [ 139 ]            | 2 502 000          | 18,60%             | [ 140 ]            | 2 579 000          | 20,10%             | [ 87 ]             | 1 604 000         | 18,36%            |
| Settimana 6    | 10:55 | 859 000            | 18,40%             | [ 141 ]            | 800 000            | 18,10%             | [ 142 ]            | 730 000            | 15,70%             | [ 88 ]             | 737 000            | 17,70%             | [ 143 ]            | Non andato in onda | Non andato in onda | Non andato in onda | 672 000            | 15,46%             | [ 89 ]             | 1 681 000         | 18,13%            |
| Settimana 6    | 13:40 | 2 402 000          | 18,90%             | [ 141 ]            | 2 596 000          | 19,90%             | [ 142 ]            | 2 505 000          | 19,90%             | [ 88 ]             | 2 584 000          | 19,60%             | [ 143 ]            | 2 297 000          | 17,50%             | [ 144 ]            | 2 316 000          | 18,25%             | [ 89 ]             | 1 681 000         | 18,13%            |
| Settimana 7    | 10:55 | 743 000            | 14,90%             | [ 145 ]            | 776 000            | 17,80%             | [ 146 ]            | 838 000            | 18,80%             | [ 90 ]             | 1 003 000          | 20,80%             | [ 147 ]            | Non andato in onda | Non andato in onda | Non andato in onda | 815 000            | 17,30%             | [ 91 ]             | 1 749 000         | 18,96%            |
| Settimana 7    | 13:40 | 2 818 000          | 21,30%             | [ 145 ]            | 2 363 000          | 18,50%             | [ 146 ]            | 2 441 000          | 18,90%             | [ 90 ]             | 2 389 000          | 18,90%             | [ 147 ]            | 2 648 000          | 18,70%             | [ 148 ]            | 2 408 000          | 18,60%             | [ 91 ]             | 1 749 000         | 18,96%            |
| Settimana 8    | 10:55 | 784 000            | 16,90%             | [ 149 ]            | 896 000            | 13,70%             | [ 150 ]            | 888 000            | 17,50%             | [ 92 ]             | 974 000            | 16,80%             | [ 151 ]            | Non andato in onda | Non andato in onda | Non andato in onda | 689 000            | 15,50%             | [ 93 ]             | 1 755 000         | 17,51%            |
| Settimana 8    | 13:40 | 2 385 000          | 18,30%             | [ 149 ]            | 2 387 000          | 17,80%             | [ 150 ]            | 2 720 000          | 19,80%             | [ 92 ]             | 2 626 000          | 19,20%             | [ 151 ]            | 2 588 000          | 18,60%             | [ 152 ]            | 2 372 000          | 18,50%             | [ 93 ]             | 1 755 000         | 17,51%            |
| Settimana 9    | 10:55 | 679 000            | 16,80%             | [ 153 ]            | 690 000            | 17,70%             | [ 154 ]            | 737 000            | 16,80%             | [ 94 ]             | 795 000            | 18,60%             | [ 155 ]            | Non andato in onda | Non andato in onda | Non andato in onda | 777 000            | 17,90%             | [ 95 ]             | 1 658 000         | 18,26%            |
| Settimana 9    | 13:40 | 2 411 000          | 19,00%             | [ 153 ]            | 2 566 000          | 18,80%             | [ 154 ]            | 2 351 000          | 19,40%             | [ 94 ]             | 2 510 000          | 19,20%             | [ 155 ]            | 2 468 000          | 18,50%             | [ 156 ]            | 2 259 000          | 18,20%             | [ 95 ]             | 1 658 000         | 18,26%            |
| Settimana 10   | 10:55 | 807 000            | 17,50%             | [ 157 ]            | 634 000            | 14,50%             | [ 158 ]            | 700 000            | 15,70%             | [ 96 ]             | 856 000            | 19,30%             | [ 159 ]            | Non andato in onda | Non andato in onda | Non andato in onda | 754 000            | 16,00%             | [ 97 ]             | 1 627 000         | 17,44%            |
| Settimana 10   | 13:40 | 2 389 000          | 18,70%             | [ 157 ]            | 2 259 000          | 18,40%             | [ 158 ]            | 2 393 000          | 19,10%             | [ 96 ]             | 2 274 000          | 17,80%             | [ 159 ]            | 2 455 000          | 16,80%             | [ 160 ]            | 2 382 000          | 18,00%             | [ 97 ]             | 1 627 000         | 17,44%            |
| Settimana 11   | 10:55 | 709 000            | 15,32%             | [ 161 ]            | 788 000            | 15,70%             | [ 162 ]            | 874 000            | 18,20%             | [ 163 ]            | 864 000            | 17,90%             | [ 164 ]            | Non andato in onda | Non andato in onda | Non andato in onda | 920 000            | 18,20%             | [ 98 ]             | 1 672 000         | 17,46%            |
| Settimana 11   | 13:40 | 2 428 000          | 18,40%             | [ 161 ]            | 2 403 000          | 18,70%             | [ 162 ]            | 2 179 000          | 17,10%             | [ 163 ]            | 2 275 000          | 18,60%             | [ 164 ]            | 2 514 000          | 15,60%             | [ 165 ]            | 2 438 000          | 18,30%             | [ 98 ]             | 1 672 000         | 17,46%            |
| Settimana 12   | 10:55 | 903 000            | 18,10%             | [ 166 ]            | 747 000            | 16,90%             | [ 167 ]            | 826 000            | 15,50%             | [ 168 ]            | 734 000            | 18,50%             | [ 169 ]            | Non andato in onda | Non andato in onda | Non andato in onda | 957 000            | 19,90%             | [ 100 ]            | 1 703 000         | 18,10%            |
| Settimana 12   | 13:40 | 2 391 000          | 18,50%             | [ 166 ]            | 2 580 000          | 19,80%             | [ 167 ]            | 2 677 000          | 19,60%             | [ 168 ]            | 2 178 000          | 17,90%             | [ 169 ]            | 2 567 000          | 17,70%             | [ 99 ]             | 2 174 000          | 16,70%             | [ 100 ]            | 1 703 000         | 18,10%            |
| Settimana 13   | 10:55 | Non andato in onda | Non andato in onda | Non andato in onda | 883 000            | 19,00%             | [ 170 ]            | 784 000            | 19,20%             | [ 171 ]            | 877 000            | 14,90%             | [ 172 ]            | Non andato in onda | Non andato in onda | Non andato in onda | 873 000            | 19,70%             | [ 102 ]            | 1 745 000         | 17,86%            |
| Settimana 13   | 13:40 | 2 528 000          | 19,40%             | [ 173 ]            | 2 385 000          | 18,80%             | [ 170 ]            | 2 379 000          | 18,60%             | [ 171 ]            | 1 889 000          | 14,00%             | [ 172 ]            | 2 466 000          | 16,90%             | [ 101 ]            | 2 348 000          | 18,10%             | [ 102 ]            | 1 745 000         | 17,86%            |
| Settimana 14   | 10:55 | 900 000            | 20,40%             | [ 174 ]            | 756 000            | 17,10%             | [ 175 ]            | 864 000            | 18,90%             | [ 176 ]            | 787 000            | 17,90%             | [ 177 ]            | Non andato in onda | Non andato in onda | Non andato in onda | 832 000            | 18,20%             | [ 178 ]            | 1 685 000         | 18,59%            |
| Settimana 14   | 13:40 | 2 487 000          | 19,70%             | [ 174 ]            | 2 246 000          | 17,57%             | [ 175 ]            | 2 243 000          | 17,80%             | [ 176 ]            | 2 496 000          | 19,80%             | [ 177 ]            | 2 466 000          | 17,80%             | [ 103 ]            | 2 459 000          | 19,40%             | [ 178 ]            | 1 685 000         | 18,59%            |
| Settimana 15   | 10:55 | 740 000            | 18,10%             | [ 179 ]            | 806 000            | 17,70%             | [ 180 ]            | 692 000            | 16,10%             | [ 181 ]            | 578 000            | 16,60%             | [ 182 ]            | Non andato in onda | Non andato in onda | Non andato in onda | Non andati in onda | Non andati in onda | Non andati in onda | 1 589 000         | 17,80%            |
| Settimana 15   | 13:40 | 2 291 000          | 18,70%             | [ 179 ]            | 2 466 000          | 19,90%             | [ 180 ]            | 2 111 000          | 16,80%             | [ 181 ]            | 2 364 000          | 19,70%             | [ 182 ]            | 2 256 000          | 16,60%             | [ 104 ]            | Non andati in onda | Non andati in onda | Non andati in onda | 1 589 000         | 17,80%            |
| Settimana 16   | 10:55 | Non andato in onda | Non andato in onda | Non andato in onda |                    | %                  |                    |                    | %                  |                    |                    | %                  |                    | Non andati in onda | Non andati in onda | Non andati in onda | Non andati in onda | Non andati in onda | Non andati in onda |                   | %                 |
| Settimana 16   | 13:40 |                    | %                  |                    |                    | %                  |                    | %                  |                    | %                  |                    | %                  |                    |                    | %                  |                    |                    |                    |                    |                   | %                 |
| Settimana 17   | 10:55 |                    | %                  |                    |                    | %                  |                    |                    | %                  |                    |                    | %                  |                    | Non andato in onda | Non andato in onda | Non andato in onda |                    | %                  |                    |                   | %                 |
| Settimana 17   | 13:40 |                    | %                  |                    | %                  |                    | %                  |                    | %                  |                    | %                  |                    |                    | %                  |                    |                    |                    |                    |                    |                   | %                 |
| Settimana 18   | 10:55 |                    | %                  |                    |                    | %                  |                    |                    | %                  |                    |                    | %                  |                    | Non andato in onda | Non andato in onda | Non andato in onda |                    | %                  |                    |                   | %                 |
| Settimana 18   | 13:40 |                    | %                  |                    | %                  |                    | %                  |                    | %                  |                    | %                  |                    |                    | %                  |                    |                    |                    |                    |                    |                   | %                 |
| Settimana 19   | 10:55 |                    | %                  |                    |                    | %                  |                    |                    | %                  |                    |                    | %                  |                    | Non andato in onda | Non andato in onda | Non andato in onda |                    | %                  |                    |                   | %                 |
| Settimana 19   | 13:40 |                    | %                  |                    | %                  |                    | %                  |                    | %                  |                    | %                  |                    |                    | %                  |                    |                    |                    |                    |                    |                   | %                 |
| Settimana 20   | 10:55 |                    | %                  |                    |                    | %                  |                    |                    | %                  |                    |                    | %                  |                    | Non andato in onda | Non andato in onda | Non andato in onda |                    | %                  |                    |                   | %                 |
| Settimana 20   | 13:40 |                    | %                  |                    | %                  |                    | %                  |                    | %                  |                    | %                  |                    |                    | %                  |                    |                    |                    |                    |                    |                   | %                 |
| Settimana 21   | 10:55 |                    | %                  |                    |                    | %                  |                    |                    | %                  |                    |                    | %                  |                    | Non andato in onda | Non andato in onda | Non andato in onda |                    | %                  |                    |                   | %                 |
| Settimana 21   | 13:40 |                    | %                  |                    | %                  |                    | %                  |                    | %                  |                    | %                  |                    |                    | %                  |                    |                    |                    |                    |                    |                   | %                 |
| Settimana 22   | 10:55 |                    | %                  |                    |                    | %                  |                    |                    | %                  |                    |                    | %                  |                    | Non andato in onda | Non andato in onda | Non andato in onda |                    | %                  |                    |                   | %                 |
| Settimana 22   | 13:40 |                    | %                  |                    | %                  |                    | %                  |                    | %                  |                    | %                  |                    |                    | %                  |                    |                    |                    |                    |                    |                   | %                 |
| Settimana 23   | 10:55 |                    | %                  |                    |                    | %                  |                    |                    | %                  |                    |                    | %                  |                    | Non andato in onda | Non andato in onda | Non andato in onda |                    | %                  |                    |                   | %                 |
| Settimana 23   | 13:40 |                    | %                  |                    | %                  |                    | %                  |                    | %                  |                    | %                  |                    |                    | %                  |                    |                    |                    |                    |                    |                   | %                 |
| Settimana 24   | 10:55 |                    | %                  |                    |                    | %                  |                    |                    | %                  |                    |                    | %                  |                    | Non andato in onda | Non andato in onda | Non andato in onda |                    | %                  |                    |                   | %                 |
| Settimana 24   | 13:40 |                    | %                  |                    | %                  |                    | %                  |                    | %                  |                    | %                  |                    |                    | %                  |                    |                    |                    |                    |                    |                   | %                 |
| Settimana 25   | 10:55 |                    | %                  |                    |                    | %                  |                    |                    | %                  |                    |                    | %                  |                    | Non andato in onda | Non andato in onda | Non andato in onda |                    | %                  |                    |                   | %                 |
| Settimana 25   | 13:40 |                    | %                  |                    | %                  |                    | %                  |                    | %                  |                    | %                  |                    |                    | %                  |                    |                    |                    |                    |                    |                   | %                 |
| Settimana 26   | 10:55 |                    | %                  |                    |                    | %                  |                    |                    | %                  |                    |                    | %                  |                    | Non andato in onda | Non andato in onda | Non andato in onda |                    | %                  |                    |                   | %                 |
| Settimana 26   | 13:40 |                    | %                  |                    | %                  |                    | %                  |                    | %                  |                    | %                  |                    |                    | %                  |                    |                    |                    |                    |                    |                   | %                 |
| Settimana 27   | 10:55 |                    | %                  |                    |                    | %                  |                    |                    | %                  |                    |                    | %                  |                    | Non andato in onda | Non andato in onda | Non andato in onda |                    | %                  |                    |                   | %                 |
| Settimana 27   | 13:40 |                    | %                  |                    | %                  |                    | %                  |                    | %                  |                    | %                  |                    |                    | %                  |                    |                    |                    |                    |                    |                   | %                 |
| Settimana 28   | 10:55 |                    | %                  |                    |                    | %                  |                    |                    | %                  |                    |                    | %                  |                    | Non andato in onda | Non andato in onda | Non andato in onda |                    | %                  |                    |                   | %                 |
| Settimana 28   | 13:40 |                    | %                  |                    | %                  |                    | %                  |                    | %                  |                    | %                  |                    |                    | %                  |                    |                    |                    |                    |                    |                   | %                 |
| Media          | Media | Media              | Media              | Media              | Media              | Media              | Media              | Media              | Media              | Media              | Media              | Media              | Media              | Media              | Media              | Media              | Media              | Media              | Media              | 1 683 000         | 18,36%            |

#### Italia 1
In questa tabella sono indicati i risultati in termini di ascolto delle strisce quotidiane andate in onda dal 13 settembre 2023 al 25 marzo 2024 su Italia 1:
- dal lunedì al venerdì alle 13:00 (dal 13 settembre 2023 al 25 marzo 2024);
- tutti i giorni alle 12:15 e alle 18:15 (dal 25 settembre 2023 al 25 marzo 2024).

| Italia 1     | Italia 1 | Martedì            | Martedì            | Martedì            | Mercoledì          | Mercoledì          | Mercoledì          | Giovedì            | Giovedì            | Giovedì            | Venerdì            | Venerdì            | Venerdì            | Sabato             | Sabato             | Sabato             | Domenica           | Domenica           | Domenica           | Lunedì         | Lunedì | Lunedì  | Media settimanale | Media settimanale |
| Italia 1     | Italia 1 | Telespettatori     | Share              | Fonte              | Telespettatori     | Share              | Fonte              | Telespettatori     | Share              | Fonte              | Telespettatori     | Share              | Fonte              | Telespettatori     | Share              | Fonte              | Telespettatori     | Share              | Fonte              | Telespettatori | Share  | Fonte   | Telespettatori    | Share             |
| ------------ | -------- | ------------------ | ------------------ | ------------------ | ------------------ | ------------------ | ------------------ | ------------------ | ------------------ | ------------------ | ------------------ | ------------------ | ------------------ | ------------------ | ------------------ | ------------------ | ------------------ | ------------------ | ------------------ | -------------- | ------ | ------- | ----------------- | ----------------- |
| Settimana 1  | 13:00    | Non andato in onda | Non andato in onda | Non andato in onda | 558 000            | 5,00%              | [ 125 ]            | 668 000            | 6,20%              | [ 126 ]            | 696 000            | 6,50%              | [ 78 ]             | Non andati in onda | Non andati in onda | Non andati in onda | Non andati in onda | Non andati in onda | Non andati in onda | 683 000        | 5,90%  | [ 79 ]  | 651 000           | 5,90%             |
| Settimana 2  | 13:00    | 580 000            | 5,30%              | [ 127 ]            | 650 000            | 5,80%              | [ 128 ]            | 546 000            | 4,87%              | [ 80 ]             | 566 000            | 5,00%              | [ 129 ]            | Non andati in onda | Non andati in onda | Non andati in onda | Non andati in onda | Non andati in onda | Non andati in onda | 571 000        | 5,00%  | [ 81 ]  | 475 000           | 4,48%             |
| Settimana 2  | 12:15    | Non andati in onda | Non andati in onda | Non andati in onda | Non andati in onda | Non andati in onda | Non andati in onda | Non andati in onda | Non andati in onda | Non andati in onda | Non andati in onda | Non andati in onda | Non andati in onda | Non andati in onda | Non andati in onda | Non andati in onda | Non andati in onda | Non andati in onda | Non andati in onda | 268 000        | 3,30%  | [ 81 ]  | 475 000           | 4,48%             |
| Settimana 2  | 18:15    | Non andati in onda | Non andati in onda | Non andati in onda | Non andati in onda | Non andati in onda | Non andati in onda | Non andati in onda | Non andati in onda | Non andati in onda | Non andati in onda | Non andati in onda | Non andati in onda | Non andati in onda | Non andati in onda | Non andati in onda | Non andati in onda | Non andati in onda | Non andati in onda | 241 000        | 2,60%  | [ 81 ]  | 475 000           | 4,48%             |
| Settimana 3  | 12:15    | 434 000            | 5,20%              | [ 130 ]            | 358 000            | 4,70%              | [ 131 ]            | 273 000            | 3,50%              | [ 82 ]             | 243 000            | 3,30%              | [ 132 ]            | 183 000            | 2,30%              | [ 183 ]            | 255 000            | 2,80%              | [ 184 ]            | 260 000        | 3,50%  | [ 83 ]  | 336 000           | 3,62%             |
| Settimana 3  | 13:00    | 600 000            | 5,30%              | [ 130 ]            | 643 000            | 5,80%              | [ 131 ]            | 567 000            | 5,20%              | [ 82 ]             | 598 000            | 5,60%              | [ 132 ]            | Non andato in onda | Non andato in onda | [ 183 ]            | Non andato in onda | Non andato in onda | [ 184 ]            | 538 000        | 5,00%  | [ 83 ]  | 336 000           | 3,62%             |
| Settimana 3  | 18:15    | 182 000            | 2,00%              | [ 130 ]            | 228 000            | 2,60%              | [ 131 ]            | 168 000            | 2,00%              | [ 82 ]             | 219 000            | 2,60%              | [ 132 ]            | 240 000            | 2,90%              | [ 183 ]            | 187 000            | 2,00%              | [ 184 ]            | 212 000        | 2,50%  | [ 83 ]  | 336 000           | 3,62%             |
| Settimana 4  | 12:15    | 285 000            | 3,60%              | [ 133 ]            | 267 000            | 3,40%              | [ 134 ]            | 320 000            | 4,10%              | [ 84 ]             | 215 000            | 2,80%              | [ 135 ]            | 191 000            | 2,40%              | [ 136 ]            | 268 000            | 3,00%              | [ 185 ]            | 290 000        | 3,44%  | [ 85 ]  | 317 000           | 3,36%             |
| Settimana 4  | 13:00    | 522 000            | 4,70%              | [ 133 ]            | 555 000            | 4,90%              | [ 134 ]            | 517 000            | 4,90%              | [ 84 ]             | 477 000            | 4,50%              | [ 135 ]            | Non andato in onda | Non andato in onda | [ 136 ]            | Non andato in onda | Non andato in onda | [ 185 ]            | 703 000        | 6,00%  | [ 85 ]  | 317 000           | 3,36%             |
| Settimana 4  | 18:15    | 185 000            | 2,10%              | [ 133 ]            | 231 000            | 2,70%              | [ 134 ]            | 222 000            | 2,70%              | [ 84 ]             | 250 000            | 2,90%              | [ 135 ]            | 122 000            | 1,40%              | [ 136 ]            | 169 000            | 1,70%              | [ 185 ]            | 236 000        | 2,70%  | [ 85 ]  | 317 000           | 3,36%             |
| Settimana 5  | 12:15    | 238 000            | 3,10%              | [ 137 ]            | 282 000            | 3,70%              | [ 138 ]            | 252 000            | 3,20%              | [ 86 ]             | 226 000            | 3,40%              | [ 139 ]            | 173 000            | 2,30%              | [ 140 ]            | 275 000            | 3,00%              | [ 186 ]            | 322 000        | 3,80%  | [ 87 ]  | 319 000           | 3,31%             |
| Settimana 5  | 13:00    | 555 000            | 5,10%              | [ 137 ]            | 575 000            | 5,10%              | [ 138 ]            | 518 000            | 4,70%              | [ 86 ]             | 502 000            | 4,70%              | [ 139 ]            | Non andato in onda | Non andato in onda | [ 140 ]            | Non andato in onda | Non andato in onda | [ 186 ]            | 553 000        | 4,70%  | [ 87 ]  | 319 000           | 3,31%             |
| Settimana 5  | 18:15    | 307 000            | 3,40%              | [ 137 ]            | 147 000            | 1,60%              | [ 138 ]            | 197 000            | 2,30%              | [ 86 ]             | 182 000            | 2,00%              | [ 139 ]            | 134 000            | 1,60%              | [ 140 ]            | 279 000            | 2,50%              | [ 186 ]            | 277 000        | 2,60%  | [ 87 ]  | 319 000           | 3,31%             |
| Settimana 6  | 12:15    | 264 000            | 3,10%              | [ 141 ]            | 305 000            | 3,70%              | [ 142 ]            | 308 000            | 3,80%              | [ 88 ]             | 296 000            | 3,60%              | [ 143 ]            | 204 000            | 3,00%              | [ 144 ]            | 226 000            | 2,30%              | [ 187 ]            | 227 000        | 2,86%  | [ 89 ]  | 314 000           | 3,18%             |
| Settimana 6  | 13:00    | 495 000            | 4,30%              | [ 141 ]            | 583 000            | 5,10%              | [ 142 ]            | 520 000            | 4,50%              | [ 88 ]             | 469 000            | 4,10%              | [ 143 ]            | Non andato in onda | Non andato in onda | [ 144 ]            | Non andato in onda | Non andato in onda | [ 187 ]            | 645 000        | 5,66%  | [ 89 ]  | 314 000           | 3,18%             |
| Settimana 6  | 18:15    | 223 000            | 2,20%              | [ 141 ]            | 216 000            | 2,10%              | [ 142 ]            | 209 000            | 2,00%              | [ 88 ]             | 221 000            | 2,70%              | [ 143 ]            | 131 000            | 1,40%              | [ 144 ]            | 134 000            | 1,20%              | [ 187 ]            | 290 000        | 2,77%  | [ 89 ]  | 314 000           | 3,18%             |
| Settimana 7  | 12:15    | 300 000            | 3,40%              | [ 145 ]            | 344 000            | 4,00%              | [ 146 ]            | 406 000            | 5,00%              | [ 90 ]             | 244 000            | 3,00%              | [ 147 ]            | 258 000            | 3,20%              | [ 148 ]            | 307 000            | 3,10%              | [ 188 ]            | 373 000        | 4,30%  | [ 91 ]  | 382 000           | 3,68%             |
| Settimana 7  | 13:00    | 589 000            | 5,00%              | [ 145 ]            | 595 000            | 5,10%              | [ 146 ]            | 636 000            | 5,50%              | [ 90 ]             | 659 000            | 5,80%              | [ 147 ]            | Non andato in onda | Non andato in onda | [ 148 ]            | Non andato in onda | Non andato in onda | [ 188 ]            | 618 000        | 5,20%  | [ 91 ]  | 382 000           | 3,68%             |
| Settimana 7  | 18:15    | 352 000            | 3,20%              | [ 145 ]            | 298 000            | 2,80%              | [ 146 ]            | 252 000            | 2,40%              | [ 90 ]             | 194 000            | 1,90%              | [ 147 ]            | 216 000            | 2,10%              | [ 148 ]            | 329 000            | 2,50%              | [ 188 ]            | 299 000        | 2,50%  | [ 91 ]  | 382 000           | 3,68%             |
| Settimana 8  | 12:15    | 312 000            | 4,30%              | [ 149 ]            | 304 000            | 2,80%              | [ 150 ]            | 282 000            | 3,70%              | [ 92 ]             | 255 000            | 3,60%              | [ 151 ]            | 299 000            | 3,90%              | [ 152 ]            | 189 000            | 2,00%              | [ 189 ]            | 306 000        | 3,80%  | [ 93 ]  | 387 000           | 3,78%             |
| Settimana 8  | 13:00    | 645 000            | 5,60%              | [ 149 ]            | 565 000            | 4,40%              | [ 150 ]            | 650 000            | 5,30%              | [ 92 ]             | 610 000            | 5,00%              | [ 151 ]            | Non andato in onda | Non andato in onda | [ 152 ]            | Non andato in onda | Non andato in onda | [ 189 ]            | 578 000        | 5,90%  | [ 93 ]  | 387 000           | 3,78%             |
| Settimana 8  | 18:15    | Non andati in onda | Non andati in onda | Non andati in onda | Non andati in onda | Non andati in onda | Non andati in onda | Non andati in onda | Non andati in onda | Non andati in onda | 347 000            | 3,30%              | [ 151 ]            | 341 000            | 2,80%              | [ 152 ]            | 308 000            | 2,20%              | [ 189 ]            | 336 000        | 2,80%  | [ 93 ]  | 387 000           | 3,78%             |
| Settimana 9  | 12:15    | 111 000            | 3,20%              | [ 153 ]            | 299 000            | 3,60%              | [ 154 ]            | 489 000            | 4,40%              | [ 94 ]             | 342 000            | 4,20%              | [ 155 ]            | 271 000            | 3,00%              | [ 156 ]            | 156 000            | 2,20%              | [ 190 ]            | 302 000        | 4,20%  | [ 95 ]  | 351 000           | 3,51%             |
| Settimana 9  | 13:00    | 401 000            | 4,70%              | [ 153 ]            | 583 000            | 5,00%              | [ 154 ]            | 489 000            | 4,40%              | [ 94 ]             | 518 000            | 4,50%              | [ 155 ]            | Non andato in onda | Non andato in onda | [ 156 ]            | Non andato in onda | Non andato in onda | [ 190 ]            | 552 000        | 4,80%  | [ 95 ]  | 351 000           | 3,51%             |
| Settimana 9  | 18:15    | 339 000            | 2,90%              | [ 153 ]            | 325 000            | 2,80%              | [ 154 ]            | 392 000            | 3,30%              | [ 94 ]             | 302 000            | 2,70%              | [ 155 ]            | 336 000            | 2,90%              | [ 156 ]            | 185 000            | 1,30%              | [ 190 ]            | 285 000        | 2,60%  | [ 95 ]  | 351 000           | 3,51%             |
| Settimana 10 | 12:15    | 303 000            | 3,70%              | [ 157 ]            | 284 000            | 3,60%              | [ 158 ]            | 300 000            | 4,20%              | [ 96 ]             | 179 000            | 2,90%              | [ 159 ]            | 188 000            | 2,50%              | [ 160 ]            | 246 000            | 2,30%              | [ 191 ]            | 163 000        | 3,00%  | [ 97 ]  | 350 000           | 3,42%             |
| Settimana 10 | 13:00    | 548 000            | 4,80%              | [ 157 ]            | 568 000            | 5,00%              | [ 158 ]            | 614 000            | 5,50%              | [ 96 ]             | 707 000            | 6,10%              | [ 159 ]            | Non andato in onda | Non andato in onda | [ 160 ]            | Non andato in onda | Non andato in onda | [ 191 ]            | 491 000        | 4,20%  | [ 97 ]  | 350 000           | 3,42%             |
| Settimana 10 | 18:15    | 311 000            | 2,70%              | [ 157 ]            | 332 000            | 2,70%              | [ 158 ]            | 286 000            | 3,00%              | [ 96 ]             | 337 000            | 3,00%              | [ 159 ]            | 216 000            | 1,70%              | [ 160 ]            | 351 000            | 2,10%              | [ 191 ]            | 243 000        | 1,90%  | [ 97 ]  | 350 000           | 3,42%             |
| Settimana 11 | 12:15    | 172 000            | 2,10%              | [ 161 ]            | 166 000            | 3,00%              | [ 162 ]            | 124 000            | 3,10%              | [ 163 ]            | 217 000            | 4,30%              | [ 164 ]            | 171 000            | 1,80%              | [ 165 ]            | 250 000            | 2,40%              | [ 192 ]            | 196 000        | 3,50%  | [ 98 ]  | 337 000           | 3,30%             |
| Settimana 11 | 13:00    | 617 000            | 5,14%              | [ 161 ]            | 490 000            | 4,30%              | [ 162 ]            | 522 000            | 4,40%              | [ 163 ]            | 536 000            | 4,70%              | [ 164 ]            | Non andato in onda | Non andato in onda | [ 165 ]            | Non andato in onda | Non andato in onda | [ 192 ]            | 708 000        | 5,90%  | [ 98 ]  | 337 000           | 3,30%             |
| Settimana 11 | 18:15    | 259 000            | 2,30%              | [ 161 ]            | 275 000            | 2,20%              | [ 162 ]            | 351 000            | 2,80%              | [ 163 ]            | 367 000            | 3,40%              | [ 164 ]            | 288 000            | 2,10%              | [ 165 ]            | 297 000            | 1,90%              | [ 192 ]            | 403 000        | 3,40%  | [ 98 ]  | 337 000           | 3,30%             |
| Settimana 12 | 12:15    | 226 000            | 4,10%              | [ 166 ]            | 189 000            | 2,20%              | [ 167 ]            | 165 000            | 2,10%              | [ 168 ]            | 216 000            | 2,90%              | [ 169 ]            | 312 000            | 3,70%              | [ 99 ]             | 216 000            | 2,70%              | [ 193 ]            | 271 000        | 5,00%  | [ 100 ] | 341 000           | 3,37%             |
| Settimana 12 | 13:00    | 607 000            | 5,10%              | [ 166 ]            | 475 000            | 4,00%              | [ 167 ]            | 629 000            | 5,10%              | [ 168 ]            | 529 000            | 4,60%              | [ 169 ]            | Non andato in onda | Non andato in onda | [ 99 ]             | Non andato in onda | Non andato in onda | [ 193 ]            | 654 000        | 5,60%  | [ 100 ] | 341 000           | 3,37%             |
| Settimana 12 | 18:15    | 263 000            | 2,10%              | [ 166 ]            | 279 000            | 2,30%              | [ 167 ]            | 287 000            | 2,50%              | [ 168 ]            | 323 000            | 3,00%              | [ 169 ]            | 217 000            | 2,20%              | [ 99 ]             | 355 000            | 2,60%              | [ 193 ]            | 283 000        | 2,30%  | [ 100 ] | 341 000           | 3,37%             |
| Settimana 13 | 12:15    | 208 000            | 2,10%              | [ 173 ]            | 229 000            | 4,20%              | [ 170 ]            | 167 000            | 2,40%              | [ 171 ]            | 226 000            | 2,90%              | [ 172 ]            | 154 000            | 2,10%              | [ 101 ]            | 301 000            | 3,20%              | [ 194 ]            | 152 000        | 2,20%  | [ 102 ] |                   | %                 |
| Settimana 13 | 13:00    | 535 000            | 4,40%              | [ 173 ]            | 531 000            | 4,70%              | [ 170 ]            | 487 000            | 4,30%              | [ 171 ]            | 520 000            | 4,00%              | [ 172 ]            | Non andato in onda | Non andato in onda | [ 101 ]            | Non andato in onda | Non andato in onda | [ 194 ]            | 580 000        | 5,00%  | [ 102 ] |                   | %                 |
| Settimana 13 | 18:15    | 319 000            | 2,60%              | [ 173 ]            | 387 000            | 3,60%              | [ 170 ]            | 332 000            | 3,10%              | [ 171 ]            | 431 000            | 3,30%              | [ 172 ]            | 206 000            | 1,70%              | [ 101 ]            | 264 000            | 1,90%              | [ 194 ]            | 322 000        | 2,70%  | [ 102 ] |                   | %                 |
| Settimana 14 | 12:15    | 178 000            | 2,50%              | [ 174 ]            | 137 000            | 1,80%              | [ 175 ]            | 129 000            | 2,40%              | [ 176 ]            | 138 000            | 2,80%              | [ 177 ]            | 104 000            | 1,30%              | [ 103 ]            | 177 000            | 2,00%              | [ 195 ]            | 132 000        | 1,90%  | [ 178 ] |                   | %                 |
| Settimana 14 | 13:00    | 484 000            | 4,30%              | [ 174 ]            | 601 000            | 5,18%              | [ 175 ]            | 567 000            | 4,90%              | [ 176 ]            | 552 000            | 4,90%              | [ 177 ]            | Non andato in onda | Non andato in onda | [ 103 ]            | Non andato in onda | Non andato in onda | [ 195 ]            | 588 000        | 5,10%  | [ 178 ] |                   | %                 |
| Settimana 14 | 18:15    | 298 000            | 2,50%              | [ 174 ]            | 198 000            | 1,70%              | [ 175 ]            | 272 000            | 2,60%              | [ 176 ]            | 289 000            | 2,70%              | [ 177 ]            | 272 000            | 2,20%              | [ 103 ]            | 479 000            | 3,90%              | [ 195 ]            | 249 000        | 2,40%  | [ 178 ] |                   | %                 |
| Settimana 15 | 12:15    | 123 000            | 1,90%              | [ 179 ]            | 186 000            | 2,80%              | [ 180 ]            | 133 000            | 2,00%              | [ 181 ]            | 121 000            | 3,50%              | [ 182 ]            | 178 000            | 2,40%              | [ 104 ]            |                    | %                  |                    |                | %      |         |                   | %                 |
| Settimana 15 | 13:00    | 512 000            | 4,80%              | [ 179 ]            | 518 000            | 4,70%              | [ 180 ]            | 528 000            | 4,80%              | [ 181 ]            | 496 000            | 4,30%              | [ 182 ]            | Non andato in onda | Non andato in onda | [ 104 ]            | Non andato in onda | Non andato in onda |                    | %              |        |         |                   | %                 |
| Settimana 15 | 18:15    | 275 000            | 2,80%              | [ 179 ]            | 342 000            | 3,20%              | [ 180 ]            | 260 000            | 2,40%              | [ 181 ]            | 253 000            | 2,40%              | [ 182 ]            | 302 000            | 2,50%              | [ 104 ]            |                    | %                  |                    | %              |        |         |                   | %                 |
| Settimana 16 | 12:15    |                    | %                  |                    |                    | %                  |                    |                    | %                  |                    |                    | %                  |                    |                    | %                  |                    |                    | %                  |                    |                | %      |         |                   | %                 |
| Settimana 16 | 13:00    |                    | %                  |                    | %                  |                    | %                  |                    | %                  | Non andato in onda | Non andato in onda | Non andato in onda | Non andato in onda |                    | %                  |                    |                    |                    |                    |                |        |         |                   | %                 |
| Settimana 16 | 18:15    |                    | %                  |                    | %                  |                    | %                  |                    | %                  |                    | %                  |                    | %                  |                    | %                  |                    |                    |                    |                    |                |        |         |                   | %                 |
| Settimana 17 | 12:15    |                    | %                  |                    |                    | %                  |                    |                    | %                  |                    |                    | %                  |                    |                    | %                  |                    |                    | %                  |                    |                | %      |         |                   | %                 |
| Settimana 17 | 13:00    |                    | %                  |                    | %                  |                    | %                  |                    | %                  | Non andato in onda | Non andato in onda | Non andato in onda | Non andato in onda |                    | %                  |                    |                    |                    |                    |                |        |         |                   | %                 |
| Settimana 17 | 18:15    |                    | %                  | Non andato in onda | Non andato in onda | Non andato in onda |                    | %                  |                    | %                  |                    | %                  |                    | %                  |                    | %                  |                    |                    |                    |                |        |         |                   | %                 |
| Settimana 18 | 12:15    |                    | %                  |                    |                    | %                  |                    |                    | %                  |                    |                    | %                  |                    |                    | %                  |                    |                    | %                  |                    |                | %      |         |                   | %                 |
| Settimana 18 | 13:00    |                    | %                  |                    | %                  |                    | %                  |                    | %                  | Non andato in onda | Non andato in onda | Non andato in onda | Non andato in onda |                    | %                  |                    |                    |                    |                    |                |        |         |                   | %                 |
| Settimana 18 | 18:15    |                    | %                  | Non andato in onda | Non andato in onda | Non andato in onda |                    | %                  |                    | %                  |                    | %                  |                    | %                  |                    | %                  |                    |                    |                    |                |        |         |                   | %                 |
| Settimana 19 | 12:15    |                    | %                  |                    |                    | %                  |                    |                    | %                  |                    |                    | %                  |                    |                    | %                  |                    |                    | %                  |                    |                | %      |         |                   | %                 |
| Settimana 19 | 13:00    |                    | %                  |                    | %                  |                    | %                  |                    | %                  | Non andato in onda | Non andato in onda | Non andato in onda | Non andato in onda |                    | %                  |                    |                    |                    |                    |                |        |         |                   | %                 |
| Settimana 19 | 18:15    |                    | %                  |                    | %                  |                    | %                  |                    | %                  |                    | %                  |                    | %                  |                    | %                  |                    |                    |                    |                    |                |        |         |                   | %                 |
| Settimana 20 | 12:15    |                    | %                  |                    |                    | %                  |                    |                    | %                  |                    |                    | %                  |                    |                    | %                  |                    |                    | %                  |                    |                | %      |         |                   | %                 |
| Settimana 20 | 13:00    |                    | %                  |                    | %                  |                    | %                  |                    | %                  | Non andato in onda | Non andato in onda | Non andato in onda | Non andato in onda |                    | %                  |                    |                    |                    |                    |                |        |         |                   | %                 |
| Settimana 20 | 18:15    |                    | %                  |                    | %                  |                    | %                  |                    | %                  |                    | %                  |                    | %                  |                    | %                  |                    |                    |                    |                    |                |        |         |                   | %                 |
| Settimana 21 | 12:15    |                    | %                  |                    |                    | %                  |                    |                    | %                  |                    |                    | %                  |                    |                    | %                  |                    |                    | %                  |                    |                | %      |         |                   | %                 |
| Settimana 21 | 13:00    |                    | %                  |                    | %                  |                    | %                  |                    | %                  | Non andato in onda | Non andato in onda | Non andato in onda | Non andato in onda |                    | %                  |                    |                    |                    |                    |                |        |         |                   | %                 |
| Settimana 21 | 18:15    |                    | %                  |                    | %                  |                    | %                  |                    | %                  |                    | %                  |                    | %                  |                    | %                  |                    |                    |                    |                    |                |        |         |                   | %                 |
| Settimana 22 | 12:15    |                    | %                  |                    |                    | %                  |                    |                    | %                  |                    |                    | %                  |                    |                    | %                  |                    |                    | %                  |                    |                | %      |         |                   | %                 |
| Settimana 22 | 13:00    |                    | %                  |                    | %                  |                    | %                  |                    | %                  | Non andato in onda | Non andato in onda | Non andato in onda | Non andato in onda |                    | %                  |                    |                    |                    |                    |                |        |         |                   | %                 |
| Settimana 22 | 18:15    |                    | %                  |                    | %                  |                    | %                  |                    | %                  |                    | %                  |                    | %                  |                    | %                  |                    |                    |                    |                    |                |        |         |                   | %                 |
| Settimana 23 | 12:15    |                    | %                  |                    |                    | %                  |                    |                    | %                  |                    |                    | %                  |                    |                    | %                  |                    |                    | %                  |                    |                | %      |         |                   | %                 |
| Settimana 23 | 13:00    |                    | %                  |                    | %                  |                    | %                  |                    | %                  | Non andato in onda | Non andato in onda | Non andato in onda | Non andato in onda |                    | %                  |                    |                    |                    |                    |                |        |         |                   | %                 |
| Settimana 23 | 18:15    |                    | %                  |                    | %                  |                    | %                  |                    | %                  |                    | %                  |                    | %                  |                    | %                  |                    |                    |                    |                    |                |        |         |                   | %                 |
| Settimana 24 | 12:15    |                    | %                  |                    |                    | %                  |                    |                    | %                  |                    |                    | %                  |                    |                    | %                  |                    |                    | %                  |                    |                | %      |         |                   | %                 |
| Settimana 24 | 13:00    |                    | %                  |                    | %                  |                    | %                  |                    | %                  | Non andato in onda | Non andato in onda | Non andato in onda | Non andato in onda |                    | %                  |                    |                    |                    |                    |                |        |         |                   | %                 |
| Settimana 24 | 18:15    |                    | %                  |                    | %                  |                    | %                  |                    | %                  |                    | %                  |                    | %                  |                    | %                  |                    |                    |                    |                    |                |        |         |                   | %                 |
| Settimana 25 | 12:15    |                    | %                  |                    |                    | %                  |                    |                    | %                  |                    |                    | %                  |                    |                    | %                  |                    |                    | %                  |                    |                | %      |         |                   | %                 |
| Settimana 25 | 13:00    |                    | %                  |                    | %                  |                    | %                  |                    | %                  | Non andato in onda | Non andato in onda | Non andato in onda | Non andato in onda |                    | %                  |                    |                    |                    |                    |                |        |         |                   | %                 |
| Settimana 25 | 18:15    |                    | %                  |                    | %                  |                    | %                  |                    | %                  |                    | %                  |                    | %                  |                    | %                  |                    |                    |                    |                    |                |        |         |                   | %                 |
| Settimana 26 | 12:15    |                    | %                  |                    |                    | %                  |                    |                    | %                  |                    |                    | %                  |                    |                    | %                  |                    |                    | %                  |                    |                | %      |         |                   | %                 |
| Settimana 26 | 13:00    |                    | %                  |                    | %                  |                    | %                  |                    | %                  | Non andato in onda | Non andato in onda | Non andato in onda | Non andato in onda |                    | %                  |                    |                    |                    |                    |                |        |         |                   | %                 |
| Settimana 26 | 18:15    |                    | %                  |                    | %                  |                    | %                  |                    | %                  |                    | %                  |                    | %                  |                    | %                  |                    |                    |                    |                    |                |        |         |                   | %                 |
| Settimana 27 | 12:15    |                    | %                  |                    |                    | %                  |                    |                    | %                  |                    |                    | %                  |                    |                    | %                  |                    |                    | %                  |                    |                | %      |         |                   | %                 |
| Settimana 27 | 13:00    |                    | %                  |                    | %                  |                    | %                  |                    | %                  | Non andato in onda | Non andato in onda | Non andato in onda | Non andato in onda |                    | %                  |                    |                    |                    |                    |                |        |         |                   | %                 |
| Settimana 27 | 18:15    |                    | %                  |                    | %                  |                    | %                  |                    | %                  |                    | %                  |                    | %                  |                    | %                  |                    |                    |                    |                    |                |        |         |                   | %                 |
| Settimana 28 | 12:15    |                    | %                  |                    |                    | %                  |                    |                    | %                  |                    |                    | %                  |                    |                    | %                  |                    |                    | %                  |                    |                | %      |         |                   | %                 |
| Settimana 28 | 13:00    |                    | %                  |                    | %                  |                    | %                  |                    | %                  | Non andato in onda | Non andato in onda | Non andato in onda | Non andato in onda |                    | %                  |                    |                    |                    |                    |                |        |         |                   | %                 |
| Settimana 28 | 18:15    |                    | %                  |                    | %                  |                    | %                  |                    | %                  |                    | %                  |                    | %                  |                    | %                  |                    |                    |                    |                    |                |        |         |                   | %                 |
| Media        | Media    | Media              | Media              | Media              | Media              | Media              | Media              | Media              | Media              | Media              | Media              | Media              | Media              | Media              | Media              | Media              | Media              | Media              | Media              | Media          | Media  | Media   | 445 000           | 4,34%             |

#### Rete 4
In questa tabella sono indicati i risultati in termini di ascolto delle strisce quotidiane andate in onda dal 25 settembre 2023 all'11 marzo 2024 su Rete 4:
- tutti i giorni alle 11:50 (dal 25 settembre 2023 al 10 marzo 2024);
- tutti i giorni alle 18:50 (dal 25 settembre 2023 al 14 gennaio 2024);
- dal lunedì al sabato alle 13:55 e domenica alle 14:15 (dal 15 gennaio all'11 marzo 2024).

|                |       | Martedì            | Martedì            | Martedì            | Mercoledì          | Mercoledì          | Mercoledì          | Giovedì            | Giovedì            | Giovedì            | Venerdì            | Venerdì            | Venerdì            | Sabato             | Sabato             | Sabato             | Domenica           | Domenica           | Domenica           | Lunedì             | Lunedì             | Lunedì             | Media settimanale | Media settimanale |
| Telespettatori | Share | Fonte              | Telespettatori     | Share              | Fonte              | Telespettatori     | Share              | Fonte              | Telespettatori     | Share              | Fonte              | Telespettatori     | Share              | Fonte              | Telespettatori     | Share              | Fonte              | Telespettatori     | Share              | Fonte              | Telespettatori     | Share              |                   |                   |
| -------------- | ----- | ------------------ | ------------------ | ------------------ | ------------------ | ------------------ | ------------------ | ------------------ | ------------------ | ------------------ | ------------------ | ------------------ | ------------------ | ------------------ | ------------------ | ------------------ | ------------------ | ------------------ | ------------------ | ------------------ | ------------------ | ------------------ | ----------------- | ----------------- |
| Settimana 2    | 11:50 | Non andati in onda | Non andati in onda | Non andati in onda | Non andati in onda | Non andati in onda | Non andati in onda | Non andati in onda | Non andati in onda | Non andati in onda | Non andati in onda | Non andati in onda | Non andati in onda | Non andati in onda | Non andati in onda | Non andati in onda | Non andati in onda | Non andati in onda | Non andati in onda | 145 000            | 2,40%              | [ 81 ]             | 227 000           | 2,60%             |
| Settimana 2    | 18:50 | Non andati in onda | Non andati in onda | Non andati in onda | Non andati in onda | Non andati in onda | Non andati in onda | Non andati in onda | Non andati in onda | Non andati in onda | Non andati in onda | Non andati in onda | Non andati in onda | Non andati in onda | Non andati in onda | Non andati in onda | Non andati in onda | Non andati in onda | Non andati in onda | 309 000            | 2,80%              | [ 81 ]             | 227 000           | 2,60%             |
| Settimana 3    | 11:50 | 171 000            | 2,70%              | [ 130 ]            | 122 000            | 2,20%              | [ 131 ]            | 105 000            | 1,90%              | [ 82 ]             | 93 000             | 1,70%              | [ 132 ]            | 135 000            | 2,40%              | [ 183 ]            | 185 000            | 2,50%              | [ 184 ]            | 112 000            | 2,00%              | [ 83 ]             | 198 000           | 2,37%             |
| Settimana 3    | 18:50 | 221 000            | 2,00%              | [ 130 ]            | 306 000            | 2,80%              | [ 131 ]            | 244 000            | 2,40%              | [ 82 ]             | 299 000            | 2,90%              | [ 132 ]            | 232 000            | 2,40%              | [ 183 ]            | 246 000            | 2,50%              | [ 184 ]            | 298 000            | 2,80%              | [ 83 ]             | 198 000           | 2,37%             |
| Settimana 4    | 11:50 | 127 000            | 2,20%              | [ 133 ]            | 185 000            | 3,20%              | [ 134 ]            | 127 000            | 2,20%              | [ 84 ]             | 94 000             | 1,70%              | [ 135 ]            | 142 000            | 2,30%              | [ 136 ]            | 155 000            | 2,10%              | [ 185 ]            | 126 000            | 1,94%              | [ 85 ]             | 217 000           | 2,39%             |
| Settimana 4    | 18:50 | 317 000            | 2,90%              | [ 133 ]            | 339 000            | 3,10%              | [ 134 ]            | 223 000            | 2,10%              | [ 84 ]             | 312 000            | 2,90%              | [ 135 ]            | 240 000            | 2,30%              | [ 136 ]            | 354 000            | 2,90%              | [ 185 ]            | 294 000            | 1,60%              | [ 85 ]             | 217 000           | 2,39%             |
| Settimana 5    | 11:50 | 110 000            | 1,90%              | [ 137 ]            | 89 000             | 1,50%              | [ 138 ]            | 92 000             | 1,60%              | [ 86 ]             | 86 000             | 1,40%              | [ 139 ]            | 176 000            | 2,00%              | [ 140 ]            | 123 000            | 1,60%              | [ 186 ]            | 122 000            | 2,00%              | [ 87 ]             | 215 000           | 2,31%             |
| Settimana 5    | 18:50 | 320 000            | 3,90%              | [ 137 ]            | 311 000            | 2,70%              | [ 138 ]            | 277 000            | 2,50%              | [ 86 ]             | 314 000            | 2,90%              | [ 139 ]            | 247 000            | 2,40%              | [ 140 ]            | 454 000            | 3,50%              | [ 186 ]            | 302 000            | 2,40%              | [ 87 ]             | 215 000           | 2,31%             |
| Settimana 6    | 11:50 | 104 000            | 1,40%              | [ 141 ]            | 154 000            | 2,40%              | [ 142 ]            | 130 000            | 2,10%              | [ 88 ]             | 122 000            | 2,00%              | [ 143 ]            | 169 000            | 2,60%              | [ 144 ]            | 231 000            | 2,90%              | [ 187 ]            | 143 000            | 2,25%              | [ 89 ]             | 252 000           | 2,51%             |
| Settimana 6    | 18:50 | 407 000            | 3,40%              | [ 141 ]            | 289 000            | 2,30%              | [ 142 ]            | 307 000            | 2,40%              | [ 88 ]             | 291 000            | 2,20%              | [ 143 ]            | 304 000            | 2,30%              | [ 144 ]            | 374 000            | 2,90%              | [ 187 ]            | 506 000            | 3,94%              | [ 89 ]             | 252 000           | 2,51%             |
| Settimana 7    | 11:50 | 121 000            | 1,80%              | [ 145 ]            | 103 000            | 2,00%              | [ 146 ]            | 116 000            | 2,20%              | [ 90 ]             | 174 000            | 2,80%              | [ 147 ]            | 192 000            | 3,20%              | [ 148 ]            | 283 000            | 3,20%              | [ 188 ]            | 171 000            | 2,20%              | [ 91 ]             | 270 000           | 2,65%             |
| Settimana 7    | 18:50 | 366 000            | 2,70%              | [ 145 ]            | 319 000            | 2,40%              | [ 146 ]            | 143 000            | 2,30%              | [ 90 ]             | 383 000            | 3,00%              | [ 147 ]            | 394 000            | 3,30%              | [ 148 ]            | 520 000            | 3,60%              | [ 188 ]            | 350 000            | 2,40%              | [ 91 ]             | 270 000           | 2,65%             |
| Settimana 8    | 11:50 | 168 000            | 1,70%              | [ 149 ]            | 156 000            | 2,30%              | [ 150 ]            | 195 000            | 2,60%              | [ 92 ]             | 86 000             | 1,30%              | [ 151 ]            | 64 000             | 1,50%              | [ 152 ]            | 276 000            | 3,20%              | [ 189 ]            | 81 000             | 2,10%              | [ 93 ]             | 254 000           | 2,60%             |
| Settimana 8    | 18:50 | 279 000            | 2,20%              | [ 149 ]            | 325 000            | 2,90%              | [ 150 ]            | 384 000            | 3,70%              | [ 92 ]             | 317 000            | 3,80%              | [ 151 ]            | 484 000            | 3,90%              | [ 152 ]            | 393 000            | 2,60%              | [ 189 ]            | 359 000            | 2,60%              | [ 93 ]             | 254 000           | 2,60%             |
| Settimana 9    | 11:50 | 160 000            | 2,60%              | [ 153 ]            | 123 000            | 2,00%              | [ 154 ]            | 108 000            | 2,40%              | [ 94 ]             | 98 000             | 2,00%              | [ 155 ]            | 132 000            | 3,70%              | [ 156 ]            | 147 000            | 2,10%              | [ 190 ]            | 101 000            | 2,20%              | [ 95 ]             | 248 000           | 2,76%             |
| Settimana 9    | 18:50 | 308 000            | 2,20%              | [ 153 ]            | 390 000            | 2,90%              | [ 154 ]            | 435 000            | 3,10%              | [ 94 ]             | 299 000            | 2,30%              | [ 155 ]            | 393 000            | 4,10%              | [ 156 ]            | 374 000            | 3,00%              | [ 190 ]            | 408 000            | 4,00%              | [ 95 ]             | 248 000           | 2,76%             |
| Settimana 10   | 11:50 | 87 000             | 1,90%              | [ 157 ]            | 92 000             | 2,10%              | [ 158 ]            | 108 000            | 2,20%              | [ 96 ]             | 151 000            | 2,80%              | [ 159 ]            | 304 000            | 4,00%              | [ 160 ]            | 227 000            | 3,40%              | [ 191 ]            | 68 000             | 1,40%              | [ 97 ]             | 281 000           | 2,96%             |
| Settimana 10   | 18:50 | 347 000            | 2,50%              | [ 157 ]            | 380 000            | 2,70%              | [ 158 ]            | 445 000            | 4,50%              | [ 96 ]             | 370 000            | 3,40%              | [ 159 ]            | 490 000            | 4,30%              | [ 160 ]            | 515 000            | 3,70%              | [ 191 ]            | 350 000            | 2,50%              | [ 97 ]             | 281 000           | 2,96%             |
| Settimana 11   | 11:50 | 48 000             | 1,10%              | [ 161 ]            | 57 000             | 1,60%              | [ 162 ]            | 75 000             | 1,70%              | [ 163 ]            | 54 000             | 1,30%              | [ 164 ]            | 97 000             | 1,80%              | [ 165 ]            | 214 000            | 2,60%              | [ 192 ]            | 91 000             | 1,50%              | [ 98 ]             | 249 000           | 2,42%             |
| Settimana 11   | 18:50 | 405 000            | 3,80%              | [ 161 ]            | 412 000            | 2,90%              | [ 162 ]            | 460 000            | 3,20%              | [ 163 ]            | 402 000            | 3,70%              | [ 164 ]            | 469 000            | 3,20%              | [ 165 ]            | 372 000            | 2,20%              | [ 192 ]            | 341 000            | 3,30%              | [ 98 ]             | 249 000           | 2,42%             |
| Settimana 12   | 11:50 | 117 000            | 2,30%              | [ 166 ]            | 69 000             | 1,50%              | [ 167 ]            | 122 000            | 1,90%              | [ 168 ]            | 27 000             | 1,00%              | [ 169 ]            | 77 000             | 1,60%              | [ 99 ]             | 202 000            | 2,50%              | [ 193 ]            | 56 000             | 1,40%              | [ 100 ]            | 252 000           | 2,49%             |
| Settimana 12   | 18:50 | 494 000            | 3,40%              | [ 166 ]            | 313 000            | 2,20%              | [ 167 ]            | 426 000            | 4,00%              | [ 168 ]            | 407 000            | 3,70%              | [ 169 ]            | 502 000            | 4,40%              | [ 99 ]             | 387 000            | 2,60%              | [ 193 ]            | 334 000            | 2,30%              | [ 100 ]            | 252 000           | 2,49%             |
| Settimana 13   | 11:50 | 75 000             | 1,30%              | [ 173 ]            | 81 000             | 1,70%              | [ 170 ]            | 78 000             | 1,80%              | [ 171 ]            | 126 000            | 2,00%              | [ 172 ]            | 102 000            | 1,90%              | [ 101 ]            | 248 000            | 3,20%              | [ 194 ]            | 54 000             | 1,20%              | [ 102 ]            |                   | %                 |
| Settimana 13   | 18:50 | 340 000            | 2,40%              | [ 173 ]            | 346 000            | 3,40%              | [ 170 ]            | 373 000            | 3,50%              | [ 171 ]            | 373 000            | 3,00%              | [ 172 ]            | 385 000            | 3,40%              | [ 101 ]            | 311 000            | 2,30%              | [ 194 ]            | 336 000            | 2,40%              | [ 102 ]            |                   | %                 |
| Settimana 14   | 11:50 | 49 000             | 1,30%              | [ 174 ]            | 46 000             | 1,50%              | [ 175 ]            | 86 000             | 1,70%              | [ 176 ]            | 38 000             | 1,20%              | [ 177 ]            | 61 000             | 1,50%              | [ 103 ]            | 265 000            | 3,40%              | [ 195 ]            | 65 000             | 2,70%              | [ 178 ]            |                   | %                 |
| Settimana 14   | 18:50 | 340 000            | 2,40%              | [ 174 ]            | 326 000            | 2,40%              | [ 175 ]            | 267 000            | 2,50%              | [ 176 ]            | 296 000            | 3,00%              | [ 177 ]            | 364 000            | 3,40%              | [ 103 ]            | 329 000            | 2,70%              | [ 195 ]            | 292 000            | 2,80%              | [ 178 ]            |                   | %                 |
| Settimana 15   | 11:50 | 46 000             | 1,80%              | [ 179 ]            | 52 000             | 1,50%              | [ 180 ]            | 82 000             | 2,10%              | [ 181 ]            | 22 000             | 0,80%              | [ 182 ]            | 117 000            | 2,60%              | [ 104 ]            |                    | %                  |                    |                    | %                  |                    |                   | %                 |
| Settimana 15   | 18:50 | 317 000            | 3,10%              | [ 179 ]            | 321 000            | 2,90%              | [ 180 ]            | 346 000            | 3,30%              | [ 181 ]            | 341 000            | 3,30%              | [ 182 ]            | 313 000            | 2,80%              | [ 104 ]            |                    | %                  |                    | %                  |                    |                    |                   | %                 |
| Settimana 16   | 11:50 |                    | %                  |                    |                    | %                  |                    |                    | %                  |                    |                    | %                  |                    |                    | %                  |                    |                    | %                  |                    |                    | %                  |                    |                   | %                 |
| Settimana 16   | 18:50 |                    | %                  |                    | %                  |                    | %                  |                    | %                  |                    | %                  |                    | %                  |                    | %                  |                    |                    |                    |                    |                    |                    |                    |                   | %                 |
| Settimana 17   | 11:50 |                    | %                  |                    |                    | %                  |                    |                    | %                  |                    |                    | %                  |                    |                    | %                  |                    |                    | %                  |                    |                    | %                  |                    |                   | %                 |
| Settimana 17   | 18:50 |                    | %                  |                    | %                  |                    | %                  |                    | %                  |                    | %                  |                    | %                  |                    | %                  |                    |                    |                    |                    |                    |                    |                    |                   | %                 |
| Settimana 18   | 11:50 |                    | %                  |                    |                    | %                  |                    |                    | %                  |                    |                    | %                  |                    |                    | %                  |                    |                    | %                  |                    | Non andati in onda | Non andati in onda | Non andati in onda |                   | %                 |
| Settimana 18   | 18:50 |                    | %                  |                    | %                  |                    | %                  |                    | %                  |                    | %                  |                    | %                  |                    |                    |                    |                    |                    |                    | Non andati in onda | Non andati in onda | Non andati in onda |                   | %                 |
| Settimana 18   | 13:55 | Non andati in onda | Non andati in onda | Non andati in onda | Non andati in onda | Non andati in onda | Non andati in onda | Non andati in onda | Non andati in onda | Non andati in onda | Non andati in onda | Non andati in onda | Non andati in onda | Non andati in onda | Non andati in onda | Non andati in onda | Non andati in onda | Non andati in onda | Non andati in onda |                    | %                  |                    |                   | %                 |
| Settimana 19   | 13:55 |                    | %                  |                    |                    | %                  |                    |                    | %                  |                    |                    | %                  |                    |                    | %                  |                    | Non andato in onda | Non andato in onda | Non andato in onda |                    | %                  |                    |                   | %                 |
| Settimana 19   | 14:15 | Non andati in onda | Non andati in onda | Non andati in onda | Non andati in onda | Non andati in onda | Non andati in onda | Non andati in onda | Non andati in onda | Non andati in onda | Non andati in onda | Non andati in onda | Non andati in onda | Non andati in onda | Non andati in onda | Non andati in onda |                    | %                  |                    | Non andato in onda | Non andato in onda | Non andato in onda |                   | %                 |
| Settimana 20   | 13:55 |                    | %                  |                    |                    | %                  |                    |                    | %                  |                    |                    | %                  |                    |                    | %                  |                    | Non andato in onda | Non andato in onda | Non andato in onda |                    | %                  |                    |                   | %                 |
| Settimana 20   | 14:15 | Non andati in onda | Non andati in onda | Non andati in onda | Non andati in onda | Non andati in onda | Non andati in onda | Non andati in onda | Non andati in onda | Non andati in onda | Non andati in onda | Non andati in onda | Non andati in onda | Non andati in onda | Non andati in onda | Non andati in onda |                    | %                  |                    | Non andato in onda | Non andato in onda | Non andato in onda |                   | %                 |
| Settimana 21   | 13:55 |                    | %                  |                    |                    | %                  |                    |                    | %                  |                    |                    | %                  |                    |                    | %                  |                    | Non andato in onda | Non andato in onda | Non andato in onda |                    | %                  |                    |                   | %                 |
| Settimana 21   | 14:15 | Non andati in onda | Non andati in onda | Non andati in onda | Non andati in onda | Non andati in onda | Non andati in onda | Non andati in onda | Non andati in onda | Non andati in onda | Non andati in onda | Non andati in onda | Non andati in onda | Non andati in onda | Non andati in onda | Non andati in onda |                    | %                  |                    | Non andato in onda | Non andato in onda | Non andato in onda |                   | %                 |
| Settimana 22   | 13:55 |                    | %                  |                    |                    | %                  |                    |                    | %                  |                    |                    | %                  |                    |                    | %                  |                    | Non andato in onda | Non andato in onda | Non andato in onda |                    | %                  |                    |                   | %                 |
| Settimana 22   | 14:15 | Non andati in onda | Non andati in onda | Non andati in onda | Non andati in onda | Non andati in onda | Non andati in onda | Non andati in onda | Non andati in onda | Non andati in onda | Non andati in onda | Non andati in onda | Non andati in onda | Non andati in onda | Non andati in onda | Non andati in onda |                    | %                  |                    | Non andato in onda | Non andato in onda | Non andato in onda |                   | %                 |
| Settimana 23   | 13:55 |                    | %                  |                    |                    | %                  |                    |                    | %                  |                    |                    | %                  |                    |                    | %                  |                    | Non andato in onda | Non andato in onda | Non andato in onda |                    | %                  |                    |                   | %                 |
| Settimana 23   | 14:15 | Non andati in onda | Non andati in onda | Non andati in onda | Non andati in onda | Non andati in onda | Non andati in onda | Non andati in onda | Non andati in onda | Non andati in onda | Non andati in onda | Non andati in onda | Non andati in onda | Non andati in onda | Non andati in onda | Non andati in onda |                    | %                  |                    | Non andato in onda | Non andato in onda | Non andato in onda |                   | %                 |
| Settimana 24   | 13:55 |                    | %                  |                    |                    | %                  |                    |                    | %                  |                    |                    | %                  |                    |                    | %                  |                    | Non andato in onda | Non andato in onda | Non andato in onda |                    | %                  |                    |                   | %                 |
| Settimana 24   | 14:15 | Non andati in onda | Non andati in onda | Non andati in onda | Non andati in onda | Non andati in onda | Non andati in onda | Non andati in onda | Non andati in onda | Non andati in onda | Non andati in onda | Non andati in onda | Non andati in onda | Non andati in onda | Non andati in onda | Non andati in onda |                    | %                  |                    | Non andato in onda | Non andato in onda | Non andato in onda |                   | %                 |
| Settimana 25   | 13:55 |                    | %                  |                    |                    | %                  |                    |                    | %                  |                    |                    | %                  |                    |                    | %                  |                    | Non andato in onda | Non andato in onda | Non andato in onda |                    | %                  |                    |                   | %                 |
| Settimana 25   | 14:15 | Non andati in onda | Non andati in onda | Non andati in onda | Non andati in onda | Non andati in onda | Non andati in onda | Non andati in onda | Non andati in onda | Non andati in onda | Non andati in onda | Non andati in onda | Non andati in onda | Non andati in onda | Non andati in onda | Non andati in onda |                    | %                  |                    | Non andato in onda | Non andato in onda | Non andato in onda |                   | %                 |
| Settimana 26   | 13:55 |                    | %                  |                    |                    | %                  |                    |                    | %                  |                    |                    | %                  |                    |                    | %                  |                    | Non andato in onda | Non andato in onda | Non andato in onda |                    | %                  |                    |                   | %                 |
| Settimana 26   | 14:15 | Non andati in onda | Non andati in onda | Non andati in onda | Non andati in onda | Non andati in onda | Non andati in onda | Non andati in onda | Non andati in onda | Non andati in onda | Non andati in onda | Non andati in onda | Non andati in onda | Non andati in onda | Non andati in onda | Non andati in onda |                    | %                  |                    | Non andato in onda | Non andato in onda | Non andato in onda |                   | %                 |
| Media          | Media | Media              | Media              | Media              | Media              | Media              | Media              | Media              | Media              | Media              | Media              | Media              | Media              | Media              | Media              | Media              | Media              | Media              | Media              | Media              | Media              | Media              | 214 000           | 2,45%             |